# Tunisie
Vous lisez un « article de qualité » labellisé en 2006.
République tunisienne
(ar) الجمهورية التونسية 
La Tunisie (en arabe : تونس, tūnis , [ˈtuːnɪs]), en forme longue la République tunisienne (en arabe : الجمهورية التونسية, al-jumhūriyya at-tūnisiyya ) est un État arabophone et musulman d'Afrique du Nord, souverain depuis 1956, dont le territoire, en plein centre du bassin méditerranéen, au carrefour de l'Afrique, de l'Europe et du Moyen-Orient, témoigne d'une histoire plurimillénaire mêlant influences libyques, phéniciennes, latines, arabes et méditerranéennes.
Bordé au nord et à l'est par la mer Méditerranée (1 566 km de côtes), à l'ouest par l'Algérie avec 965 km de frontière commune et au sud-est par la Libye avec 459 km de frontière, sa capitale Tunis est située dans le Nord-Est du pays, au fond du golfe du même nom. Plus de 30 % de la superficie du territoire est occupée par le désert du Sahara, le reste étant constitué de régions montagneuses et de plaines fertiles.
Le territoire de l'actuelle Tunisie est le foyer de la culture capsienne, une culture mésolithique qui a duré de 10 000 à 6 000 avant notre ère et à qui la ville de Gafsa a donné son nom. Il est aussi le berceau de la civilisation carthaginoise qui atteint son apogée au IIIe siècle av. J.-C., avant de faire partie du royaume de Numidie, puis de devenir une province importante de l'Afrique romaine et de passer pendant quelques décennies sous domination vandale. Dirigé par une succession de dynasties arabo-musulmanes au sein de l'Ifriqiya (إفريقية), dont la plus longue est celle des Aghlabides, puis devenu régence ottomane, avec notamment l'émergence de la dynastie locale des Husseinites, il passe sous protectorat français le 12 mai 1881 avec la signature du traité du Bardo. À l'indépendance, le 20 mars 1956, la Tunisie devient d'abord une monarchie constitutionnelle ayant pour souverain Lamine Bey,, 19e et dernier bey régnant de la dynastie des Husseinites. Mais, le 25 juillet 1957, la république est proclamée et le leader nationaliste Habib Bourguiba devient le premier président de la République tunisienne. Il modernise le pays qu'il dirige pendant trente ans, marqués à la fin par le clientélisme et la montée de l'islamisme.
En 1987, il est déposé par le Premier ministre Zine el-Abidine Ben Ali, qui poursuit les principaux objectifs du « bourguibisme » tout en libéralisant l'économie mais exerce une présidence autoritaire et policière, caractérisée par l'importance de la corruption,. Ben Ali est chassé le 14 janvier 2011 par une révolution populaire et se réfugie en Arabie saoudite, à Djeddah, sous le coup, avec son épouse Leïla Ben Ali, d'un mandat d'arrêt international.
Intégrée aux principales instances de la communauté internationale telles que l'ONU ou la Cour pénale internationale, la Tunisie fait également partie de l'Union du Maghreb arabe, de la Ligue arabe, de la Grande zone arabe de libre-échange, du Marché commun de l'Afrique orientale et australe, de l'Organisation de la coopération islamique, de l'Union pour la Méditerranée, de l'Union africaine, de l'Organisation internationale de la francophonie, du Groupe des 77, de la Communauté des États sahélo-sahariens et du mouvement des non-alignés. La Tunisie a également conclu un accord d'association avec l'Union européenne et obtenu le statut d'allié majeur non-membre de l'OTAN.
Durant la période 2020-2021, le pays est un membre non permanent du Conseil de sécurité des Nations unies pour la quatrième fois depuis son adhésion à l'ONU.

## Toponymie
Le nom actuel de la « Tunisie », en français, est dérivé du nom de la capitale, Tunis, suivi du suffixe latin -ie. Le dérivé latin est par la suite adopté dans plusieurs autres langues européennes, à quelques modifications près, pour différencier le pays de la ville de Tunis.
Toutefois, dans certaines langues, il n'y a pas eu une telle modification, comme en russe (Туни́с), en espagnol (Túnez) et en arabe (تونس ou Tunis). Dans ces cas, seul le contexte permet de déterminer si l'on parle de la ville ou du pays.
Avant cela, le territoire de la Tunisie est appelé Ifriqiya ou encore Africa dans l'Antiquité, ce qui donne par la suite son nom à l'Afrique. La Tunisie est aussi désignée sous le nom de Maghreb Al Adna par les historiens et géographes musulmans arabophones.

## Géographie
La Tunisie, le plus petit des États du Maghreb, se situe au nord du continent africain. Il est séparé de l'Europe par une distance de 140 km au niveau du canal de Sicile. Le cap Angela, situé dans le gouvernorat de Bizerte, constitue le point le plus septentrional de l'Afrique continentale.
Disposant d'une superficie de 163 610 km2, le pays est limité à l'ouest par l'Algérie avec 965 km de frontière commune, au sud - sud-est par la Libye avec 459 km de frontière et au nord et à l'est par la mer Méditerranée avec 1 566 km de côtes (2 290 km si l'on prend en compte les linéaires des îles, îlots, archipels et les linéaires artificiels).
Le désert du Sahara occupe une superficie comprise entre 33 % et 40 % du territoire selon qu'on le définisse d'après son aridité ou selon des caractéristiques paysagères. La superficie des terres à vocation agricole est estimée à dix millions d'hectares, réparties en cinq millions de terres labourables, quatre millions de parcours naturels et un million de forêts et garrigues.

### Topographie

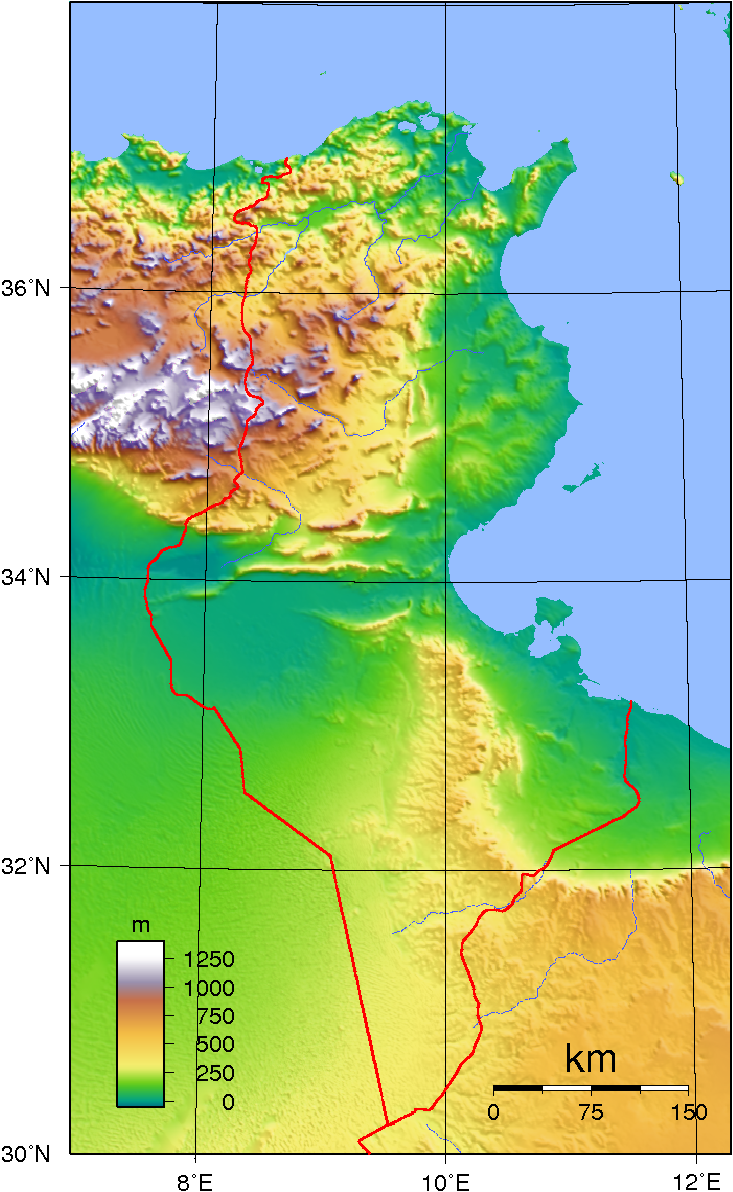
Topographie de la Tunisie.

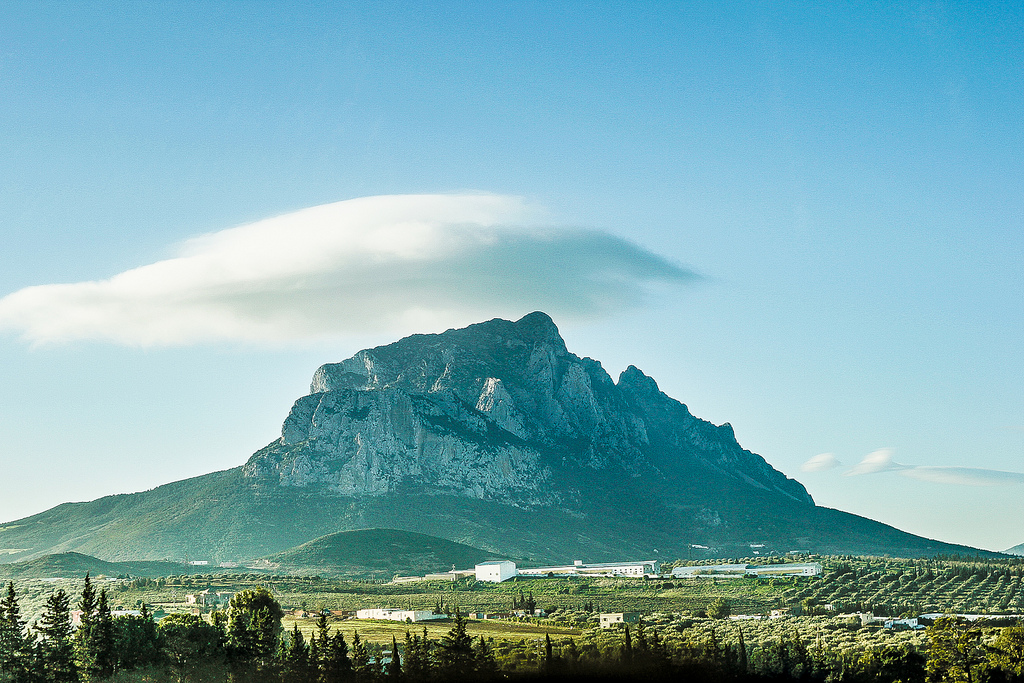
Silhouette du djebel Ressas dominant la plaine de Mornag.

La Tunisie possède un relief contrasté avec une partie septentrionale et occidentale montagneuse, la dorsale tunisienne, située dans l'extension du massif montagneux de l'Atlas ; elle est coupée par la plaine de la Medjerda, le seul cours d'eau du pays qui soit alimenté de façon continue.
Le point culminant du territoire est le djebel Chambi culminant à 1 544 mètres. À l'est, une plaine s'étend entre Hammamet et Ben Gardane, via le Sahel tunisien et la Djeffara.
La partie méridionale du pays, principalement désertique, est divisée entre une succession de chotts (Chott el-Gharsa, Chott el-Jérid et Chott el-Fejaj), des plateaux rocheux et les dunes du Grand Erg oriental. Le littoral parsemé de tombolos et de lagunes s'étend sur 1 566 km dont 575 de plages sablonneuses. Quelques îles dont les Kerkennah et Djerba parsèment le littoral.

### Climat

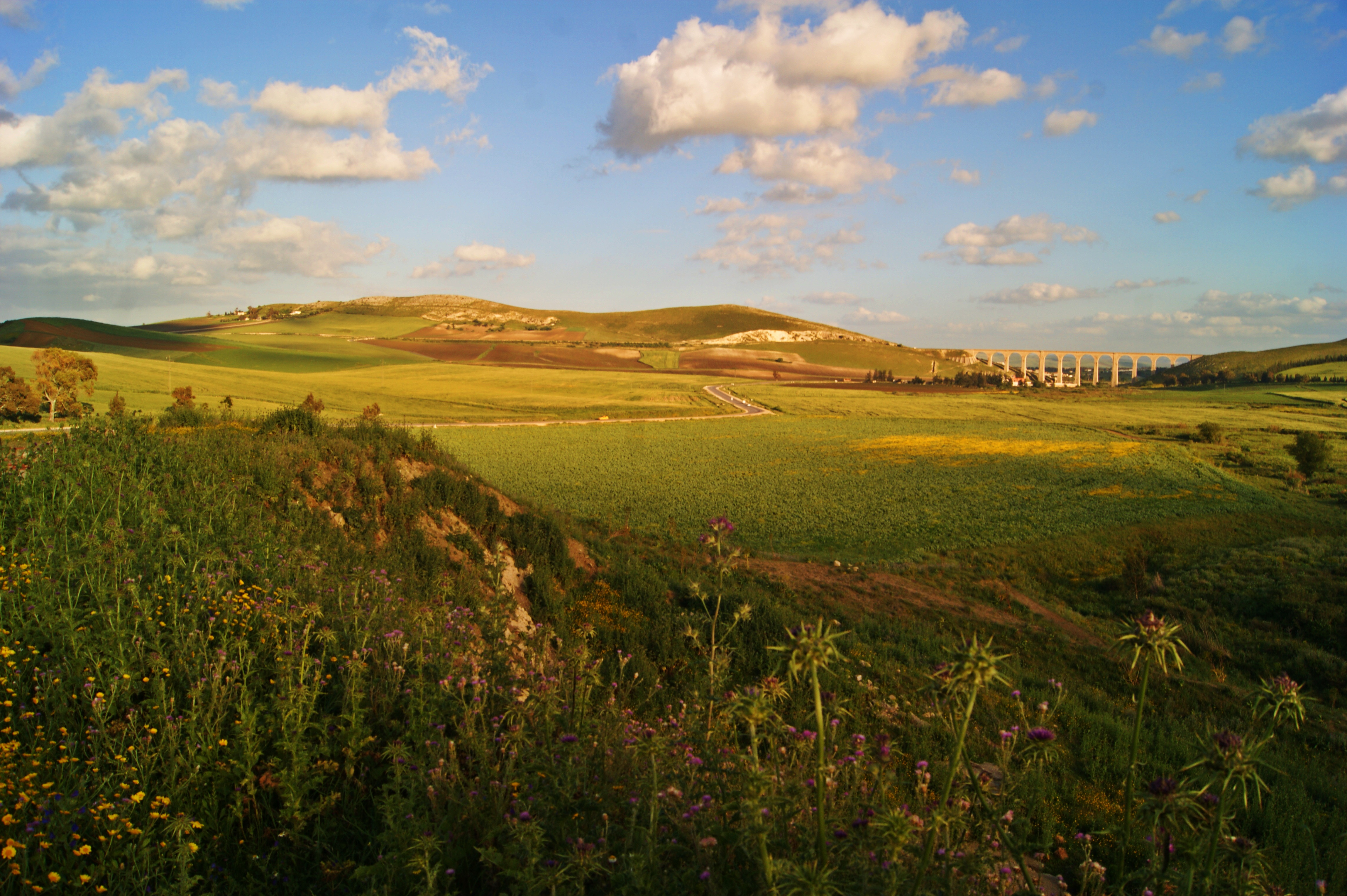
Paysage du Nord-Ouest tunisien.

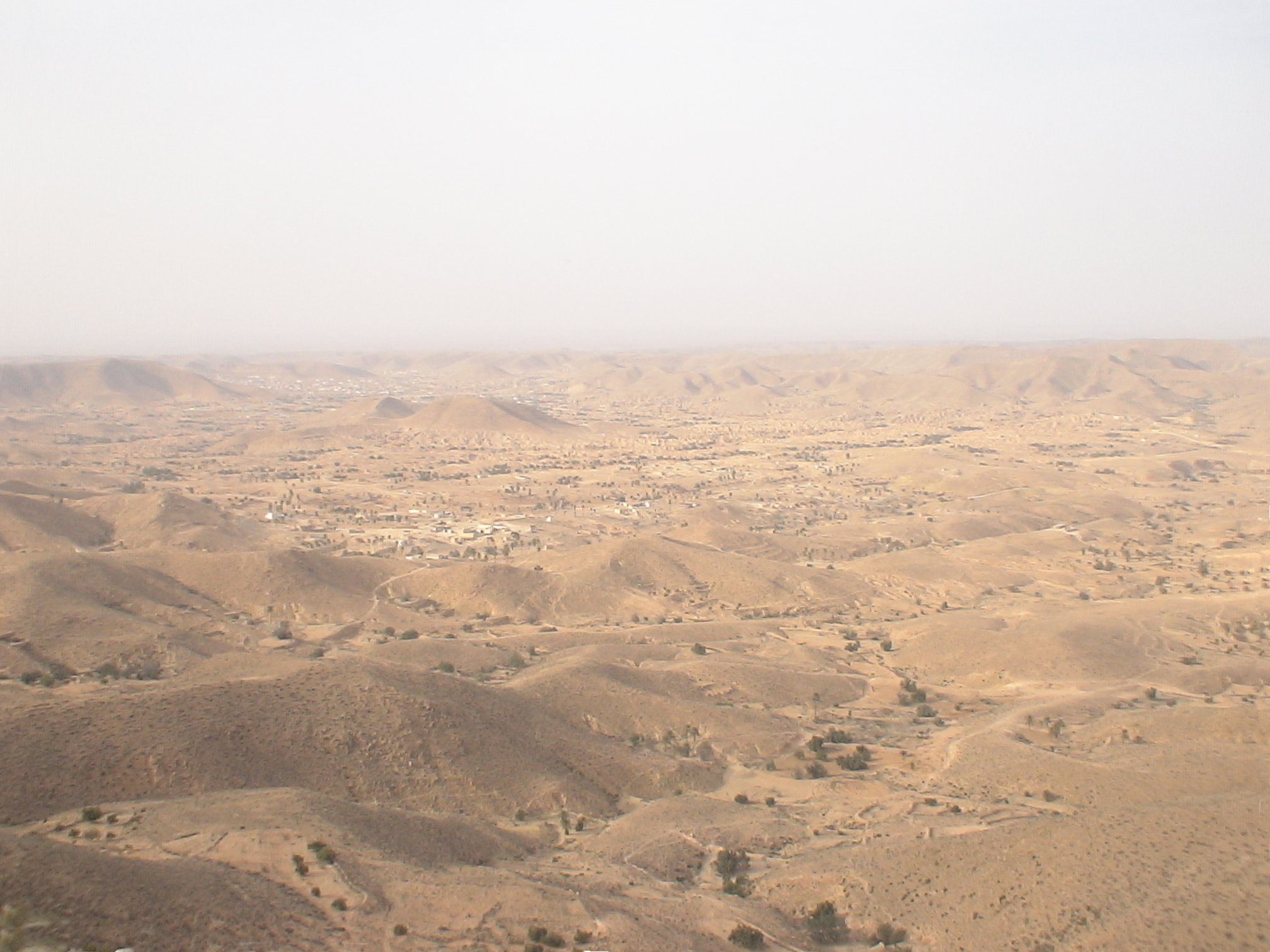
Paysage du Sud tunisien.

Le climat de la Tunisie se divise en sept zones bioclimatiques, la grande différence entre le Nord et le reste du pays étant due à la chaîne de la dorsale tunisienne qui sépare les zones soumises au climat méditerranéen (classification de Köppen Csa) de celles soumises au climat désertique chaud (classification de Köppen BWh) typique du Sahara, le plus grand désert chaud du globe. Entre les deux, on y trouve le climat semi-aride chaud (classification de Köppen BSh) avec des caractéristiques communes aux deux principaux régimes climatiques du pays.
En raison de sa situation géographique, le climat tunisien est influencé par divers types de vents : la côte nord est exposée aux vents marins doux et humides soufflant depuis le sud de la France, ce qui provoque une baisse significative des températures et une hausse des précipitations, et le sud du pays aux vents continentaux chauds et secs, tels le sirocco soufflant sur les grandes étendues désertiques et les plaines, provoquant alors une brutale hausse des températures et un net assèchement de l'atmosphère.
Le pays bénéficie également d'un taux d'ensoleillement important dépassant 3 000 heures par an et qui atteint des sommets dans le Sud désertique, aux abords des frontières algérienne et libyenne,.
Les températures varient en fonction de la latitude, de l'altitude et de la proximité ou de l'éloignement de la mer Méditerranée. S'il peut faire quelques degrés au-dessous de 0 °C dans les montagnes de Kroumirie en hiver, la température maximale grimpe souvent aux environs de 50 °C dans les régions désertiques en été. La pluviométrie annuelle moyenne varie également selon les régions : d'environ 1 000 millimètres au nord à environ 380 mm au centre et jusqu'à moins de 50 mm à l'extrême sud.

### Environnement

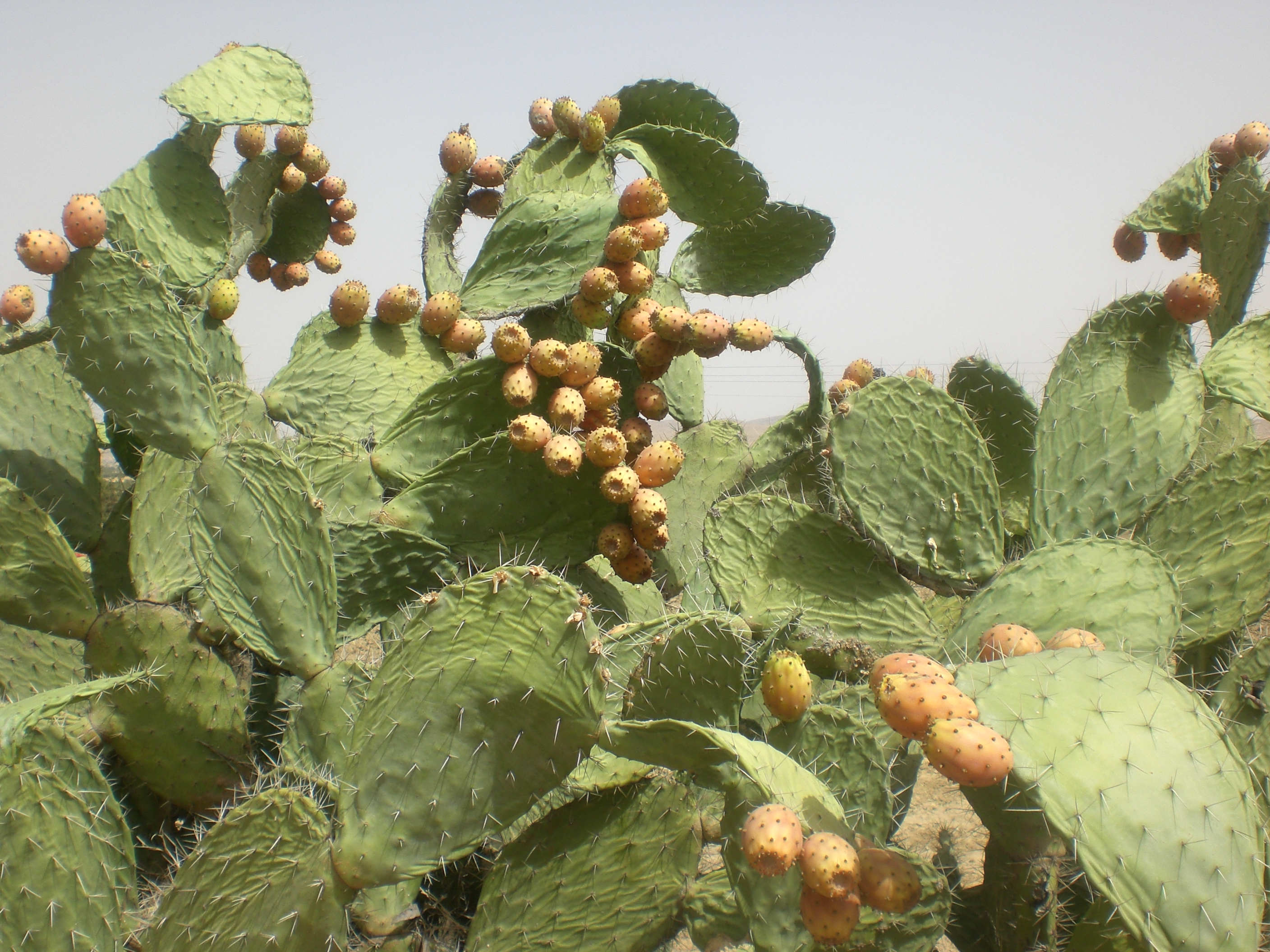
Figuier de Barbarie.

La flore varie beaucoup en fonction des régions : celle des régions côtières est semblable à celle de l'Europe méridionale et comprend prairies, garrigue, maquis et forêts de chênes-lièges. Plus au sud, la végétation est de type steppique avec une dominance de l'alfa. Dans les régions arides de l'extrême sud, les oasis sont plantées de palmiers-dattiers.
Quinze aires naturelles ont été érigées en parcs nationaux. Le parc national de l'Ichkeul, qui s'étend sur 12 600 hectares, est inscrit sur la liste du patrimoine mondial de l'Unesco. Il existe également seize réserves naturelles qui ont pour but d'être un habitat pour des espèces ayant une valeur écologique, économique et en tant qu'écosystèmes vulnérables.

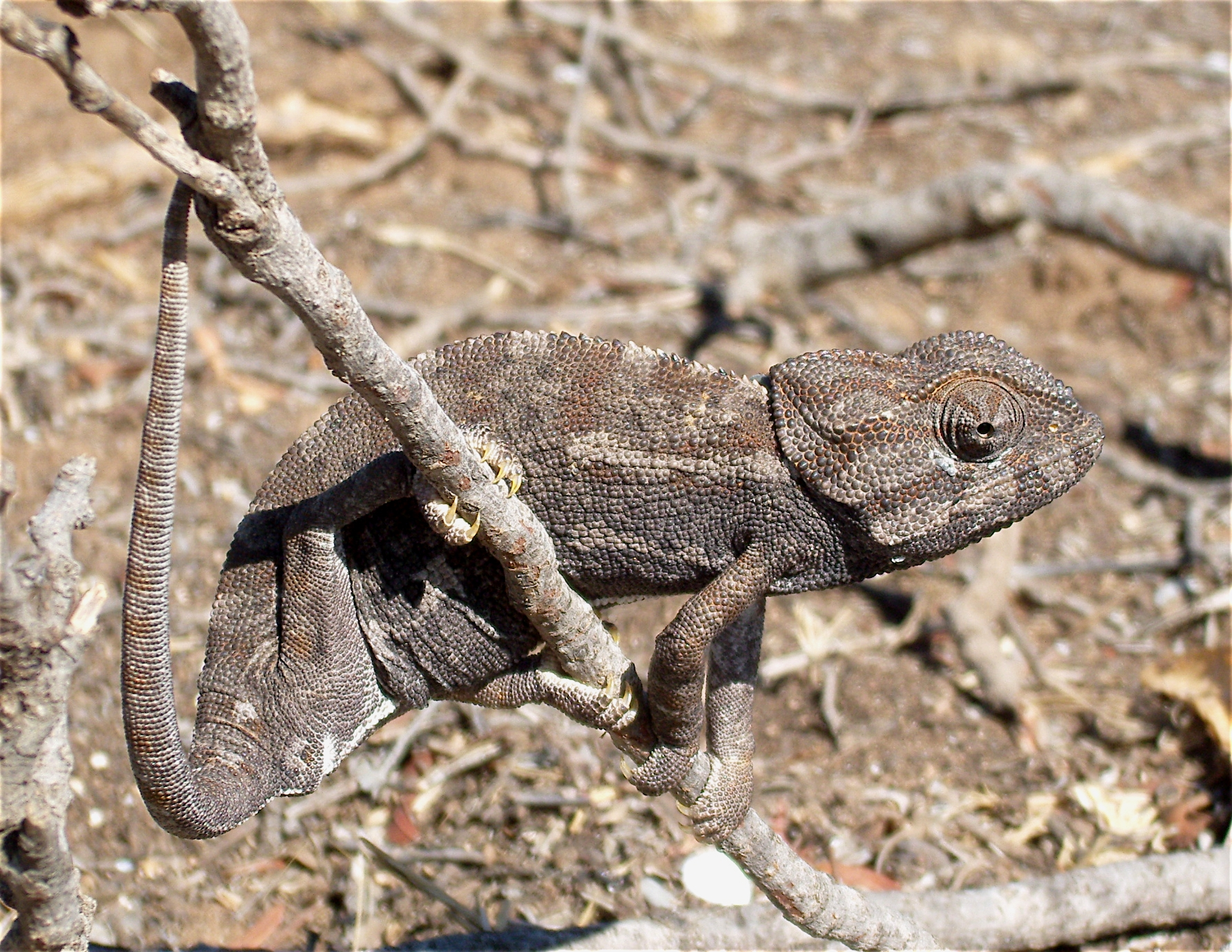
Caméléon commun.

Selon une étude du programme méditerranéen du WWF, la région côtière du Nord-Ouest figure parmi les treize sites de la Méditerranée qui se distinguent par leur richesse naturelle, leur biodiversité et leurs espèces végétales et animales uniques.
Dans ce contexte, la Tunisie est le pays méditerranéen le plus touché par le réchauffement climatique, lequel favorise les pénuries d'eau et l'érosion des côtes. Depuis plusieurs années, l'agriculture est exposée à des sécheresses récurrentes qui participent à l'exode rural. En outre, « pour compenser la raréfaction des pluies, les agriculteurs utilisent toujours plus d'engrais et de pesticides », souligne la chercheuse Samia Mouheli. Ainsi, selon la FAO, le pays est passé de cinq kilos d'engrais chimiques utilisés à l'hectare au début des années 1960 à près de 25 kilos au milieu des années 1990. Les pollutions industrielles, favorisées par un manque de régulation étatique, constituent également un frein au développement durable dans le pays.
La Tunisie est dans une situation de stress hydrique selon les critères de l'ONU (moins de 500 mètres cubes d'eau par habitant et par an). La Medjerda, le grand fleuve tunisien, est menacé par la pollution ; sa qualité n'a cessé de baisser et, selon l'étude du ministère de l'Environnement réalisée en 2018, « 60 000 tonnes de polluants » finissent chaque année dans le fleuve.

### Géographie humaine

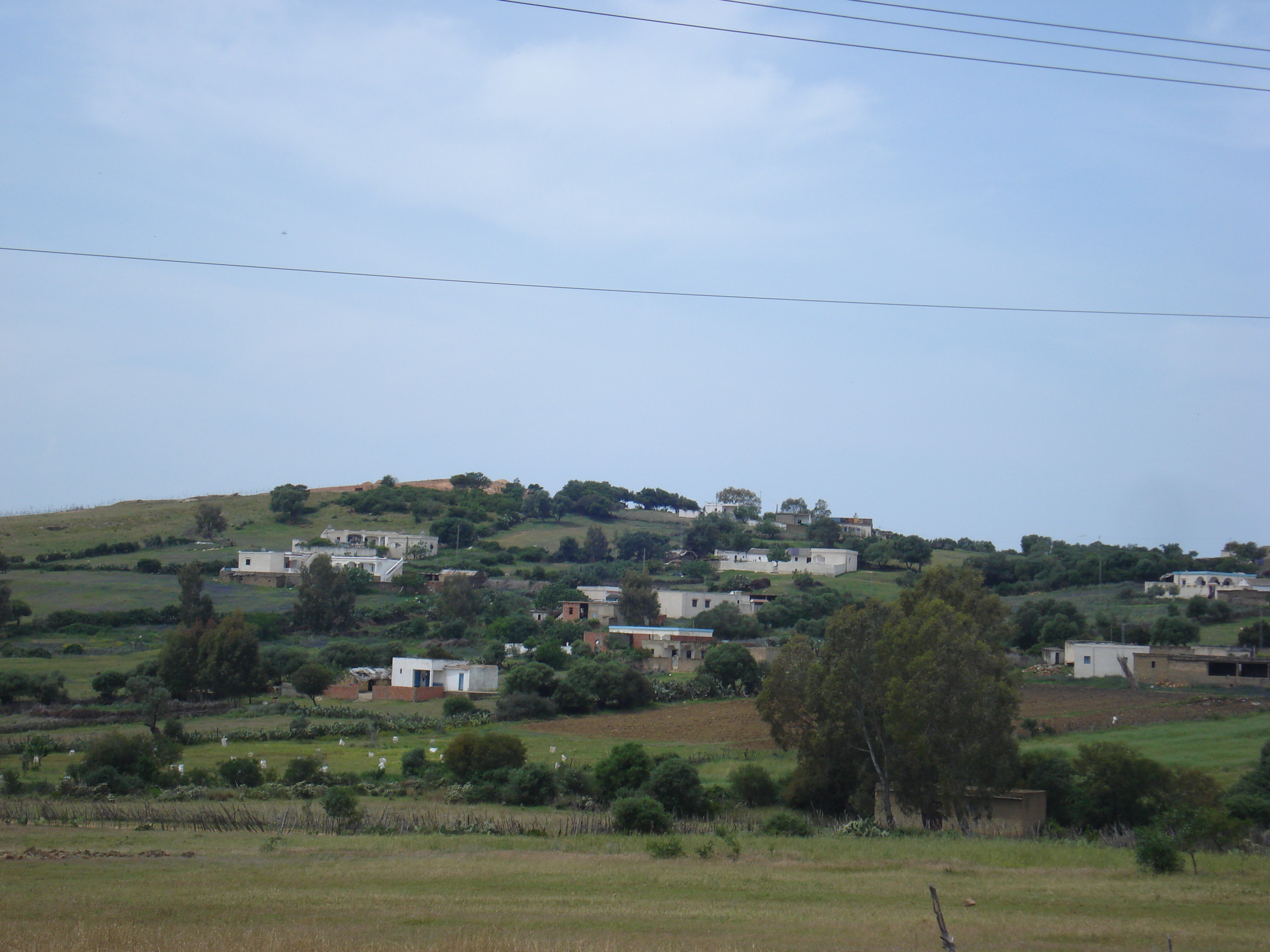
Village près de Sejnane.

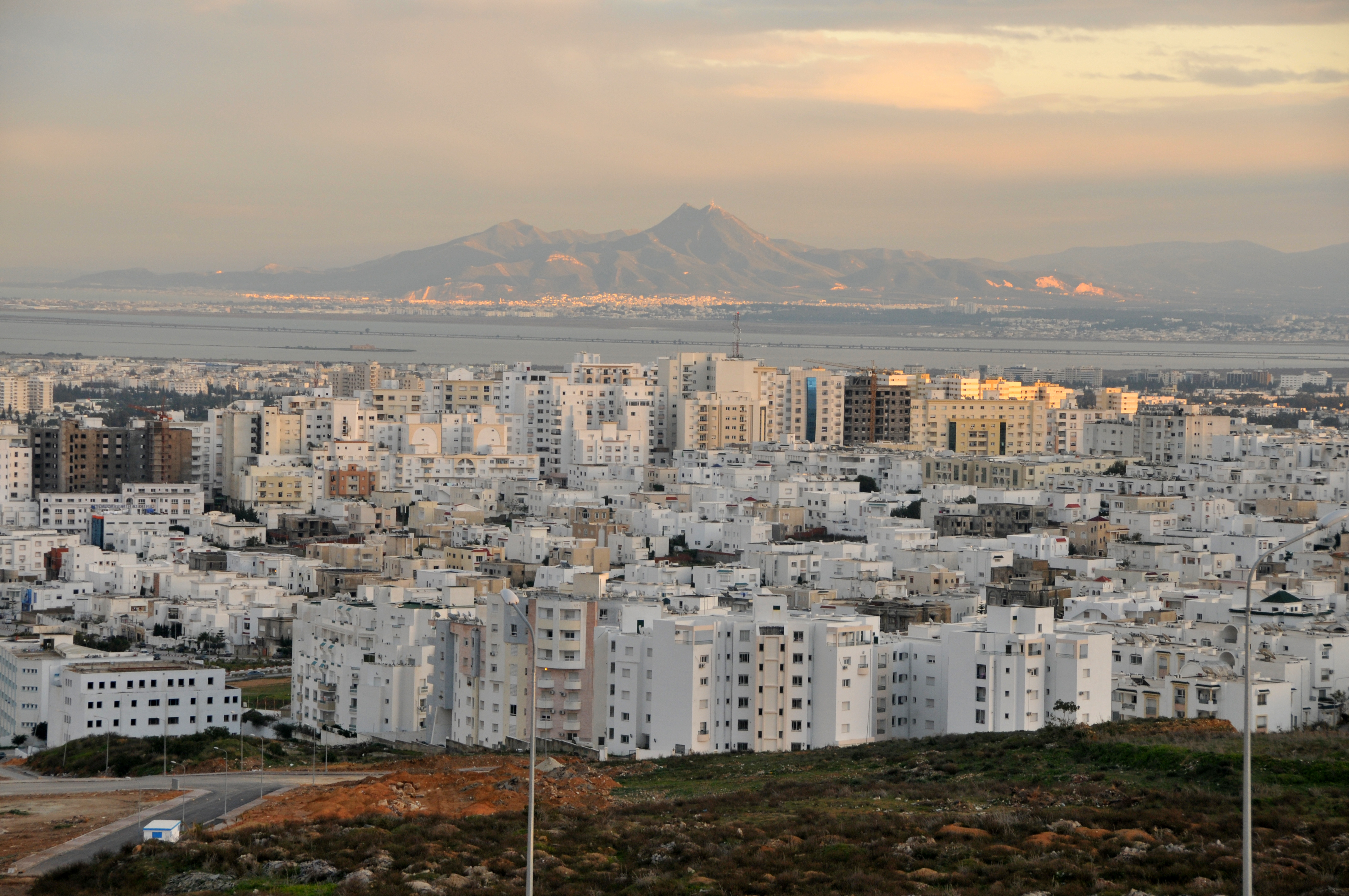
Banlieue nord de Tunis.

L'espace tunisien apparaît inégalement peuplé et développé sur le plan socioéconomique selon un gradient intérieur-littoral (ouest-est) : les treize gouvernorats côtiers totalisent ainsi 65,3 % de la population totale avec une forte densité de population (140 habitants par km2 contre 65,6 pour l'ensemble du pays).
La Tunisie est urbanisée à environ 69 % en 2018, et connaît un taux d'urbanisation annuelle de 3,6 %. Le réseau urbain se situe sur la bande littorale orientale, entre les régions de Bizerte et Gabès en passant par Tunis, le cap Bon, le Sahel et Sfax (centre-est du pays), qui dispose des plus grandes infrastructures économiques et concentre plus de 80 % de la population urbaine. Au terme du recensement de 2014, les principales municipalités sont :
| No                                           | Nom               | Gouvernorat | Pop. (2014) | No | Nom          | Gouvernorat | Pop. (2014) |
| -------------------------------------------- | ----------------- | ----------- | ----------- | -- | ------------ | ----------- | ----------- |
| 1                                            | Tunis             | Tunis       | 1 056 247   | 11 | El Mourouj   | Ben Arous   | 104 538     |
| 2                                            | Sfax              | Sfax        | 272 801     | 12 | Gafsa        | Gafsa       | 95 242      |
| 3                                            | Sousse            | Sousse      | 221 530     | 13 | Raoued       | Ariana      | 94 961      |
| 4                                            | Ettadhamen-Mnihla | Ariana      | 142 953     | 14 | Monastir     | Monastir    | 93 306      |
| 5                                            | Kairouan          | Kairouan    | 139 070     | 15 | La Marsa     | Tunis       | 92 987      |
| 6                                            | Bizerte           | Bizerte     | 136 917     | 16 | Ben Arous    | Ben Arous   | 88 322      |
| 7                                            | Gabès             | Gabès       | 130 914     | 17 | Kasserine    | Kasserine   | 83 534      |
| 8                                            | La Soukra         | Ariana      | 129 693     | 18 | Douar Hicher | La Manouba  | 82 532      |
| 9                                            | Sidi Hassine      | Tunis       | 109 690     | 19 | Houmt Souk   | Médenine    | 75 904      |
| 10                                           | Mohamedia         | Ben Arous   | 106 167     | 20 | Le Kram      | Tunis       | 74 132      |
| Source : Institut national de la statistique |                   |             |             |    |              |             |             |

### Géographie administrative
La Tunisie est divisée en 24 gouvernorats qui portent le nom de leurs chefs-lieux :
- 1. Gouvernorat de l'Ariana
- 2. Gouvernorat de Béja
- 3. Gouvernorat de Ben Arous
- 4. Gouvernorat de Bizerte
- 5. Gouvernorat de Gabès
- 6. Gouvernorat de Gafsa
- 7. Gouvernorat de Jendouba
- 8. Gouvernorat de Kairouan
- 9. Gouvernorat de Kasserine
- 10. Gouvernorat de Kébili
- 11. Gouvernorat du Kef
- 12. Gouvernorat de Mahdia
- 13. Gouvernorat de la Manouba
- 14. Gouvernorat de Médenine
- 15. Gouvernorat de Monastir
- 16. Gouvernorat de Nabeul
- 17. Gouvernorat de Sfax
- 18. Gouvernorat de Sidi Bouzid
- 19. Gouvernorat de Siliana
- 20. Gouvernorat de Sousse
- 21. Gouvernorat de Tataouine
- 22. Gouvernorat de Tozeur
- 23. Gouvernorat de Tunis
- 24. Gouvernorat de Zaghouan

Gouvernorats de Tunisie.

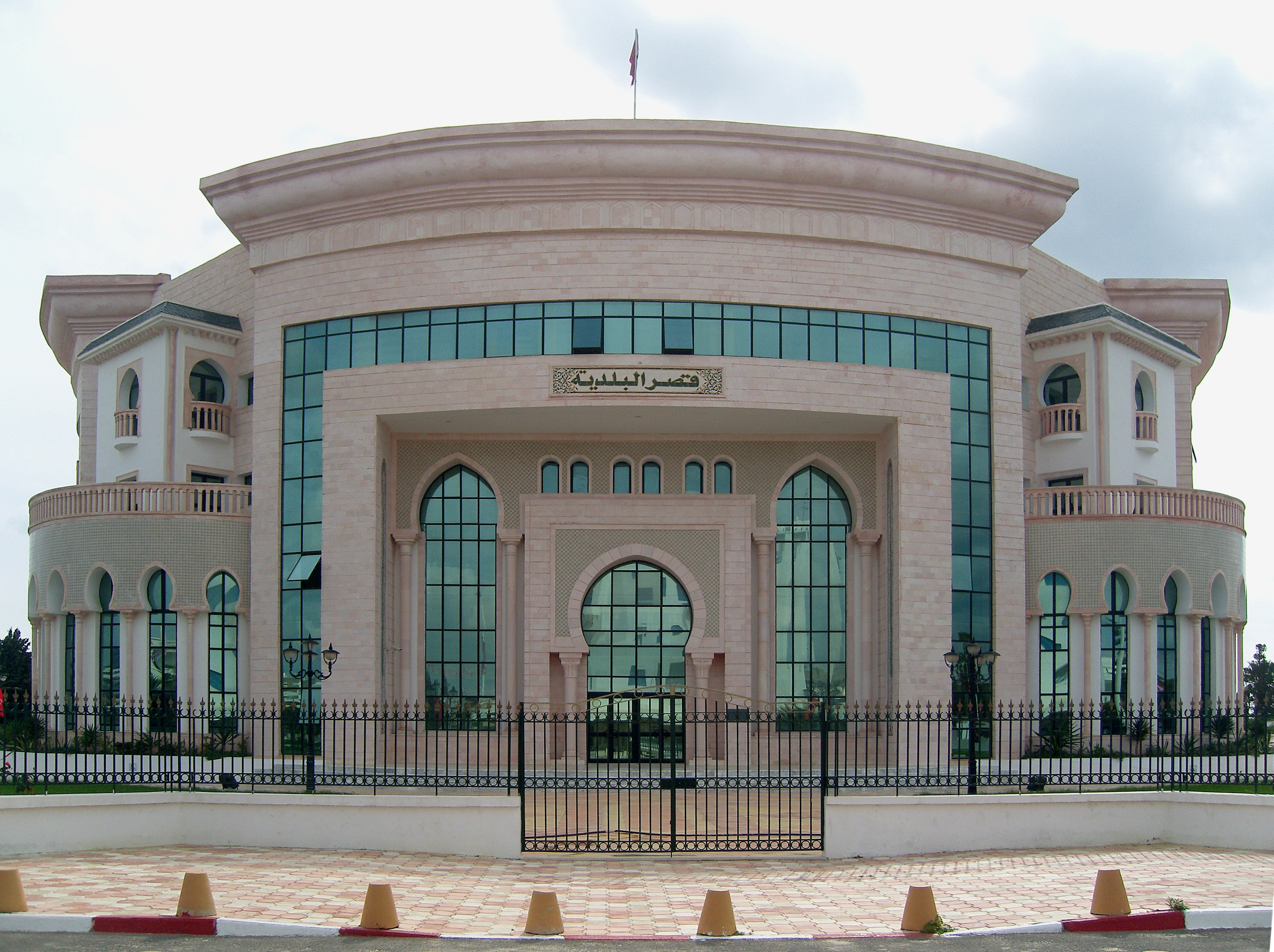
Palais de la municipalité de Nabeul.

À leur tête se trouvent des gouverneurs, nommés par le président de la République, qui sont les « dépositaires » de l'autorité de l'État. Trois institutions les aident à accomplir leurs missions : le Conseil local de développement, le Conseil rural et le Comité de quartier. Aux côtés des gouverneurs se trouvent les Conseils régionaux qui sont chargés d'examiner « toutes les questions intéressant le gouvernorat dans les domaines économiques, sociaux et culturels ».
Ils donnent ainsi leur avis sur les programmes et projets que l'État envisage de réaliser dans leur gouvernorat respectif, arrêtent le budget des gouvernorats et les impôts perçus au profit de la collectivité publique et établissent des relations de coopération avec des instances étrangères de niveau régional (après approbation du ministre de l'Intérieur).
Les gouvernorats sont subdivisés en 264 circonscriptions administratives : les délégations. Depuis un décret du 26 mai 2016, l'entièreté du territoire est également subdivisé en 350 municipalités. La plus petite division administrative est le secteur ou imada, dont le nombre se monte à 2 073.

## Histoire
Au travers des millénaires, le territoire de l'actuelle Tunisie a successivement été sous l'influence des cultures  ibéromaurusienne, capsienne, libyque, carthaginoise, romaine, byzantine, vandale, omeyyade, muhallabide, aghlabide, fatimide, ziride, hilalienne, khourassanide, siculo-normande, almohade, hafside, ottomane, husseinite et française.
Ces circonstances, ainsi que la position de la Tunisie à l'intersection entre le Bassin méditerranéen, l'Europe, le Moyen-Orient et l'Afrique, ont influencé la culture du pays.

### Préhistoire et protohistoire
Les premières traces de présence humaine en Tunisie datent du Paléolithique. C'est à vingt kilomètres à l'est de Gafsa, dans l'oasis d'El Guettar, que se rassemble une petite population nomade de chasseurs-cueilleurs moustériens. Michel Gruet, l'archéologue qui découvre le site, relève qu'ils consomment des dattes dont il retrouve le pollen aux alentours de la source aujourd'hui asséchée.

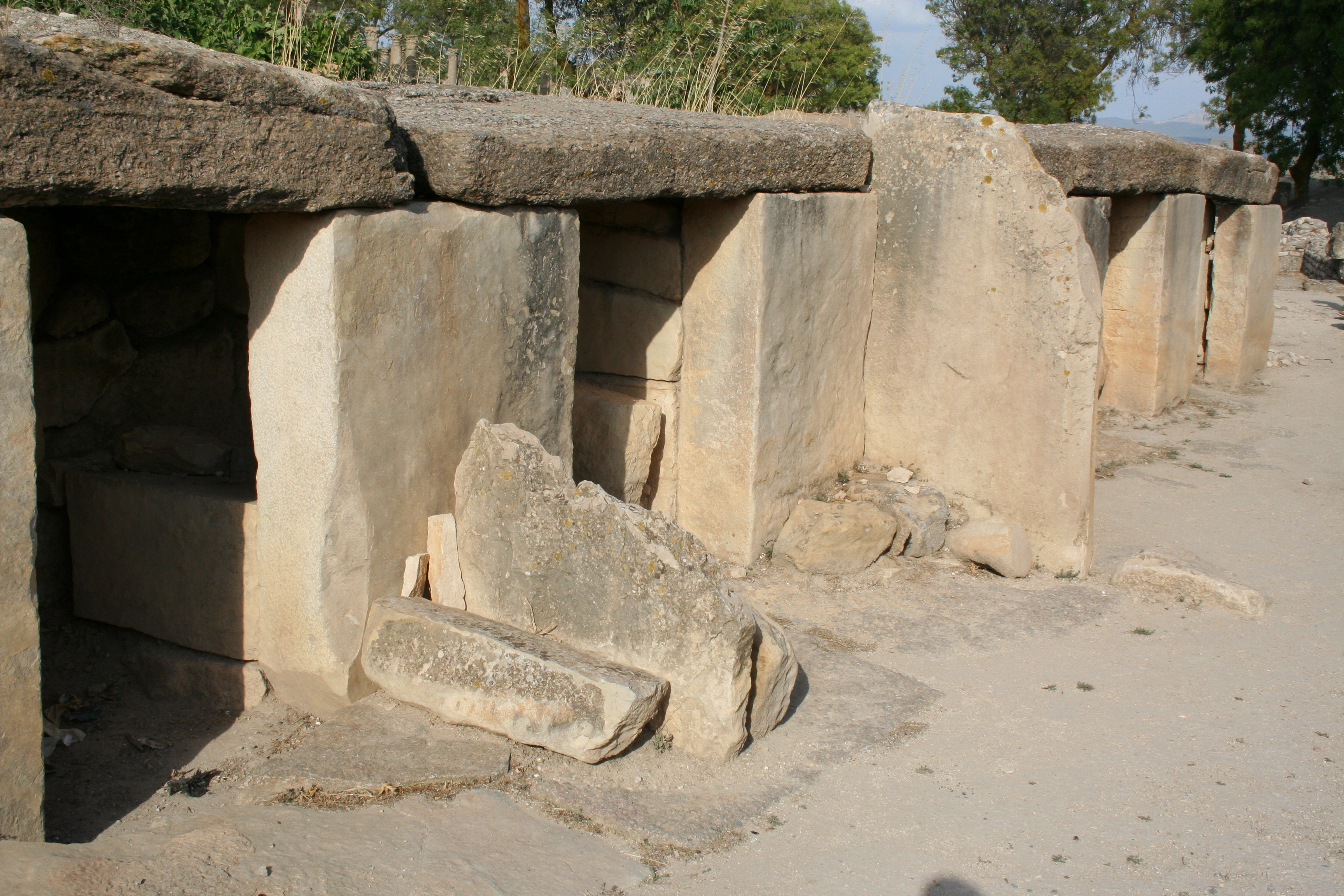
Mégalithes près de Makthar.

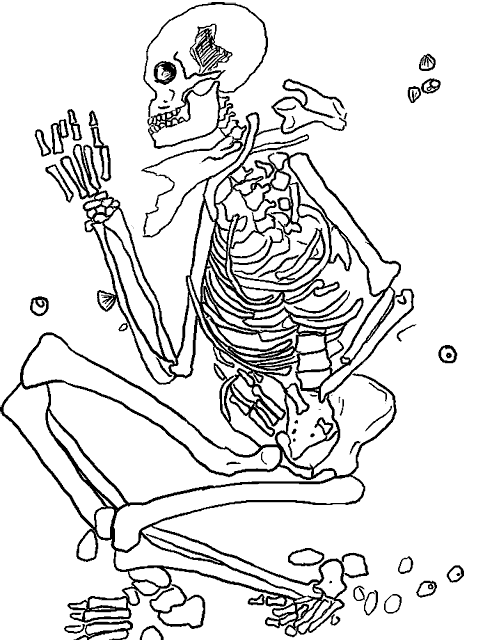
Squelette capsien en position repliée.

À une culture ibéromaurusienne, répartie sur le littoral et relativement minime en Tunisie, succède la période du Capsien, nom créé par Jacques de Morgan et issu du latin Capsa, qui a lui-même donné le nom de l'actuelle Gafsa. Morgan définit le Capsien comme étant une culture allant du Paléolithique supérieur au Néolithique, couvrant ainsi une période qui s'étend du VIIIe au Ve millénaires av. J.-C.. D'un point de vue ethnologique et archéologique, le Capsien prend une importance plus grande puisque des ossements et des traces d'activité humaine remontant à plus de 15 000 ans sont découverts dans la région. Outre la fabrication d'outils en pierre et en silex, les Capsiens produisaient, à partir d'ossements, divers outils dont des aiguilles pour coudre des vêtements à partir de peaux d'animaux.
Au Néolithique (4500 à 2500 av. J.-C. environ), arrivé tardivement dans cette région, la présence humaine est conditionnée par la formation du désert saharien, qui acquiert son climat actuel. De même, c'est à cette époque que le peuplement de la Tunisie s'enrichit par l'apport des Berbères, issus semble-t-il de la migration vers le nord de populations libyques (ancien terme grec désignant les populations africaines en général). Le Néolithique voit également le contact s'établir entre les Phéniciens de Tyr, les futurs Carthaginois qui fondent la civilisation punique, et les peuples autochtones de l'actuelle Tunisie, dont les Berbères sont désormais devenus la composante essentielle.
On observe le passage de la Préhistoire à l'Histoire principalement dans l'apport des populations phéniciennes, même si le mode de vie néolithique continue un temps à exister aux côtés de celui des nouveaux arrivants. Cet apport est nuancé, notamment à Carthage (centre de la civilisation punique en Occident), par la coexistence de différentes populations minoritaires mais dynamiques comme les Berbères, les Grecs, les Italiens ou les Ibères d'Espagne. Les nombreux mariages mixtes contribuent à l'établissement de la civilisation punique.

### De la Carthage punique à la Carthage romaine

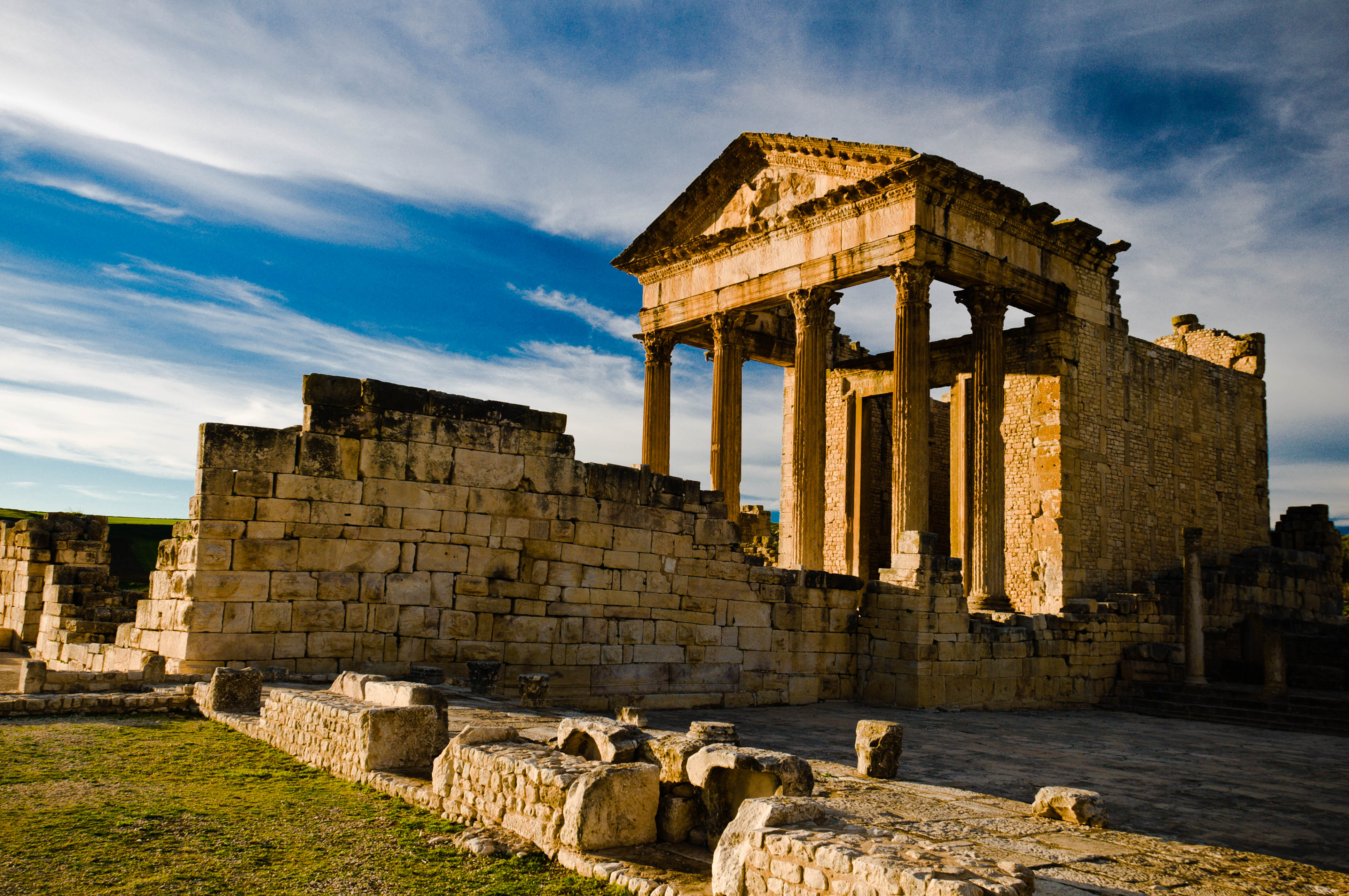
Capitole de Dougga.

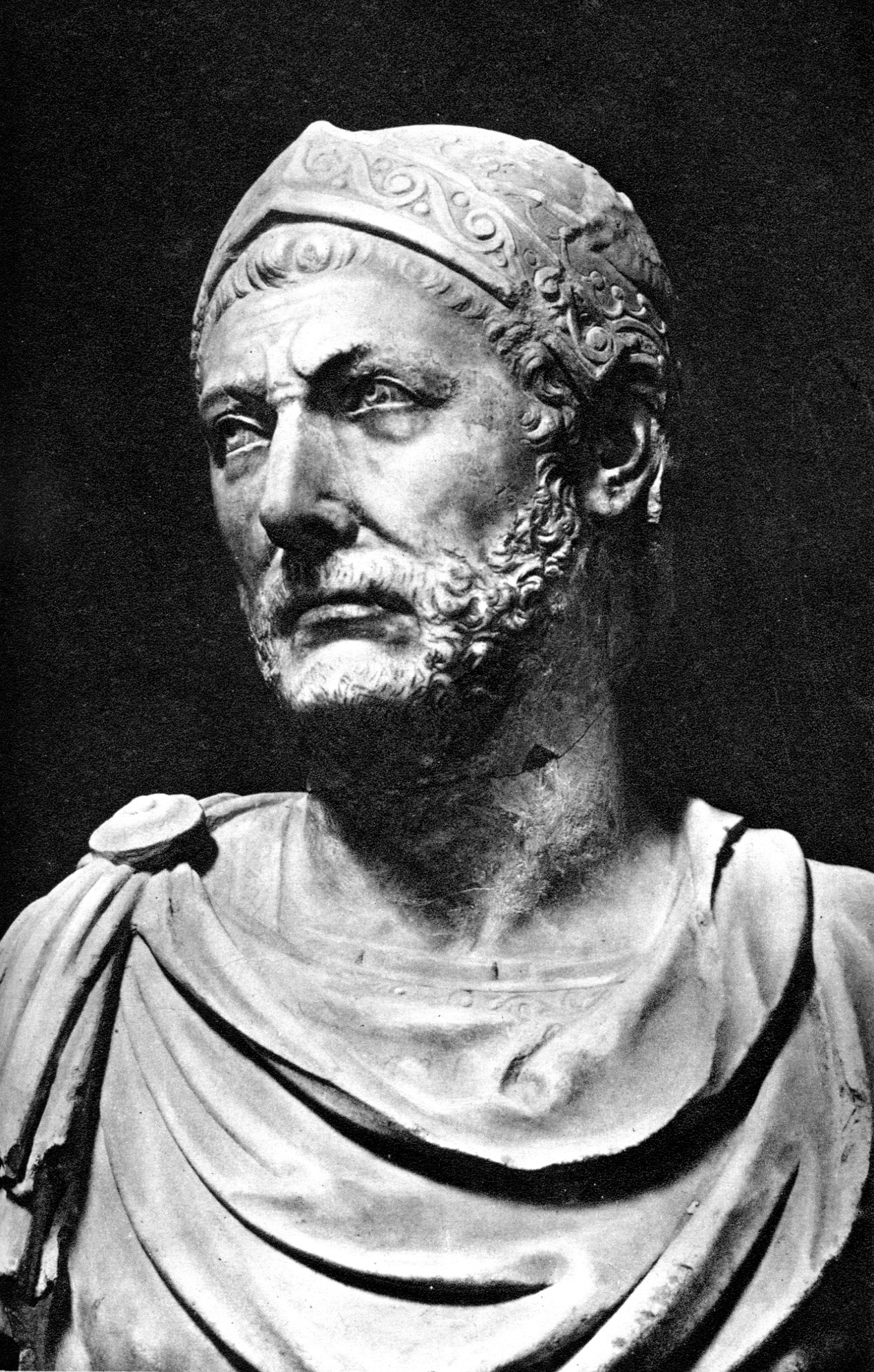
Buste du général carthaginois Hannibal Barca.

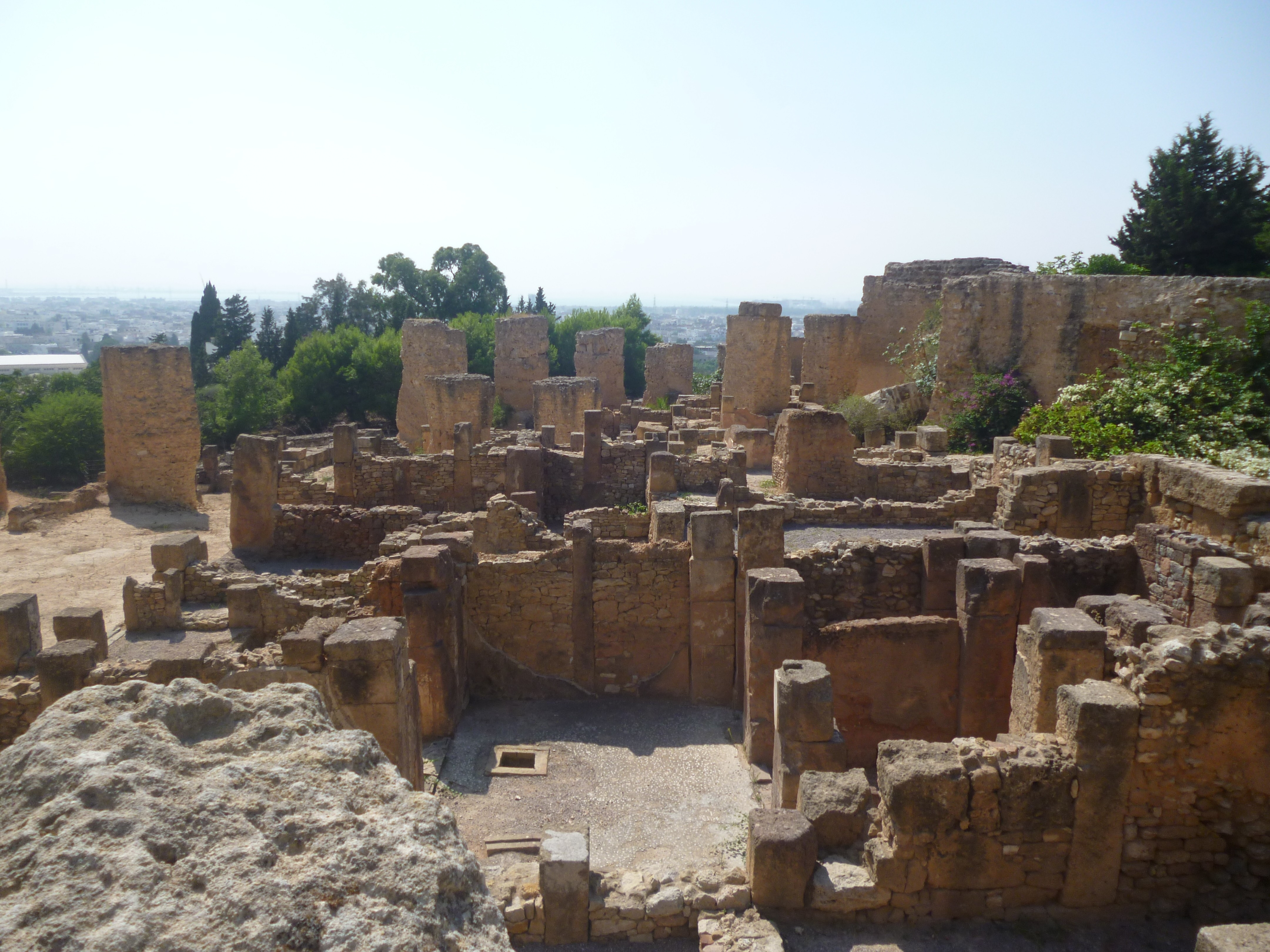
Ruines du site archéologique de Carthage.

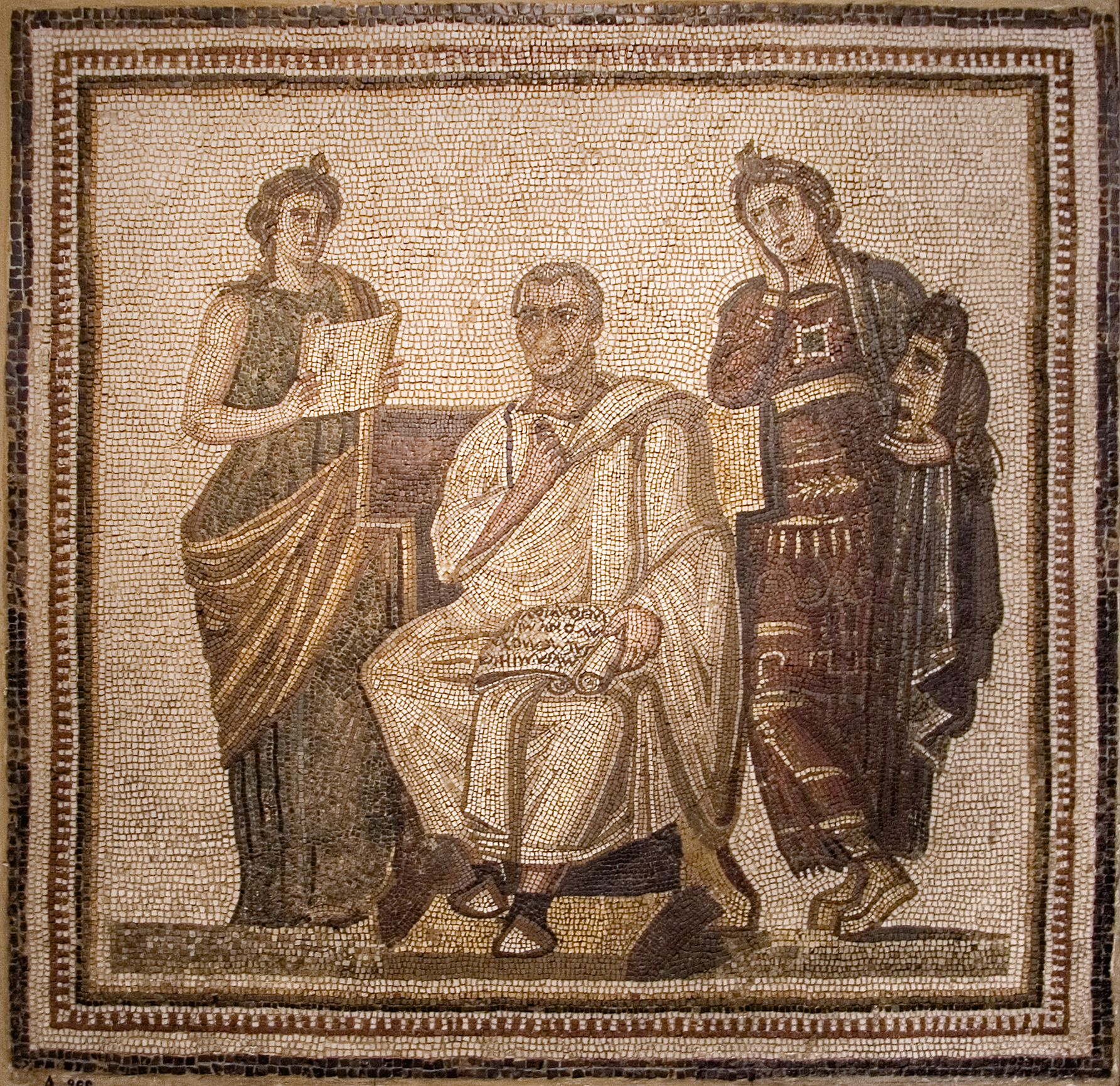
Mosaïque découverte à Sousse représentant Virgile tenant LÉnéide et entouré de deux muses, Musée du Bardo.

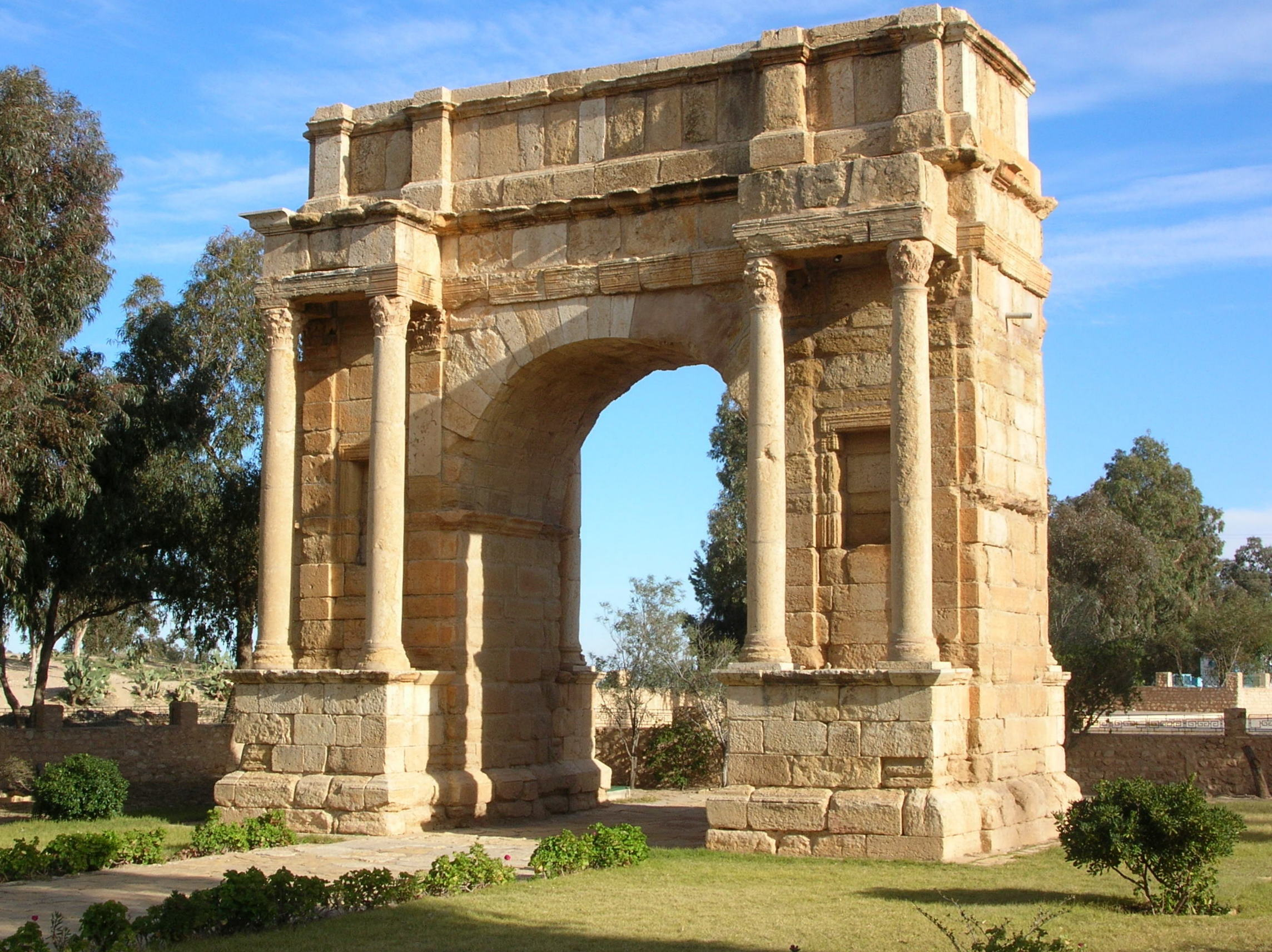
Arc de Dioclétien dédié aux empereurs de la première tétrarchie et situé sur le site archéologique de Sbeïtla.

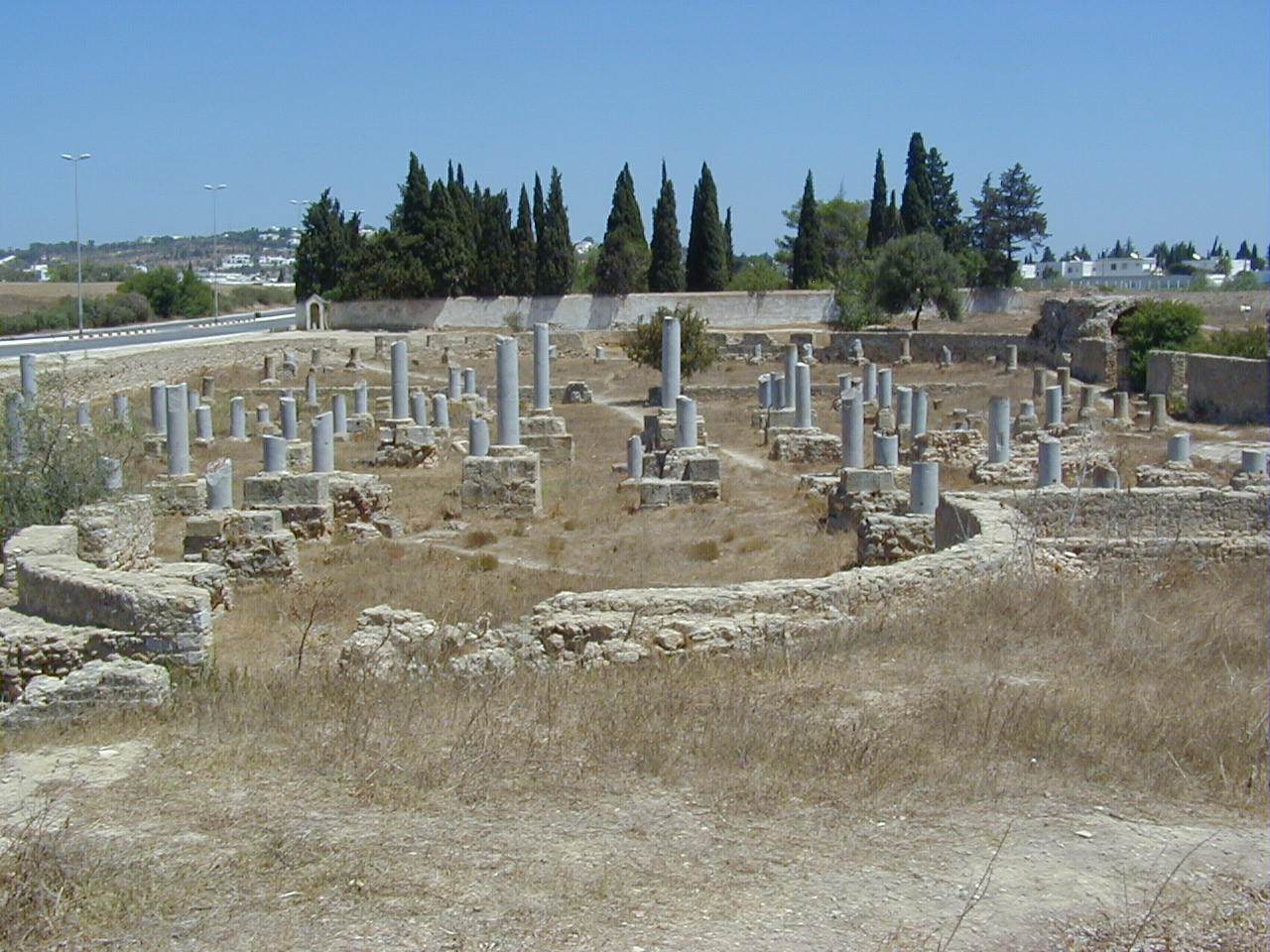
Ruines de la basilique de Damous El Karita à Carthage.

L'entrée de la Tunisie dans l'histoire se fait par l'expansion d'une cité issue d'une colonisation proche-orientale. La Tunisie accueille progressivement une série de comptoirs phéniciens comme bien d'autres régions méditerranéennes. Le premier comptoir selon la tradition est celui d'Utique, qui date de 1101 av. J.-C.. En 814 av. J.-C., des colons phéniciens venus de Tyr fondent la ville de Carthage. D'après la légende, c'est la reine Élyssa (Didon pour les Romains), sœur du roi de Tyr Pygmalion, qui est à l'origine de la cité. Ouverte sur la mer, Carthage est également ouverte structurellement sur l'extérieur. Un siècle et demi après la fondation de la ville, les Carthaginois ou Puniques étendent leur emprise sur le bassin occidental de la mer Méditerranée.
Cette présence prend diverses formes, y compris celle de la colonisation, mais reste d'abord commerciale (comptoirs de commerce, signature de traités, etc.). La mutation vers un empire plus terrestre se heurte aux Grecs de Sicile puis à la puissance montante de Rome et de ses alliés massaliotes, campaniens ou italiotes. Le cœur carthaginois qu'est la Tunisie, à la veille des guerres puniques, possède une capacité de production agricole supérieure à celle de Rome et de ses alliés réunis, et son exploitation fait l'admiration des Romains. La lutte entre Rome et Carthage prend de l'ampleur avec l'essor des deux cités : ce sont les trois guerres puniques, qui faillirent voir la prise de Rome mais se conclurent par la destruction de Carthage, en 146 av. J.-C., après un siège de trois ans. À l'issue de la troisième guerre punique, Rome s'installe sur les décombres de la ville. La fin des guerres puniques marque l'établissement de la province romaine d'Afrique dont Utique devient la première capitale, même si le site de Carthage s'impose à nouveau par ses avantages et redevient capitale en 14,.
En 44 av. J.-C., Jules César décide d'y fonder une colonie romaine, la Colonia Julia Carthago, mais il faudra attendre quelques décennies pour qu'Auguste lance les travaux de la cité. La région connaît alors une période de prospérité où l'Afrique devient pour Rome un fournisseur essentiel de productions agricoles, comme le blé et l'huile d'olive, grâce aux plantations d'oliviers chères aux Carthaginois. La province se couvre d'un réseau dense de cités romanisées dont les vestiges encore visibles à l'heure actuelle demeurent impressionnants : il suffit de mentionner les sites de Dougga (antique Thugga), Sbeïtla (Sufetula), Bulla Regia, El Jem (Thysdrus) ou Thuburbo Majus. Partie intégrante de la République puis de l'Empire avec la Numidie, la Tunisie devient pendant six siècles le siège d'une civilisation romano-africaine d'une exceptionnelle richesse, fidèle à sa vocation de « carrefour du monde antique ». La Tunisie est alors le creuset de l'art de la mosaïque, qui s'y distingue par son originalité et ses innovations.
Concurrents des dieux romains, des dieux indigènes apparaissent sur des frises d'époque impériale, et le culte de certaines divinités, Saturne et Caelestis, s'inscrit dans la continuité du culte voué par les Puniques à Ba'al Hammon et à Tanit, sa parèdre. Le « carrefour du monde antique » voit aussi l'installation précoce de communautés juives et, dans le sillage de celles-ci, des premières communautés chrétiennes. L'apogée du IIe et du début du  IIIe siècle ne va toutefois pas sans heurts, la province connaissant quelques crises au IIIe siècle av. J.-C. : elle est frappée par la répression de la révolte de Gordien Ier en 238 ; elle subit de même les affrontements entre usurpateurs au début du IVe siècle.
La province est l'une des moins touchées par les difficultés que connaît l'Empire romain entre 235 et le début du IVe siècle. Avec la Tétrarchie, la province recouvre une prospérité que révèlent les vestiges archéologiques, provenant tant de constructions publiques que d'habitations privées. Cette époque est aussi le premier siècle du christianisme officiel, devenu religion licite en 313 et religion personnelle de l'empereur Constantin.

### Christianisation
Dans un espace ouvert sur l'extérieur comme l'est alors la province d'Afrique, le christianisme se développe de façon précoce grâce aux colons, commerçants et soldats, et la région devient l'un des foyers essentiels de la diffusion de la nouvelle foi, même si les affrontements religieux y sont violents avec les païens. Dès le IIe siècle, la province applique aussi les sanctions impériales, les premiers martyrs étant attestés dès le 17 juillet 180 : ceux qui refusent de se rallier au culte officiel peuvent être torturés, relégués sur des îles, décapités, livrés aux bêtes féroces, brûlés voire crucifiés.
À la fin du IIe siècle, la nouvelle religion progresse dans la province car, malgré une situation difficile, la nouvelle foi s'implante plus vite qu'en Europe, notamment en raison du rôle social joué par l'Église d'Afrique qui apparaît dans la seconde moitié du IIIe siècle, aidé en cela par une très forte densité urbaine. De plus, une fois l'Édit de Thessalonique publié par l'empereur Théodose Ier en 381, la christianisation devient automatique, puisque aucun autre culte n'est permis dans l'Empire. Ainsi, au cours du Ve siècle et sous l'action dynamique d'Augustin d'Hippone et l'impulsion de quelques évêques, les grands propriétaires terriens et l'aristocratie citadine se rallient au christianisme, où ils voient leur intérêt, l'Église intégrant alors les diverses couches sociales. Rapidement, la province d'Afrique est considérée comme un phare du christianisme latin occidental.

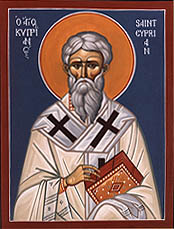
Cyprien de Carthage, évêque de Carthage.

Cette expansion rencontre toutefois des obstacles, en particulier lors du schisme donatiste qui est condamné de façon définitive au concile de Carthage. Ce dernier accuse les schismatiques d'avoir coupé les liens entre l'Église africaine et les Églises orientales originelles.
En dépit de cette lutte religieuse, la conjoncture économique, sociale et culturelle est relativement favorable au moment du triomphe du christianisme, comme en témoignent les nombreux vestiges, notamment de basiliques à Carthage et de nombreuses églises aménagées dans d'anciens temples païens (comme à Sbeïtla) ou même certaines églises rurales découvertes récemment. Le 19 octobre 439, après s'être rendus maîtres d'Hippone, les Vandales et les Alains de Genséric entrent dans Carthage, où ils installent leur royaume pour près d'un siècle. Les Vandales sont adeptes de l'arianisme, déclarée hérésie au concile de Nicée, ce qui ne facilite pas les relations entre eux et les notables locaux majoritairement chalcédoniens. Or les Vandales exigent de la population une totale allégeance à leur pouvoir et à leur foi. En conséquence, ceux qui tentent de s'opposer aux Vandales ou à l'arianisme sont persécutés : de nombreux hommes d'Église sont martyrisés, emprisonnés ou exilés dans des camps au sud de Gafsa. Dans le domaine économique, les Vandales appliquent à l'Église la politique de confiscation dont doivent pâtir les grands propriétaires. Cependant, la culture latine reste largement préservée et le christianisme prospère tant qu'il ne s'oppose pas au souverain en place.

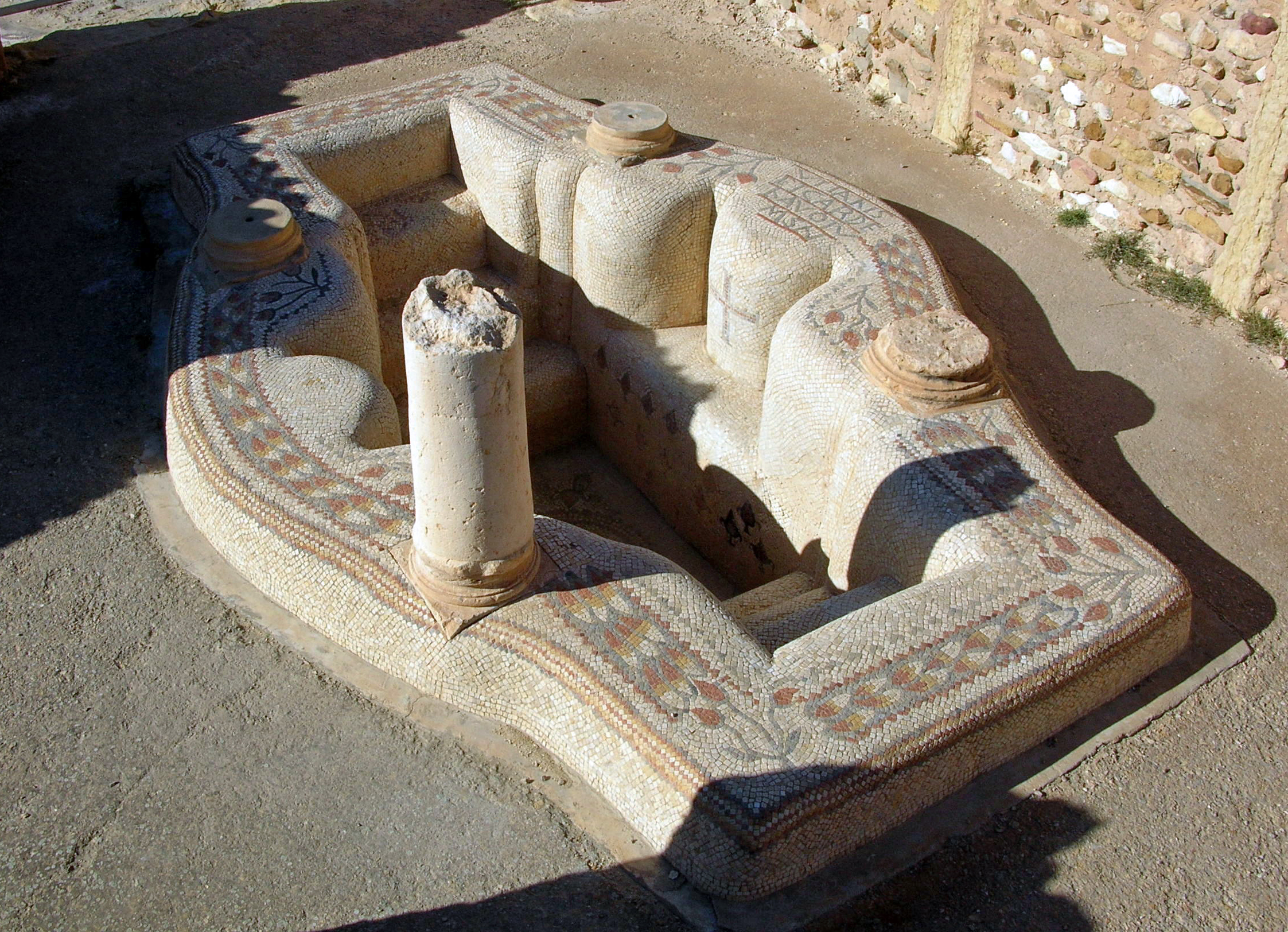
Baptistère de l'église de Vitalis située sur le site archéologique de Sbeïtla.

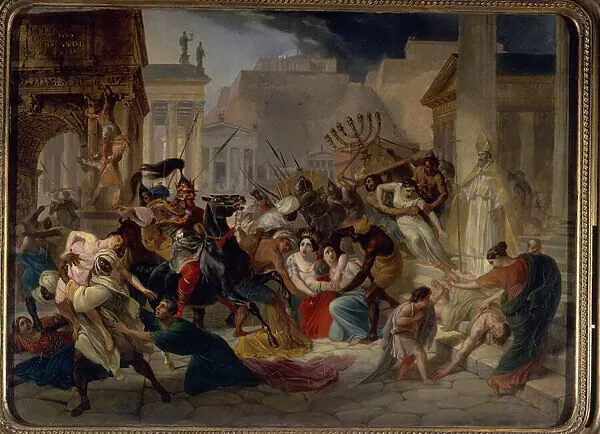
Genséric, roi des Vandales de Carthage, s'emparant de la menorah lors du sac de Rome (455).

Dans ce contexte, le territoire, enserré par des principautés berbères, est attaqué par les tribus de nomades chameliers : la défaite, en décembre 533 à la bataille de Tricaméron, confirme l'anéantissement de la puissance militaire vandale. Carthage est prise facilement par les Byzantins dirigés par le général Bélisaire, envoyé par Justinien, le roi vandale Gélimer se rendant en 534. Malgré la résistance des Berbères, les Byzantins rétablissent l'esclavage et instituent de lourds impôts. Par ailleurs, l'administration romaine est restaurée. L'Église d'Afrique est mise au pas et Justinien fait alors de Carthage le siège de son diocèse d'Afrique. À la fin du VIe siècle, la région est placée sous l'autorité d'un exarque cumulant les pouvoirs civil et militaire, et disposant d'une large autonomie vis-à-vis de l'empereur. Prétendant imposer le christianisme d'État, les Byzantins pourchassent le paganisme, le judaïsme et les hérésies chrétiennes. Pourtant, à la suite de la crise monothéliste, les empereurs byzantins, opposés à l'Église locale, se détournent de la cité. Or, avec une Afrique byzantine entraînée dans le marasme, un état d'esprit insurrectionnel secoue des confédérations de tribus sédentarisées et constituées en principautés. Ces tribus berbères sont d'autant plus hostiles à l'Empire byzantin qu'elles ont conscience de leur propre force. Avant même sa prise par les Arabes en 698, la capitale et, dans une certaine mesure, la province d'Afrique se sont vidées de leurs habitants byzantins. Dès le début du VIIe siècle, l'archéologie témoigne en effet d'un repli, ceci étant particulièrement évident à Carthage.

### Ifriqiya dans le Moyen Âge arabo-musulman

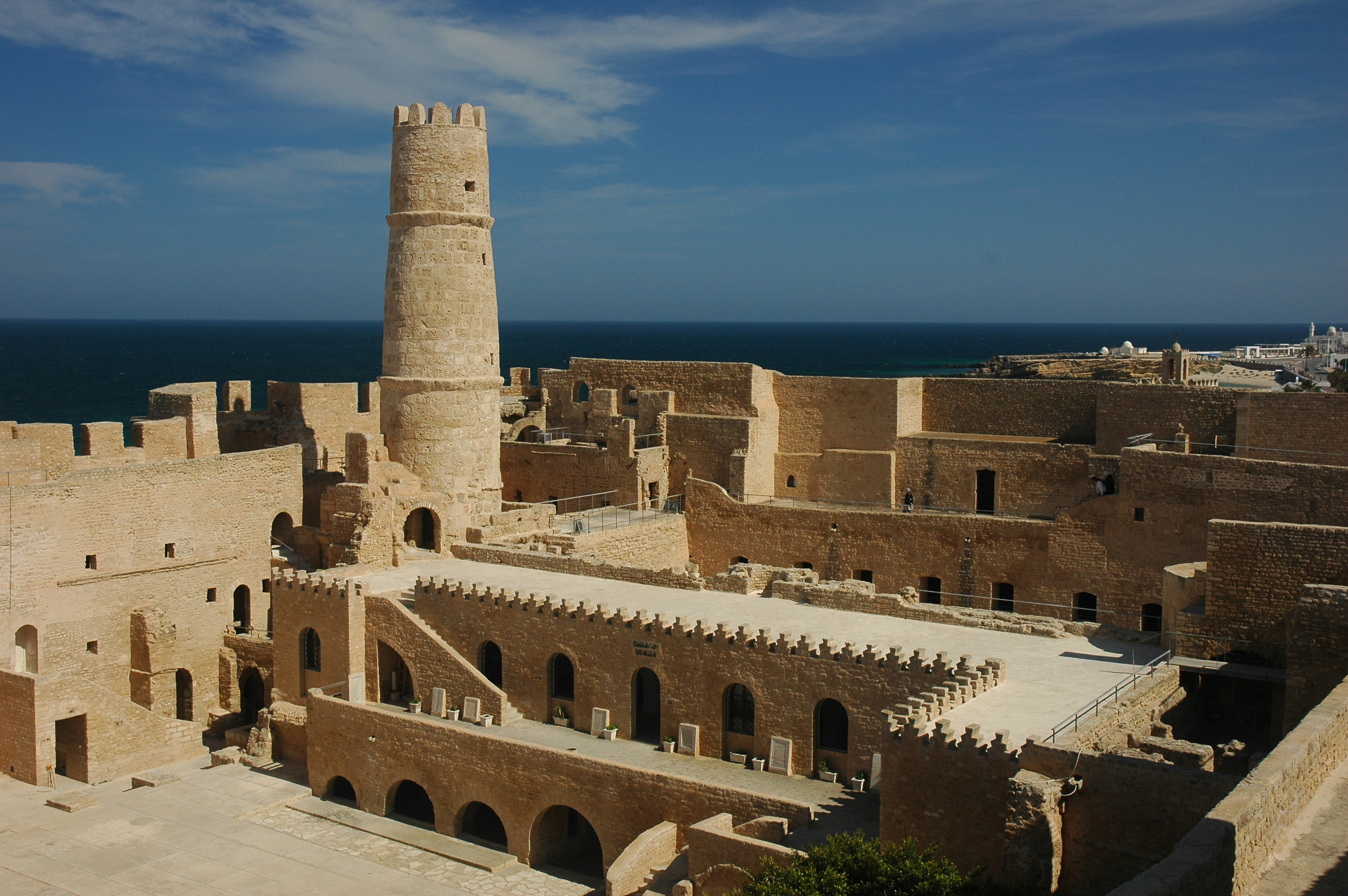
Ribat de Monastir.

La première expédition arabe sur la Tunisie est lancée en 650, à l'époque du calife Othmân ibn Affân. Commandée par Abd Allâh ibn Saad, l'armée arabe écrase l'armée byzantine du patrice Grégoire près de Sbeïtla. En 666, une deuxième offensive menée par Mu'awiya ibn Hudayj à l'époque du calife omeyyade Muʿawiya Ier se termine par la prise de plusieurs villes dont Sousse et Bizerte. L'île de Djerba est prise en 667. La troisième expédition, menée en 670 par Oqba Ibn Nafi al-Fihri, est décisive : ce dernier fonde la ville de Kairouan au cours de la même année et cette ville devient la base des expéditions contre le Nord et l'Ouest du Maghreb. L'invasion complète manque d'échouer avec la mort d'Ibn Nafi en 683, à la suite d'une embuscade tendue par le chef berbère Koceïla au sud de l'Aurès. Après la mort d'Ibn Nafi, les Arabes évacuent Kairouan, où s'installe Koceila qui devient le maître de l'Ifriqiya : les Byzantins ne sont plus, selon les historiens arabes, que ses simples auxiliaires. Envoyé en 693 avec une puissante armée arabe, le général ghassanide Hassan Ibn Numan réussit à vaincre l'exarque et à prendre Carthage en 695. Seuls résistent certains Berbères dirigés par la Kahena.
Les Byzantins, profitant de leur supériorité navale, débarquent une armée qui s'empare de Carthage en 696 pendant que la Kahena remporte une bataille contre les Arabes en 697. Ces derniers, au prix d'un nouvel effort, finissent cependant par reprendre définitivement Carthage en 698 et par vaincre et tuer la Kahena. Contrairement aux Phéniciens, les Arabes ne se contentent pas d'occuper la côte et entreprennent de conquérir l'intérieur du pays. Après avoir résisté, les Berbères se convertissent à la religion de leurs vainqueurs, principalement à travers leur recrutement dans les rangs de l'armée victorieuse. Des centres de formation religieuse s'organisent alors, comme à Kairouan, au sein des nouveaux ribats. On ne saurait toutefois estimer l'ampleur de ce mouvement d'adhésion à l'islam. D'ailleurs, refusant l'assimilation, nombreux sont ceux qui rejettent la religion dominante et adhèrent au kharidjisme, courant religieux musulman né en Orient et proclamant notamment l'égalité de tous les musulmans sans distinction de race ni de classe. La région reste une province omeyyade jusqu'en 750, quand la lutte entre Omeyyades et Abbassides voit ces derniers l'emporter. De 767 à 776, les kharidjites berbères sous le commandement d'Abou Qurra s'emparent de tout le territoire, mais ils se retirent finalement dans le royaume de Tlemcen, après avoir tué Omar ibn Hafs, surnommé Hezarmerd, dirigeant de la Tunisie à cette époque.

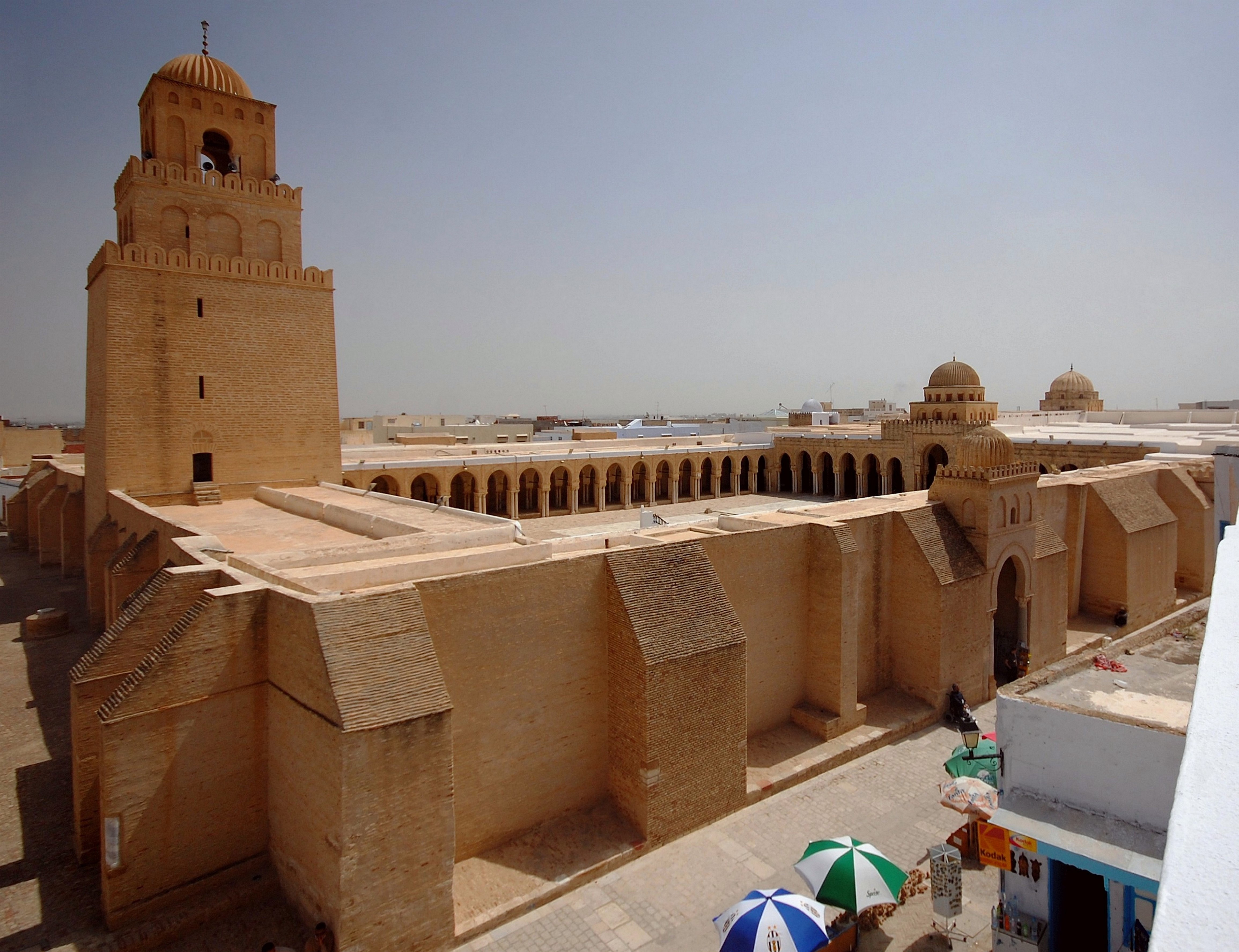
Grande mosquée de Kairouan, plus ancien lieu de culte musulman du Maghreb, est le principal monument religieux de la Tunisie.

En 800, le calife abbasside Hâroun ar-Rachîd délègue son pouvoir en Ifriqiya à l'émir Ibrahim ibn al-Aghlab et lui donne le droit de transmettre ses fonctions par voie héréditaire. Al-Aghlab établit la dynastie des Aghlabides, qui règne durant un siècle sur le Maghreb central et oriental. Le territoire bénéficie d'une indépendance formelle tout en reconnaissant la souveraineté abbasside. La Tunisie devient un foyer culturel important avec le rayonnement de Kairouan et de sa grande mosquée, un centre intellectuel de haute renommée. À la fin du règne de Ziadet Allah Ier (817-838), Tunis devient la capitale de l'émirat jusqu'en 909. Appuyée par les tribus Kutama qui forment une armée fanatisée, l'action du prosélyte ismaélien Abu Abd Allah ach-Chi'i entraîne la disparition de l'émirat en une quinzaine d'années (893-909). En décembre 909, Ubayd Allah al-Mahdi se proclame calife et fonde la dynastie des Fatimides, qui déclare usurpateurs les califes omeyyades et abbassides ralliés au sunnisme. L'État fatimide s'impose progressivement sur toute l'Afrique du Nord en contrôlant les routes caravanières et le commerce avec l'Afrique subsaharienne. En 945, Abu Yazid, de la grande tribu des Ifrenides, organise sans succès une grande révolte berbère pour chasser les Fatimides. Le troisième calife, Ismâ`îl al-Mansûr, transfère alors la capitale à Kairouan et s'empare de la Sicile en 948. Lorsque la dynastie fatimide déplace sa base vers l'est en 972, trois ans après la conquête finale de la région, et sans abandonner pour autant sa suzeraineté sur l'Ifriqiya, le calife Al-Muʿizz li-Dīn Allāh confie à Bologhine ibn Ziri — fondateur de la dynastie des Zirides — le soin de gouverner la province en son nom. Les Zirides prennent peu à peu leur indépendance vis-à-vis du calife fatimide, ce qui culmine lors de la rupture avec ce suzerain devenu lointain et inaugure l'ère de l'émancipation berbère.

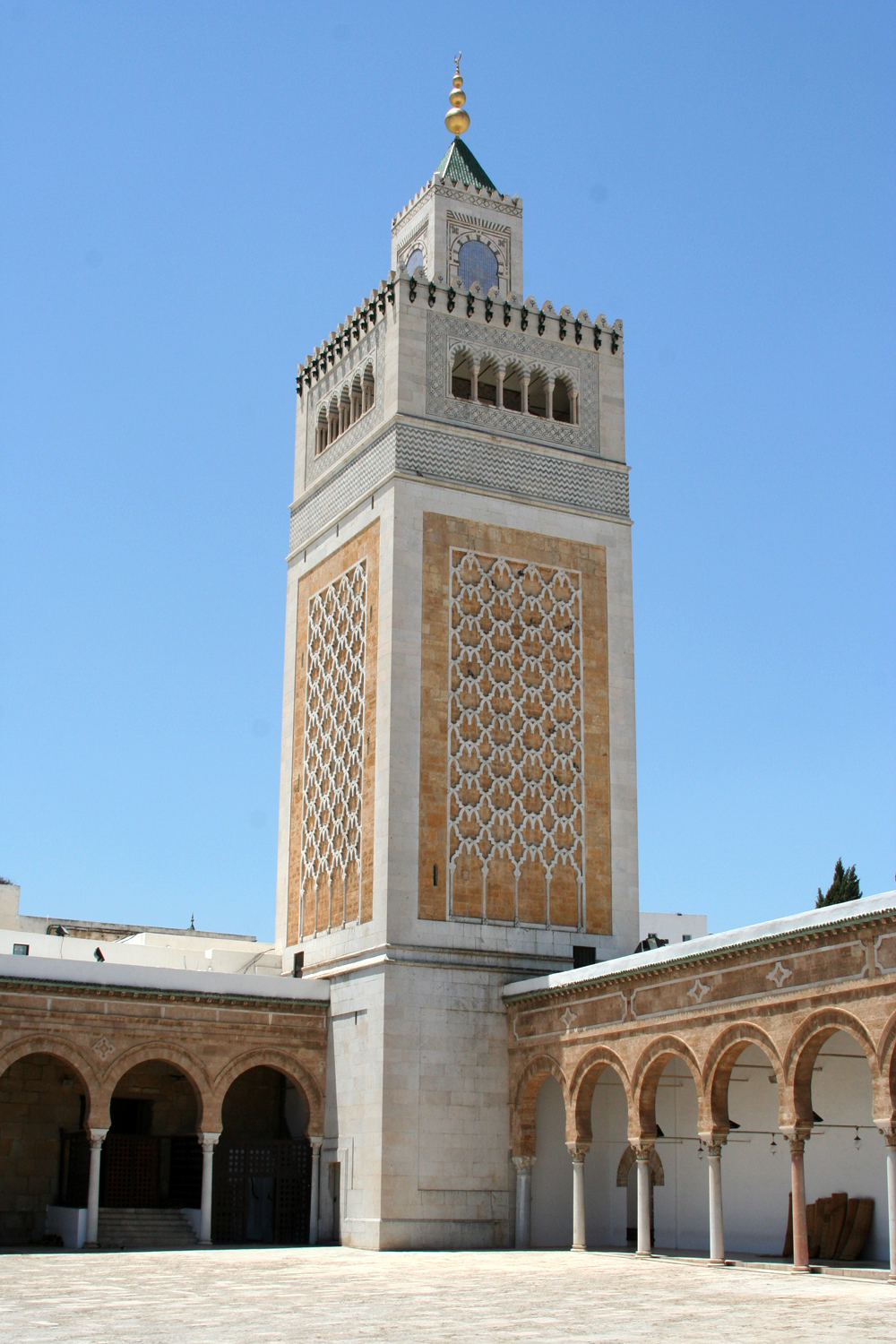
Minaret de la mosquée Zitouna de style almohade.

L'envoi depuis l'Égypte de tribus arabes nomades sur l'Ifriqiya marque la réplique des Fatimides à cette trahison. Les Hilaliens suivis des Banu Sulaym — dont le nombre total est estimé à 50 000 guerriers et 200 000 Bédouins — se mettent en route après que de véritables titres de propriété leur ont été distribués au nom du calife fatimide. Kairouan résiste pendant cinq ans avant d'être occupée et pillée. Le souverain se réfugie alors à Mahdia en 1057 tandis que les nomades continuent de se répandre en direction de l'Algérie, la vallée de la Medjerda restant la seule route fréquentée par les marchands. Ayant échoué dans sa tentative pour s'établir dans la Sicile reprise par les Normands, la dynastie ziride s'efforce sans succès pendant 90 ans de récupérer une partie de son territoire pour organiser des expéditions de piraterie et s'enrichir grâce au commerce maritime.
À partir du premier tiers du XIIe siècle, la Tunisie est régulièrement attaquée par les Normands de Sicile et du Sud de l'Italie, basés dans le royaume normano-sicilien, qui finissent par conquérir l'ensemble du littoral tunisien et y fonde le Royaume d'Afrique. Celui-ci est une extension de la frontière siculo-normande dans l'ancienne province romaine d'Afrique (alors appelée Ifriqiya), qui correspond aujourd'hui à la Tunisie ainsi qu'à une partie de l'Algérie et de la Libye. Les sources primaires ayant trait au royaume sont en arabe alors que les sources latines (chrétiennes) sont plus rares. Selon Hubert Houben, étant donné qu'« Afrique » n'a jamais été officiellement ajouté aux titres royaux des rois de Sicile « on ne devrait pas parler d'un ‘Royaume Norman d'Afrique' à proprement parler ». L'« Afrique normande » est plutôt une constellation de villes gouvernées par les Normands sur la côte ifriqiyenne.

Carte de l'Afrique normande en 1154.

La conquête sicilienne de l'Ifriqiya commence sous le règne de Roger II de Sicile en 1146-1148. Le règne sicilien consiste en des garnisons militaires dans les principales villes, des exactions sur les populations musulmanes, la protection des chrétiens et le monnayage de pièces de monnaie. L'aristocratie locale est largement gardée en place et des princes musulmans se chargent des affaires civiles sous surveillance normande. Les relations économiques entre la Sicile et l'Ifriqiya, qui étaient déjà fortes avant la conquête, sont renforcées, tandis que les échanges entre l'Ifriqiya et le Nord de l'Italie sont étendus. Sous le règne de Guillaume Ier de Sicile, le Royaume d'Afrique tombe aux mains des Almohades (1158-1160). Son héritage le plus durable est le réalignement des puissances méditerranéennes provoqué par sa disparition et la paix siculo-almohade finalisée en 1180. L'ensemble du territoire de l'Ifriqiya finit par être occupé par l'armée du sultan almohade Abd al-Mumin lors de son expédition depuis le nord du Maroc en 1159. L'économie devient florissante et des relations commerciales s'établissent avec les principales villes du pourtour méditerranéen (Pise, Gênes, Marseille, Venise et certaines villes d'Espagne).
L'essor touche également le domaine culturel avec les œuvres du grand historien et père de la sociologie Ibn Khaldoun ; le siècle almohade est considéré comme l'« âge d'or » du Maghreb. De grandes villes se développent et les plus belles mosquées sont érigées à cette époque. Les Almohades confient la Tunisie à Abû Muhammad `Abd al-Wâhid ben Abî Hafs mais son fils Abû Zakariyâ Yahyâ se sépare d'eux en 1228 et fonde la nouvelle dynastie berbère des Hafsides. Elle acquiert son indépendance dès 1236 et dirige la Tunisie jusqu'en 1574, ce qui en fait la première dynastie tunisienne par sa durée. Elle établit la capitale du pays à Tunis, et la ville se développe grâce au commerce avec les Vénitiens, les Génois, les Aragonais et les Siciliens.

### Tunisie ottomane

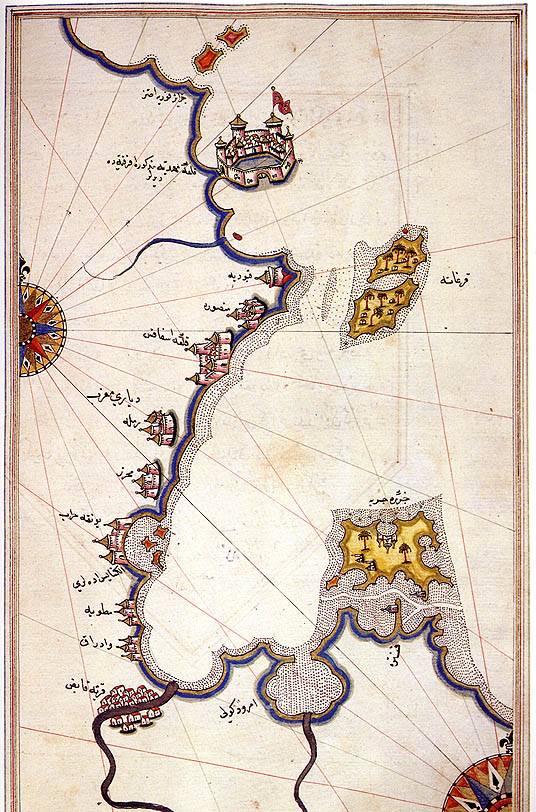
Carte maritime ottomane du XVIe siècle représentant la côte sud-est de la Tunisie dont Djerba.

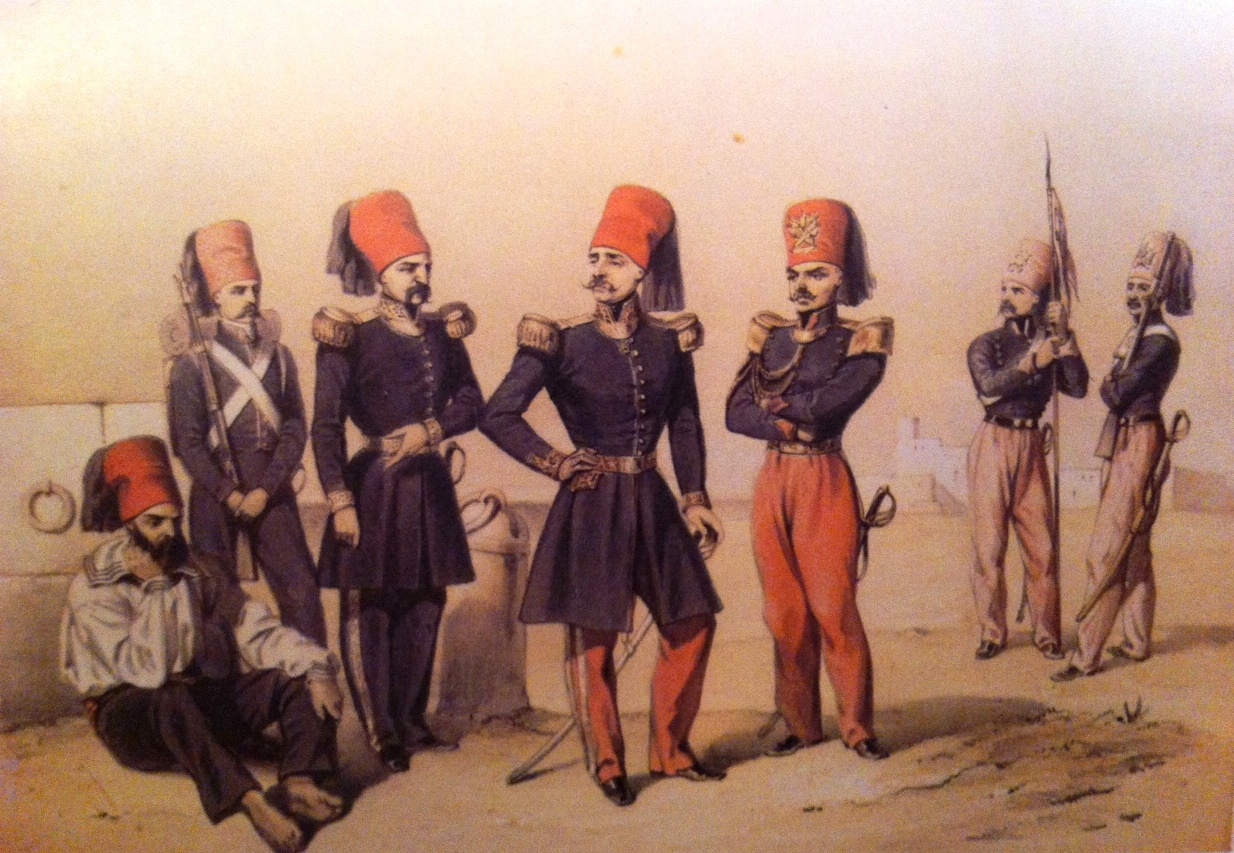
Nouvelle armée beylicale vers 1840.

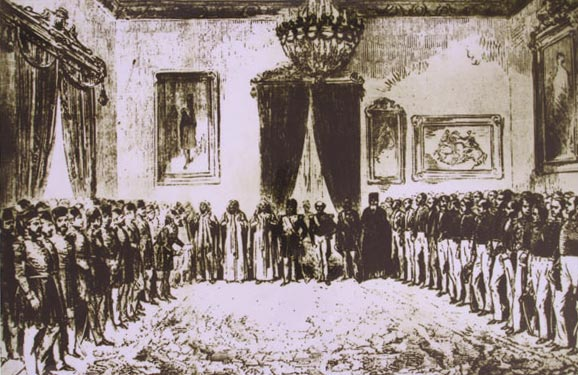
Proclamation du Pacte fondamental en 1857, précurseur de la Constitution de 1861.

Les Hafsides de Tunis s'essoufflent et perdent peu à peu, après la bataille de Kairouan en 1348, le contrôle de leurs territoires au profit des Mérinides d'Abu Inan Faris, alors que, frappée de plein fouet par la peste de 1384, l'Ifriqiya continue de subir une désertification démographique amorcée par les invasions hilaliennes. C'est alors que commencent à arriver les Maures musulmans et juifs andalous fuyant la déchéance du royaume de Grenade en 1492 et occasionnant des problèmes d'assimilation. En une dizaine d'années, les souverains espagnols Ferdinand d'Aragon et Isabelle de Castille prennent les cités de Mers el-Kébir, Oran, Bougie, Tripoli et l'îlot situé en face d'Alger. Pour s'en libérer, les autorités de la cité sollicitent l'aide de deux corsaires renommés, d'origine grecque : les frères Arudj et Khayr ad-Din Barberousse.
La Tunisie offrant un environnement favorable, les frères Barberousse s'y illustrent : Arudj reçoit en effet du souverain hafside aux abois l'autorisation d'utiliser le port de La Goulette puis l'île de Djerba comme base. Après la mort d'Arudj, son frère Khayr ad-Din se place dans la vassalité du sultan de Constantinople. Nommé grand amiral de l'Empire ottoman, il s'empare de Tunis en 1534 mais doit se retirer après la prise de la ville par l'armada que Charles Quint mène en 1535,. En 1560, Dragut parvient à Djerba et, en 1574, Tunis est reprise par les Ottomans, qui font de la Tunisie une province de leur empire en 1575. Pourtant, malgré leurs victoires, les Ottomans ne s'implantent guère en Tunisie.

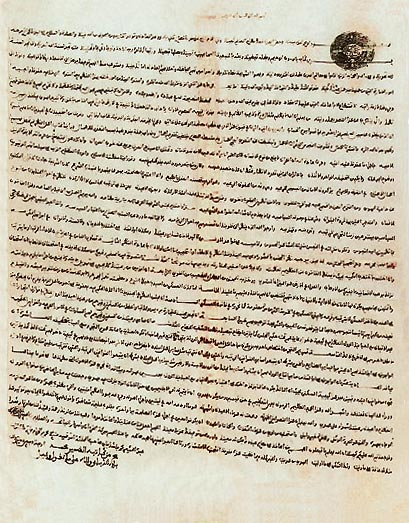
Première page du Pacte fondamental de 1857.

Au cours du XVIIe siècle, leur rôle ne cesse de décroître au profit des dirigeants locaux qui s'émancipent progressivement de la tutelle du sultan de Constantinople alors que seuls 4 000 janissaires sont en poste à Tunis. Au bout de quelques années d'administration turque, plus précisément en 1590, ces janissaires s'insurgent, plaçant à la tête de l'État un dey et, sous ses ordres, un bey chargé du contrôle du territoire et de la collecte des impôts. Ce dernier ne tarde pas à devenir le personnage essentiel de la régence aux côtés du pacha, qui reste confiné dans le rôle honorifique de représentant du sultan ottoman, au point qu'une dynastie beylicale finit par être fondée par Mourad Bey en 1613.
Le 15 juillet 1705, Hussein Ier Bey fonde la dynastie des Husseinites,. Le 13 mai 1752, Ali Metzan prend les armes contre son père, le vieux dey qu'il oblige à lui confier la direction de l'État. Des troubles éclatent dans la population et des scènes de pillages et de violences du quartier juif de Tunis ont lieu.
Quoique toujours officiellement province de l'Empire ottoman, la Tunisie acquiert une grande autonomie au XIXe siècle, notamment avec Ahmed Ier Bey, régnant de 1837 à 1855, qui enclenche un processus de modernisation.
Sous la pression franco-anglaise consécutive à l'affaire Sfez de 1857, des réformes ottomanes des Tanzimat interviennent sous la plume de Mohammed Bey qui promulgue le Pacte fondamental (Ahd El Aman) ou Pacte de sécurité le 10 septembre 1857, document qui s'inscrit dans l'héritage des idéaux de la Révolution française de 1789,.
À cette époque, le pays vit de profondes réformes, comme l'abolition de l'esclavage et faisant suite au Pacte fondamental, l'adoption en 1861 d'une véritable Constitution, remise en 1860 par Sadok Bey à l'empereur Napoléon III,,, et manque même de devenir une république indépendante. Ces bouleversements s'inscrivent dans un contexte économique instable, et les musulmans s'en prennent physiquement à leurs voisins juifs accusés de profiter des réformes, à leurs biens et aux synagogues, jusqu'en 1869 où plusieurs sont tués.

#### Influence architecturale

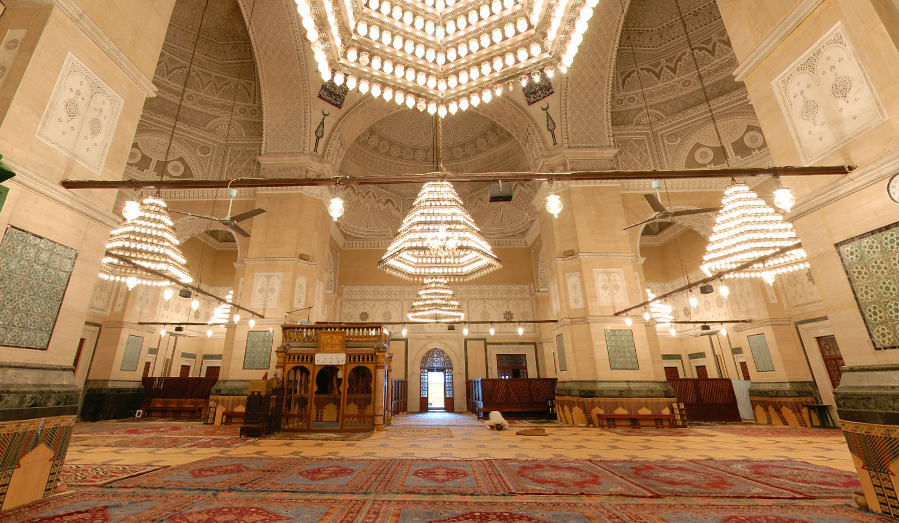
Intérieur de la mosquée Sidi Mahrez.

Il est difficile de mesurer l'importance des influences turques qui demeurent en Tunisie. Quelques monuments affichent leur filiation ottomane à l'instar de la mosquée Sidi Mahrez à Tunis, édifiée entre 1692 et 1697. Dans un autre domaine, l'art des tapis, qui existait pour certains avant l'arrivée des Ottomans, voit les productions de Kairouan présenter au XVIIIe siècle des motifs purement anatoliens.
Malgré ces influences perceptibles dans l'aspect des objets manufacturés, l'empreinte de l'Italie voisine se fait de plus en plus manifeste au cours du XVIIIe siècle, tant dans l'architecture que dans la décoration, marquant ainsi une ouverture du pays à l'Europe.

### Protectorat français et lutte nationaliste
Le pays connaît toutefois peu à peu de graves difficultés financières, en raison de la politique ruineuse des beys, de la hausse des impôts et d'interférences étrangères dans l'économie. Tous ces facteurs contraignent le gouvernement à déclarer la banqueroute en 1869 et à créer une commission financière internationale anglo-franco-italienne. La régence apparaît vite comme un enjeu stratégique de première importance du fait de la situation géographique du pays, à la charnière des bassins occidental et oriental de la Méditerranée. La Tunisie fait donc l'objet des convoitises rivales de la France et de l'Italie. Les consuls français et italien tentent de profiter des difficultés financières du bey, la France comptant sur la neutralité de l'Angleterre (peu désireuse de voir l'Italie prendre le contrôle de la route du canal de Suez) et bénéficiant des calculs de Bismarck, qui souhaite la détourner de la question de l'Alsace-Lorraine.

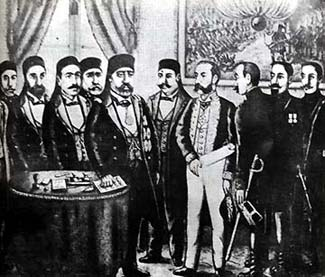
Signature du traité du Bardo au palais de Ksar Saïd le 12 mai 1881.

Les combats entre tribus algériennes et tribus khroumirs en territoire algérien fournissent un prétexte à Jules Ferry pour souligner la nécessité de s'emparer de la Tunisie. En avril 1881, les troupes françaises y pénètrent sans résistance majeure et parviennent aux abords de Tunis en trois semaines, sans combattre. Le 12 mai 1881, le protectorat est officialisé lorsque Sadok Bey, menacé d'être destitué et remplacé par son frère Taïeb Bey,, signe le traité du Bardo au palais de Ksar Saïd. Ceci n'empêche pas les troupes françaises de faire face, quelques mois plus tard, à des révoltes rapidement étouffées dans les régions de Kairouan et Sfax. Le régime du protectorat est renforcé par les conventions de La Marsa du 8 juin 1883 qui accordent à la France le droit d'intervenir dans les affaires internes de la Tunisie,. La France représente dès lors la Tunisie sur la scène internationale, et ne tarde pas à abuser de ses droits et prérogatives de protecteur pour exploiter le pays comme une colonie, en contraignant le bey à abandonner la quasi-totalité de ses pouvoirs au résident général. Néanmoins, des progrès économiques ont lieu, notamment via les banques et les compagnies, ainsi que le développement de nombreuses infrastructures (routes, ports, chemins de fer, barrages, écoles, etc.).

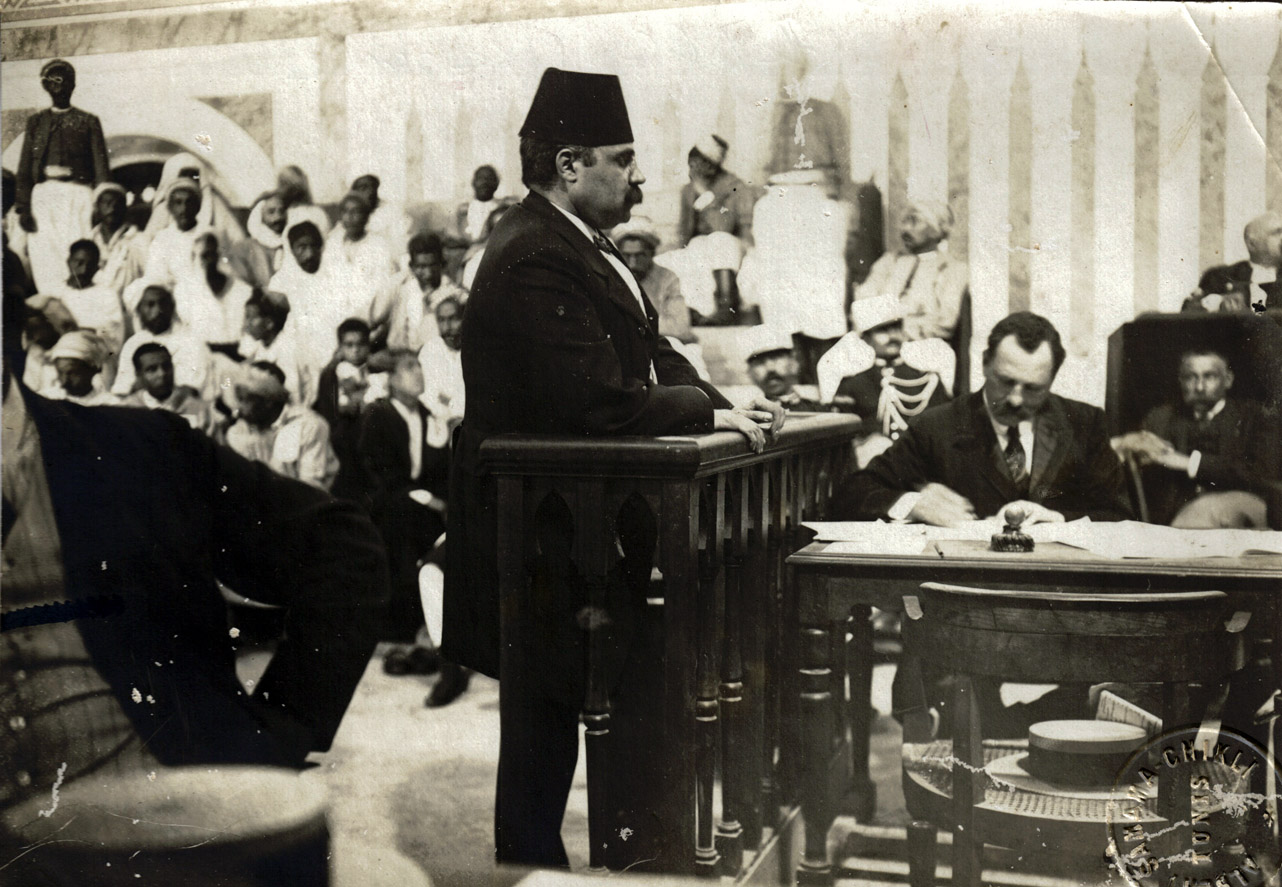
Procès de l'affaire du Djellaz en 1911.

La colonisation permet l'expansion des cultures de céréales et de la production d'huile d'olive ainsi que l'exploitation des mines de phosphates par la Compagnie des phosphates et des chemins de fer de Gafsa, ainsi que de fer par la Société du Djebel Djerissa, première entreprise tunisienne et quinzième française. Un important port militaire est aménagé à Bizerte. De plus, les Français établissent un système bilingue arabe et français qui permet à l'élite tunisienne de se former dans les deux langues. La lutte contre l'occupation française commence dès le début du XXe siècle avec le mouvement réformiste et intellectuel des Jeunes Tunisiens fondé en 1907 par Béchir Sfar, Ali Bach Hamba et Abdeljelil Zaouche. Ce courant nationaliste se manifeste par l'affaire du Djellaz en 1911 et le boycott des tramways tunisois en 1912. De 1914 à 1921, le pays vit en état d'urgence et la presse anticolonialiste est interdite. Malgré tout, le mouvement national ne cesse pas d'exister. Dès la fin de la Première Guerre mondiale, une nouvelle génération organisée autour d'Abdelaziz Thâalbi prépare la naissance du parti du Destour.
Entré en conflit avec le régime du protectorat, le parti expose, dès la proclamation officielle de sa création le 4 juin 1920, un programme en huit points. Après avoir fustigé le régime du protectorat dans des journaux comme La Voix du Tunisien et L'Étendard tunisien, l'avocat Habib Bourguiba fonde en 1932, avec Tahar Sfar, Mahmoud El Materi et Bahri Guiga, le journal L'Action tunisienne, qui, outre l'indépendance, prône la laïcité. Cette position originale conduit le 2 mars 1934, lors du congrès de Ksar Hellal, à la scission du parti en deux branches, l'une islamisante qui conserve le nom Destour, et l'autre moderniste et laïque, le Néo-Destour, une formation politique moderne, structurée sur les modèles des partis socialistes et communistes européens, et déterminée à conquérir le pouvoir pour transformer la société.
Après l'échec des négociations engagées par le gouvernement Blum, des incidents sanglants éclatent en 1937 et les émeutes d'avril 1938 sont sévèrement réprimées. Cette répression conduit à la clandestinité du Néo-Destour, qui incite les nouveaux dirigeants à ne pas exclure l'éventualité d'une lutte plus active,. En 1942, le régime de Vichy livre Bourguiba à l'Italie, à la demande de Benito Mussolini, qui espère l'utiliser pour affaiblir la Résistance française en Afrique du Nord. Cependant Bourguiba ne désire pas cautionner les régimes fascistes et lance le 8 août 1942 un appel pour le soutien aux troupes alliées. Pendant ce temps, la Tunisie est le théâtre d'importantes opérations militaires connues sous le nom de campagne de Tunisie Après plusieurs mois de combats et une contre-offensive blindée allemande dans la région de Kasserine et Sidi Bouzid au début de l'année 1943, les troupes du Troisième Reich sont contraintes de capituler le 11 mai dans le cap Bon, quatre jours après l'arrivée des forces alliées à Tunis. Après la Seconde Guerre mondiale, les dirigeants nationalistes inscrivent la résistance armée dans la stratégie de libération nationale. Des pourparlers sont menés après la guerre avec le gouvernement français, si bien que Robert Schuman évoque en 1950 la possibilité de l'indépendance de la Tunisie en plusieurs étapes. Mais le gouvernement français met fin aux négociations avec le gouvernement tunisien par la note du 15 décembre 1951 affirmant le « caractère définitif du lien qui unit la France à la Tunisie ».

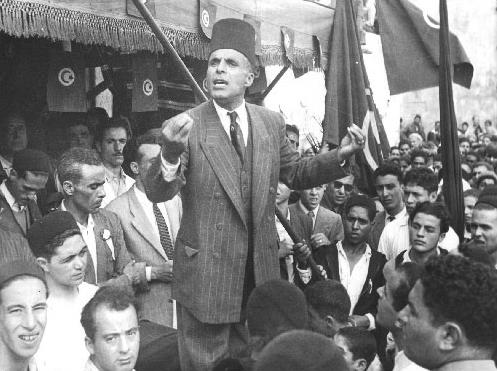
Habib Bourguiba à Bizerte en 1952.

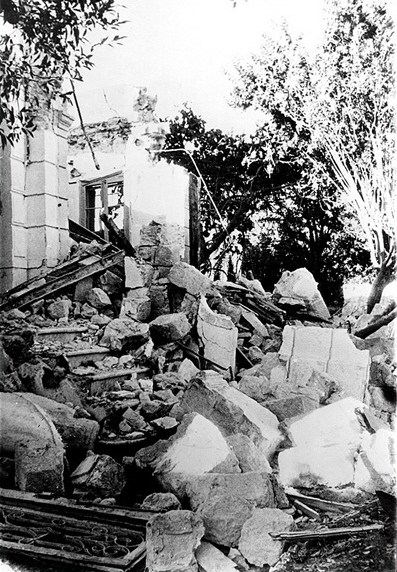
Ruines à la suite d'une attaque sur Tazarka.

Bourguiba demande à Chenik de porter le différend franco-tunisien devant l'ONU afin d'internationaliser le problème. La requête est signée le 11 janvier 1952 et, le 13, Salah Ben Youssef et Hamadi Badra quittent Tunis pour Paris, où ils comptent enregistrer la plainte. Cependant, le 17, le gouvernement français déclare qu'elle ne peut être examinée par le Conseil de sécurité puisque « la note est signée par des Tunisiens qui n'ont pas le droit de le faire sans l'accord du Bey, seul dépositaire de la souveraineté tunisienne. La France a la charge des Affaires étrangères de la Tunisie ; ce document aurait dû être remis au Résident qui est seul habilité à le transmettre ».
Avec l'arrivée du nouveau résident général, Jean de Hauteclocque, le 13 janvier 1952, et l'arrestation, le 18, de 150 destouriens dont Bourguiba, débutent la révolte armée, la répression militaire française et un durcissement des positions de chaque camp. Le 26 mars, devant le refus catégorique de Lamine Bey de congédier le gouvernement qui avait porté cette plainte à l'ONU, de Hauteclocque fait arrêter Chenik, El Materi, Mohamed Salah Mzali et Mohamed Ben Salem, placés en résidence forcée à Kébili dans le Sud du pays pendant que Bourguiba est transféré à Remada ; c'est le coup de force du 26 mars.
Le 5 décembre a lieu l'assassinat du syndicaliste Farhat Hached par l'organisation colonialiste extrémiste de la Main rouge,, qui déclenche grèves et manifestations, puis leur répression et des émeutes, grèves, tentatives de sabotage et jets de bombes artisanales.
Le développement de la répression, accompagnée de l'apparition du contre-terrorisme, incite les nationalistes à prendre plus spécifiquement pour cibles les colons, les fermes, les entreprises françaises et les structures gouvernementales. C'est pourquoi les années 1953 et 1954 sont marquées par la multiplication des attaques contre le système colonial.
En réponse, près de 70 000 soldats français sont mobilisés pour arrêter les guérillas des groupes tunisiens dans les campagnes. Cette situation difficile est apaisée par la reconnaissance de l'autonomie interne de la Tunisie, concédée par Pierre Mendès France dans son discours de Carthage le 31 juillet 1954,. C'est finalement le 3 juin 1955 que les conventions franco-tunisiennes sont signées entre le Premier ministre tunisien Tahar Ben Ammar et son homologue français Edgar Faure. En dépit de l'opposition de Salah Ben Youssef, qui sera exclu du parti, les conventions sont approuvées par le congrès du Néo-Destour tenu à Sfax le 15 novembre de la même année. Après de nouvelles négociations, la France finit par reconnaître « solennellement l'indépendance de la Tunisie » le 20 mars 1956, tout en conservant la base militaire de Bizerte.

### Tunisie indépendante

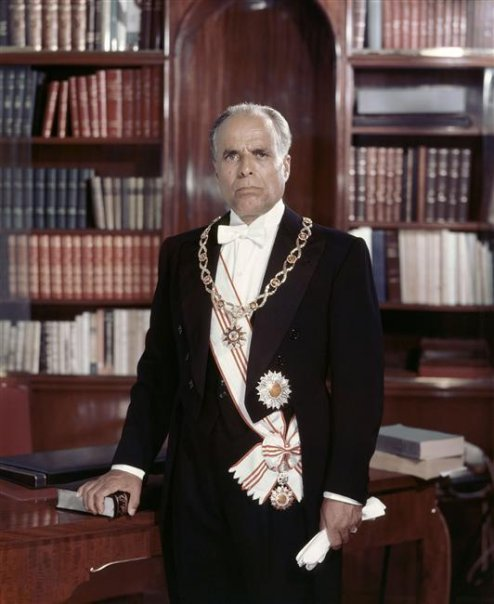
Photo officielle de Habib Bourguiba.

Le 25 mars 1956, l'Assemblée constituante est élue : le Néo-Destour en remporte tous les sièges et Bourguiba est porté à sa tête le 8 avril, de la même année. Le 11 avril 1956, il devient le Premier ministre de Lamine Bey. Le Code du statut personnel, à tendance progressiste, est proclamé le 13 août.
Finalement, le 25 juillet 1957, la monarchie est abolie ; la Tunisie devient une république dont Bourguiba est élu président le 8 novembre 1959.
Le 8 février 1958, en pleine guerre d'Algérie, des avions de l'armée française franchissent la frontière algéro-tunisienne et bombardent le village tunisien de Sakiet Sidi Youssef. En 1961, dans un contexte d'achèvement prévisible de la guerre, la Tunisie revendique la rétrocession de la base de Bizerte.

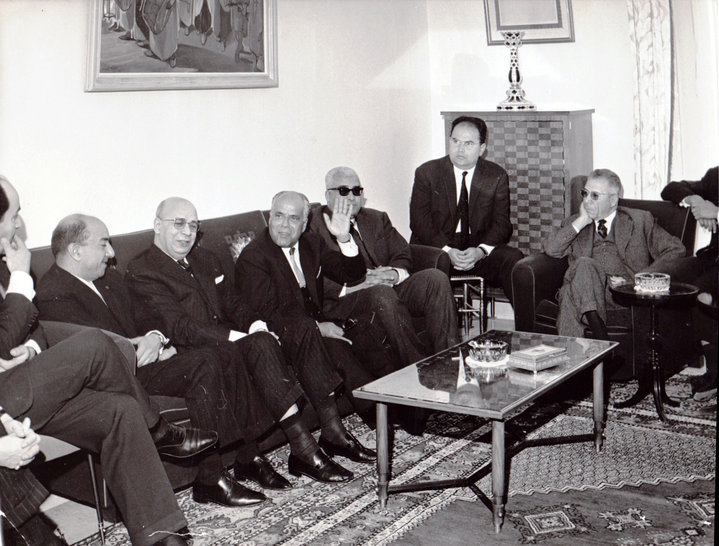
Bourguiba entouré de ses ministres.

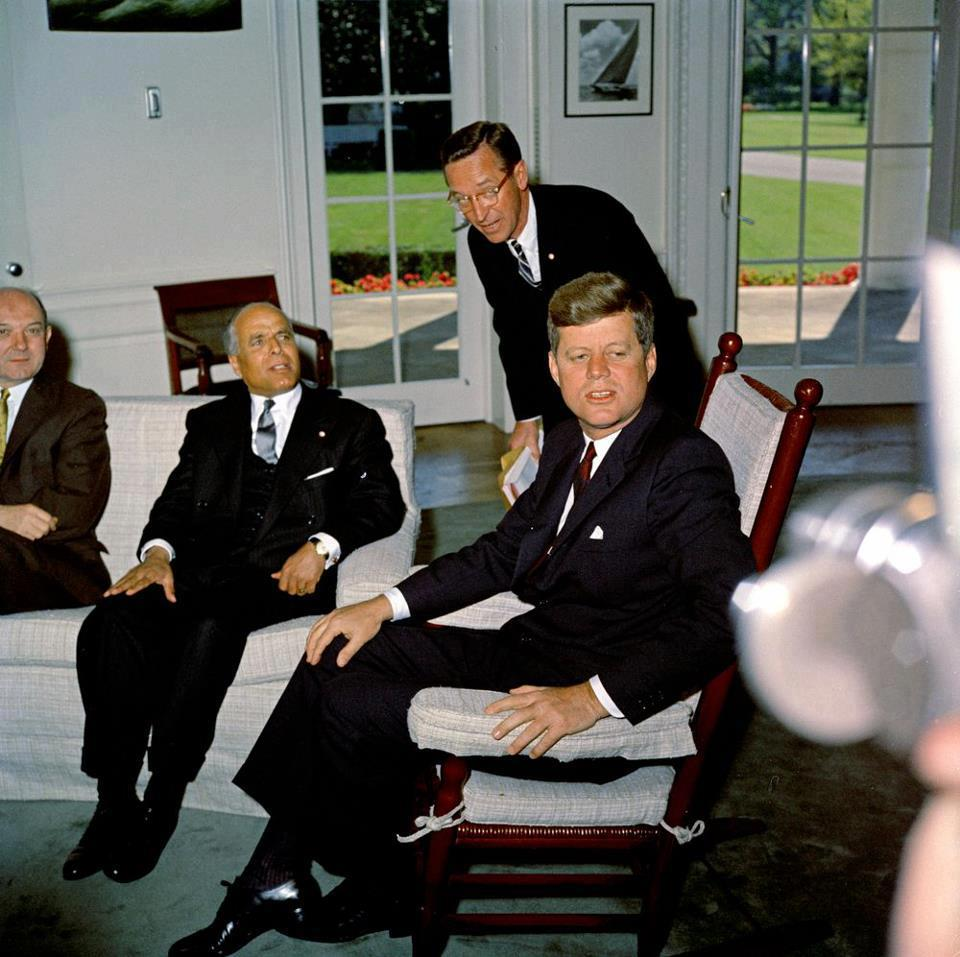
Bourguiba et John Fitzgerald Kennedy en mai 1961.

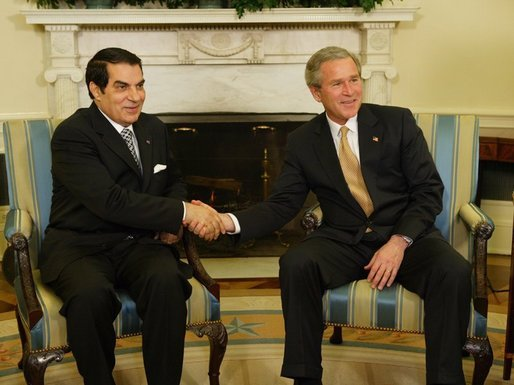
Ben Ali et George W. Bush le 18 février 2004.

La crise qui suit fait près d'un millier de morts, essentiellement tunisiens, et, devant la crainte d'une flambée de violence contre leur communauté, pousse 4 500 Juifs à quitter le pays en 1962,.
Politiquement, la France finit, le 15 octobre 1963, par rétrocéder la base à l'État tunisien. Avec l'assassinat de Salah Ben Youssef, principal opposant de Bourguiba depuis 1955, à Francfort et l'interdiction du Parti communiste (PCT) le 8 janvier 1963, la République tunisienne devient un régime de parti unique dirigé par le Néo-Destour. En mars 1963, Ahmed Ben Salah entame une politique « socialiste » d'étatisation pratiquement totale de l'économie.
Lors de la guerre des Six Jours, en juin 1967, des milliers de manifestants détruisent les magasins juifs et incendient la Grande synagogue de Tunis et ses livres sacrés,, ce qui pousse près de 10 000 Juifs tunisiens à quitter le pays,.
Des émeutes contre la collectivisation des terres dans le Sahel tunisien le 26 janvier 1969 poussent au limogeage de Ben Salah le 8 septembre avec la fin de l'expérience socialiste. Le taux de croissance annuel du PIB passe cependant de 3,6 % pour les années 1950 à 5,7 % pour les années 1960, et la croissance par tête à 2,9 % contre 1,2 % pour les années 1950. Avec une économie affaiblie par cet épisode et un panarabisme défendu par Mouammar Kadhafi, un projet politique qui unifierait la Tunisie et la République arabe libyenne sous le nom de République arabe islamique est lancé en 1974 mais échoue très rapidement en raison des tensions tant nationales qu'internationales.
Après la condamnation à une lourde peine de prison de Ben Salah, rendu responsable de l'échec de la politique des coopératives, viennent l'épuration de l'aile libérale du PSD animée par Ahmed Mestiri puis la proclamation de Bourguiba comme président à vie en 1975. C'est dans ces conditions, marquées par un léger desserrement de l'étau du PSD sous le gouvernement d'Hédi Nouira, que l'Union générale tunisienne du travail (UGTT) gagne en autonomie tandis que naît en 1976 la Ligue tunisienne des droits de l'homme, première organisation nationale des droits de l'homme en Afrique et dans le monde arabe,. Le coup de force du « Jeudi noir » contre l'UGTT en janvier 1978 puis l'attaque contre la ville minière de Gafsa, en janvier 1980, ne suffisent pas à museler la société civile émergente.
Dès le début des années 1980, le pays traverse une crise politique et sociale où se conjuguent le développement du clientélisme et de la corruption, la paralysie de l'État devant la dégradation de la santé de Bourguiba, les luttes de succession et le durcissement du régime. En 1981, la restauration partielle du pluralisme politique, avec la levée de l'interdiction frappant le Parti communiste, suscite des espoirs qui seront déçus par la falsification des résultats aux élections législatives de novembre. Par la suite, la répression sanglante des « émeutes du pain » de décembre 1983, la nouvelle déstabilisation de l'UGTT et l'arrestation de son dirigeant Habib Achour contribuent à accélérer la chute du président vieillissant. La situation favorise la montée de l'islamisme et le long règne de Bourguiba s'achève dans une lutte contre cette mouvance politique, lutte menée par Zine el-Abidine Ben Ali, nommé ministre de l'Intérieur puis Premier ministre en octobre 1987.
Durant ces années 1980, plusieurs incidents visent la communauté juive ou ses synagogues comme durant le Yom Kippour 1982 dans plusieurs villes du pays, en octobre 1983 à Zarzis, en octobre 1985 à la Ghriba dans le sillage de l'opération Jambe de bois,, qui font prendre des mesures au gouvernement pour assurer sa protection,.
Le 7 novembre 1987, Ben Ali dépose le président pour sénilité, un coup d'État médical accueilli favorablement par une large fraction du monde politique. Élu le 2 avril 1989 avec 99,27 % des voix, le nouveau président réussit à relancer l'économie alors que, sur le plan de la sécurité, le régime s'enorgueillit d'avoir épargné au pays les convulsions islamistes qui ensanglantent l'Algérie voisine, grâce à la neutralisation du parti Ennahdha au prix de l'arrestation de dizaines de milliers de militants et de multiples procès au début des années 1990. Les opposants laïcs signent quant à eux le Pacte national en 1988, plate-forme destinée à la démocratisation du régime. Pourtant, l'opposition et de nombreuses ONG de défense des droits de l'homme accusent peu à peu le régime d'attenter aux libertés publiques en étendant la répression au-delà du mouvement islamiste. En 1994, le président Ben Ali est réélu avec 99,91 % des voix,.
L'année suivante, un accord de libre-échange est signé avec l'Union européenne. Les élections du 24 novembre 1999, bien qu'elles soient les premières présidentielles à être pluralistes avec trois candidats, voient le président Ben Ali réélu avec un score comparable aux scrutins précédents,. La réforme de la Constitution approuvée par le référendum du 26 mai 2002 accroît encore les pouvoirs du président, repousse l'âge limite des candidats, supprime la limite des trois mandats réintroduite en 1988 et permet au président de briguer de nouveaux mandats au-delà de l'échéance de 2004 tout en bénéficiant d'une immunité judiciaire à vie.
Le 11 avril 2002, un attentat au camion piégé vise à nouveau la synagogue de la Ghriba et provoque la mort de 19 personnes dont quatorze touristes allemands. Durant le premier semestre 2008, de graves troubles secouent la région minière de Gafsa durement frappée par le chômage et la pauvreté. Le 25 octobre 2009, le président Ben Ali est réélu pour un cinquième mandat consécutif avec 89,62 % des voix, passant pour la première fois sous la barre des 90 %. La campagne est marquée par une visibilité accrue de son épouse Leïla. L'un des gendres du couple, Mohamed Sakhr El Materi, est élu député à cette occasion.

### Tunisie post-révolution
Le 17 décembre 2010, un climat insurrectionnel éclate à la suite de l'immolation d'un jeune vendeur de fruits et légumes ambulant, Mohamed Bouazizi, dans la région de Sidi Bouzid ; celle-ci devient le théâtre d'émeutes et d'affrontements meurtriers entre habitants et forces de l'ordre. C'est le début du mouvement que l'on va appeler Printemps arabe.
Ces événements, qui s'étendent ensuite à d'autres régions du pays, s'inscrivent dans un contexte où le taux de chômage des jeunes diplômés est particulièrement élevé alors que le poids démographique relatif des jeunes générations d'actifs atteint son maximum historique. Les causes sont également politiques : le président Ben Ali et sa famille, notamment celle de sa seconde épouse Leïla, les Trabelsi, qualifiés selon les observateurs de « clan quasi-mafieux », sont directement mis en cause dans des affaires de corruption, de détournement ou de vol, fléaux qui ont particulièrement pris de l'ampleur sous sa présidence. Le 13 janvier 2011, Ben Ali annonce la prise de mesures extraordinaires lors d'une intervention télévisée : la promesse d'une pleine liberté de la presse et d'expression politique ainsi que son refus de se représenter aux élections prévues en 2014. Cependant, cette allocution ne contribue pas à calmer la colère de la population, contraignant le président à céder finalement le pouvoir à son Premier ministre Mohamed Ghannouchi le lendemain et à quitter le pays le soir même. Conformément à la Constitution de 1959, le président de la Chambre des députés, Fouad Mebazaa, est finalement proclamé président par intérim par le Conseil constitutionnel le 15 janvier.

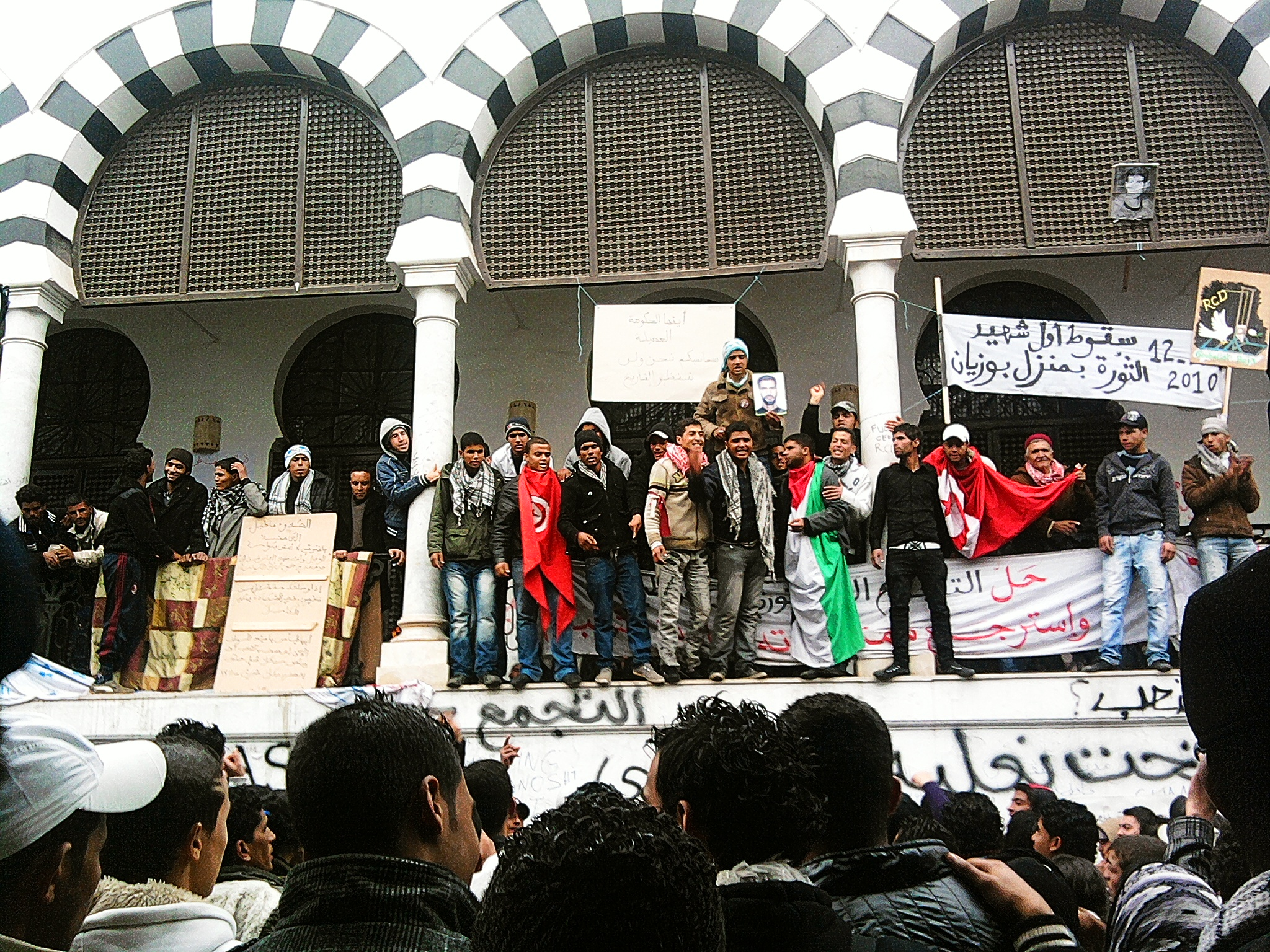
Sit-in à la kasbah de Tunis le 28 janvier 2011.

Il est chargé d'organiser des élections présidentielles dans les soixante jours. Le 17 janvier, un « gouvernement d'union nationale » de 24 membres incluant des opposants au régime déchu (dont trois chefs de l'opposition légale) est constitué. Le jour même, la libération de tous les prisonniers d'opinion, la levée de l'interdiction d'activité de la Ligue tunisienne des droits de l'homme, « la liberté totale de l'information » ainsi que la légalisation de tous les partis politiques et associations qui le demanderaient, est annoncée. Cependant, la présence de membres du Rassemblement constitutionnel démocratique (RCD) à des postes clés provoque de nouveau, en moins de 24 heures, la colère de la population et la démission de plusieurs ministres d'opposition, fragilisant d'autant plus ce gouvernement. Le départ ou la radiation du RCD de plusieurs personnalités éminentes n'ont aucun effet sur la suspicion que l'opinion publique entretient à l'égard de l'ancien parti présidentiel, dont plusieurs manifestants réclament la dissolution. Cependant, le 20 janvier, les ministres encore affiliés à cette formation annoncent l'avoir quitté eux aussi. Face à la pression de la rue exigeant leur départ, un remaniement ministériel a lieu le 27, écartant définitivement (hormis Mohamed Ghannouchi) les anciens membres du RCD de toutes responsabilités gouvernementales. Le 6 février, le ministre de l'Intérieur Farhat Rajhi gèle les activités du RCD en attendant sa dissolution juridique, tandis que le Parlement confère au président par intérim des pouvoirs supplémentaires, comme celui de dissoudre le Parlement.
Ghannouchi est cependant contraint de démissionner à son tour le 27 février à la suite de plusieurs jours de manifestations marquées par des violences ; il est remplacé le jour même par l'ancien ministre de Bourguiba, Béji Caïd Essebsi. L'état d'urgence, en vigueur à partir de janvier 2011, est maintenu.
Le 15 septembre 2012, de violentes émeutes éclatent à Tunis à la suite de la diffusion du film L'Innocence des musulmans. Alors que les forces de l'ordre restent passives, certains groupes salafistes prennent d'assaut l'ambassade des États-Unis et l'incendient, détruisant plusieurs véhicules et bâtiments. Mis sous pression par les États-Unis, le gouvernement décide de réagir et envoie l'armée et la garde présidentielle pour repousser les manifestants. Les affrontements font deux morts et plusieurs blessés. Dans les mois qui suivent, l'armée et la garde nationale prennent la relève pour combattre les groupuscules salafistes et djihadistes qui sont actifs sur le territoire. L'état d'urgence est prolongé de trois mois en novembre 2012, pour n'être finalement levé qu'en mars 2014.
Après les élections législatives du 26 octobre 2014, qui voit le parti Nidaa Tounes arriver en tête, l'Assemblée des représentants du peuple remplace l'Assemblée constituante. Le premier tour de l'élection présidentielle a lieu le 23 novembre et voit s'affronter 27 candidats dont deux, en la personne de Béji Caïd Essebsi (Nidaa Tounes) avec 39,46 % des voix et Moncef Marzouki avec 33,43 % des voix, sont qualifiés pour le second tour organisé le 21 décembre et qui permet à Caïd Essebsi de remporter le scrutin avec 55,68 % des voix contre 44,32 % des voix pour Marzouki et de devenir ainsi le premier président issu d'une élection démocratique et transparente. Le quartet du dialogue national, association de quatre organisations s'étant donné pour but d'organiser des négociations entre les partis politiques pour assurer la transition vers un régime démocratique permanent, obtient le prix Nobel de la paix 2015. Ce prix est le premier Nobel attribué à un ressortissant ou organisation de la Tunisie après son indépendance. Ban Ki-moon, secrétaire général des Nations unies, exprime sa joie et félicite le quartet tout en affirmant que ce prix est dédié à tous les Tunisiens qui ont commencé le Printemps arabe. François Hollande, président de la République française, affirme dans un communiqué que le prix prouve le succès de la transition démocratique en Tunisie, que ce pays est sur la bonne voie et qu'il est le seul parmi les pays du Printemps arabe à réussir son évolution transitoire vers la démocratie.
En 2017 et 2018, le pays est touché par des vagues de contestation de la jeunesse tunisienne qui manifeste dans plusieurs villes du pays. En effet, à partir du début du mois, à Tunis, Gabès, Thala, Jilma, Kasserine, Sidi Bouzid, ou encore Gafsa, des Tunisiens expriment leur ras le bol face à la cherté de la vie, l'inflation (6,4 % en 2017) et un chômage omniprésent (15 % de la population active et 30 % des jeunes diplômés de l'enseignement supérieur). Cette vague de contestation contre une politique d'austérité économique serait organisée par le Front populaire,. Les heurts avec les policiers et forces de l'ordre font une victime et plusieurs blessés, et des centaines de manifestants sont arrêtés. L'Observatoire social tunisien recense 5 000 mouvements de protestation en 2015, plus de 11 000 en 2017 et 4 500 pour les quatre premiers mois de 2018.
Depuis 2011, les gouvernements successifs ont fait appel au Fonds monétaire international (FMI) pour tenter de redresser la situation économique du pays. Un prêt de 1,74 milliard de dollars est accordé en juin 2013, puis un second de 2,9 milliards de dollars en 2016. Le FMI n'accorde toutefois ces prêts qu'en contrepartie d'un plan de réformes libérales, telles que l'augmentation de certains impôts, la réduction de la masse salariale dans la fonction publique, la réduction des subventions sur les prix des carburants, ou encore de la modification du système de retraite. En avril 2016, le gouvernement accepte le principe de l'indépendance de la banque centrale, donnant la priorité au contrôle de l'inflation sur le soutien au développement économique. Depuis le printemps 2017, elle laisse filer le dinar, dont la valeur face à l'euro baisse de près de moitié. Face au poids de la dette, l'État doit consacrer plus de 20 % de son budget à rembourser ses créanciers, ce qui neutralise ses capacités d'investissement.
Le président Béji Caïd Essebsi meurt le 25 juillet 2019, à 92 ans. Fin 2019, un double scrutin, législatif le 6 octobre, et présidentiel, avec un premier tour en septembre et le second tour le 13 octobre, se déroule sans heurts, montrant une certaine maturité de la démocratie électorale en Tunisie. Les élections législatives aboutissent cependant à une assemblée fragmentée entre diverses formations. L'élection présidentielle propulse à la tête de l'État un nouveau venu dans le monde politique, un juriste et universitaire spécialiste du droit constitutionnel, âgé de 61 ans, Kaïs Saïed, élu avec une confortable avance face, au second tour, à l'homme d'affaires Nabil Karoui. Kaïs Saïed propose durant sa campagne une vision associant un certain conservatisme moral et religieux, un souverainisme, et un mode de fonctionnement démocratique à rebours de l'organisation centralisée bourguibienne. Le 25 juillet 2021, invoquant l'article 80 de la Constitution, il limoge le gouvernement Mechichi avec effet immédiat, annonce la suspension de l'assemblée, la formation d'un nouveau gouvernement et sa décision de gouverner par décrets et de présider le parquet, provoquant ainsi une crise politique. Le 22 septembre, il confirme par décret le prolongement des décisions ainsi que la dissolution de l'Instance provisoire chargée du contrôle de la constitutionnalité des projets de loi, et s'octroie le droit de gouverner par décret, récupérant de facto le pouvoir législatif,. Le 13 décembre, il annonce la tenue d'un référendum constitutionnel qui se solde par la large approbation en juillet 2022 d'une nouvelle Constitution mettant notamment en place un régime présidentiel, malgré un taux de participation d'un peu plus de 30 % des inscrits.

## Politique

### Politique intérieure

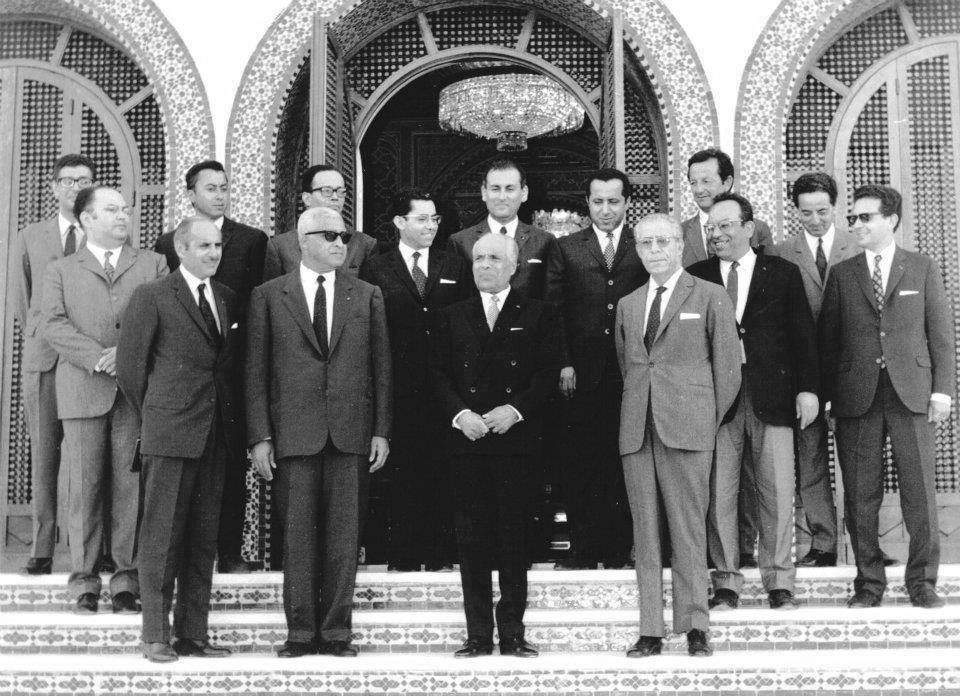
Gouvernement Bahi Ladgham à la suite du remaniement du 12 juin 1970.

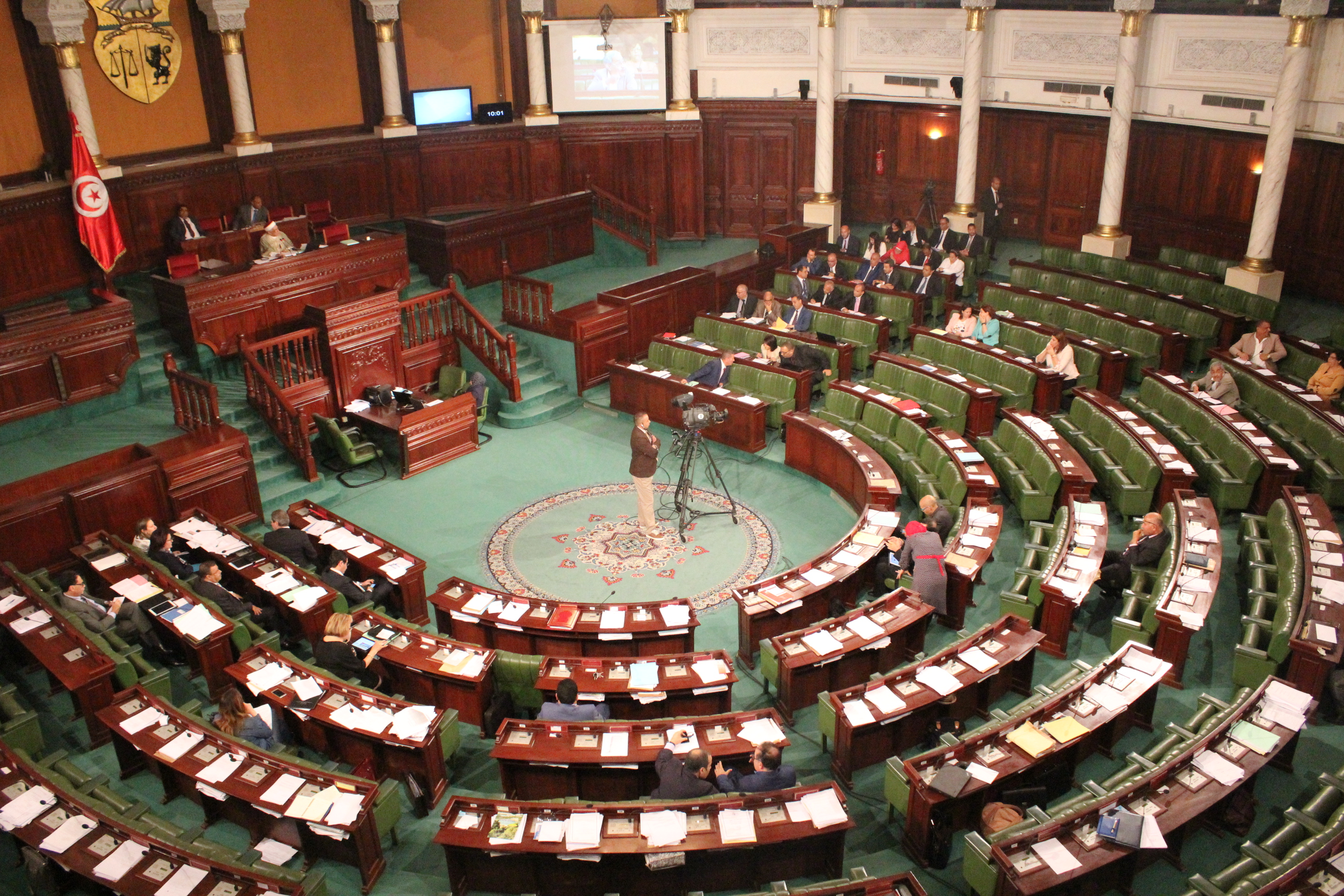
Séance de l'Assemblée des représentants du peuple.

Une Assemblée constituante rédige une Constitution proclamée le 1er juin 1959, trois ans après l'indépendance. Elle subit plusieurs amendements dont celui du 12 juillet 1988 pour limiter le nombre de mandats présidentiels à trois et celui du 1er juin 2002 à la suite du référendum constitutionnel tenu le 26 mai de la même année, permettant notamment la suppression de la limite du nombre de mandats présidentiels, l'allongement de l'âge limite pour déposer une candidature à la présidence, l'instauration d'une immunité judiciaire pour le président durant et après l'exercice de ses fonctions et l'instauration d'un Parlement bicaméral.
Le manque de transparence politique, la faible liberté d'expression et la censure, notamment de la presse et de nombreux sites web, ont longtemps fait qu'une situation politique précise de la Tunisie a été difficile à déterminer. De nombreuses ONG internationales ont toutefois pointé du doigt les atteintes aux droits de l'homme, notamment en ce qui concerne les atteintes à la liberté d'expression, les prisonniers politiques et d'opinion, l'instrumentalisation de la justice par le pouvoir exécutif, la torture et la situation dans les prisons, ainsi que le harcèlement de toute dissidence politique. De leur côté, les autorités de l'époque ont fait valoir que leurs efforts en matière de droits de l'homme ont été officiellement reconnus par des instances internationales comme le Conseil des droits de l'homme des Nations unies dont les membres ont souligné, avec quelques réserves pour certains, les progrès accomplis par le pays en la matière.
La Tunisie ne connaît que deux présidents de la République en cinq décennies : Bourguiba du 25 juillet 1957 au 7 novembre 1987 puis Zine el-Abidine Ben Ali du 7 novembre 1987 au 14 janvier 2011. Au niveau des partis, le Néo-Destour puis le Parti socialiste destourien et le Rassemblement constitutionnel démocratique dominent la vie politique après l'indépendance, dont une vingtaine d'années en tant que seul parti politique légal, avec plus de deux millions d'adhérents revendiqués.

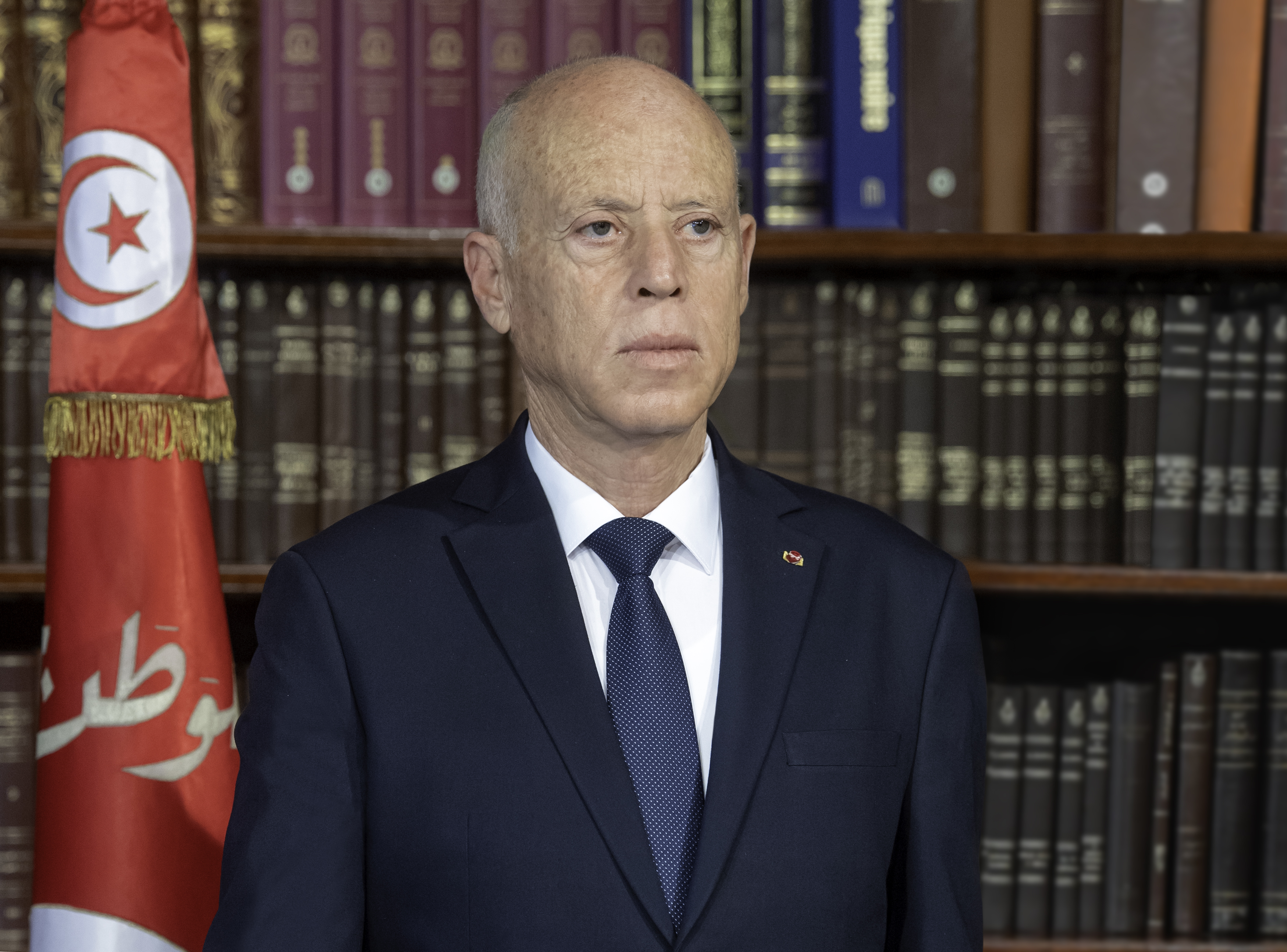
Kaïs Saïed, président de la République depuis le 23 octobre 2019.

La révolution du 14 janvier 2011 et la chute du régime Ben Ali changent la donne. Le Rassemblement constitutionnel démocratique est dissous et la scène politique compte rapidement une centaine de partis politiques. Fouad Mebazaa assure à titre intérimaire la présidence de la République du 15 janvier au 13 décembre 2011, avant d'être remplacé par Moncef Marzouki à partir du 13 décembre. Mohamed Ghannouchi, ayant assuré l'intérim du pouvoir durant 24 heures après la fuite de Ben Ali, est placé à la tête du gouvernement de transition avant d'être remplacé par Béji Caïd Essebsi. La Chambre des députés et la Chambre des conseillers sont dissoutes et leurs pouvoirs assumés de fait par la Haute instance pour la réalisation des objectifs de la révolution puis, à la suite de l'élection du 23 octobre 2011, premier scrutin pluraliste et transparent organisé par l'Instance supérieure indépendante pour les élections au détriment du ministère de l'Intérieur, par l'Assemblée constituante. La Constitution est suspendue et remplacée par le décret-loi du 23 mars 2011 puis la loi constituante du 16 décembre 2011. Hamadi Jebali forme alors un gouvernement de coalition dominé par Ennahdha, reconduit par Ali Larayedh à partir du 13 mars 2013.
En 2014, une nouvelle Constitution est votée par l'Assemblée constituante qui établit un régime semi-présidentiel où le président de la République conserve des pouvoirs en matière de politique étrangère, de défense et de sécurité intérieure. Il est élu tous les cinq ans au suffrage universel et ne peut prétendre qu'à deux mandats présidentiels. Responsable de l'action gouvernementale, le chef du gouvernement est le candidat du parti ou de la coalition qui obtient la majorité de siège à l'Assemblée des représentants du peuple. Il est nommé par le président de la République et définit la politique générale de l'État. Le pouvoir législatif, monocaméral, est exercé par l'assemblée composée de 217 députés.
Mehdi Jomaa forme un gouvernement de technocrates le 29 janvier 2014 après l'adoption de la nouvelle Constitution. Après les élections législatives du 26 octobre 2014, qui voit Nidaa Tounes arrivé en tête, l'élection présidentielle, organisée en deux tours, voit Béji Caïd Essebsi, leader de Nidaa Tounes, être élu avec 55,68 % des voix contre 44,32 % des voix pour Marzouki. Habib Essid forme dans la foulée un nouveau gouvernement, remplacé à l'été 2016 par celui de Youssef Chahed.
Transparency International place en 2024 la Tunisie au 39e rang sur 180 pays pris en compte dans son classement selon l'indice de perception de la corruption.
Le 29 septembre 2021, Najla Bouden est nommée chef du gouvernement ; c'est la première fois de l'histoire du pays qu'une femme est nommée à ce poste.
L'année 2023 voit des arrestations d’opposants politiques,,.

### Politique extérieure
Le premier président, Habib Bourguiba, choisit le non-alignement durant la guerre froide tout en ayant des relations étroites avec l'Europe et les États-Unis. Son successeur, Zine el-Abidine Ben Ali, maintient la tradition tunisienne de bonnes relations avec l'Occident tout en jouant un rôle actif dans les instances régionales arabes et africaines : le pays accueille, en mai 2004, la 16e session ordinaire du sommet de la Ligue arabe (dont la Tunisie est membre depuis 1958) au cours de laquelle est adoptée la Charte arabe des droits de l'homme et envoie régulièrement de l'aide humanitaire aux Palestiniens et aux États en crise. Le pays est également un membre fondateur de l'OUA, dont elle assure la présidence en 1994-1995, avant de participer à la fondation de l'Union africaine en juillet 2002.
La Tunisie a également soutenu le développement de l'Union du Maghreb arabe qui inclut l'Algérie, le Maroc, la Mauritanie et la Libye. Toutefois, ses progrès restent limités en raison de tensions entre l'Algérie et le Maroc à propos du Sahara occidental. En février 2001, la Tunisie adhère à la Communauté des États sahélo-sahariens et accueille le siège de la Banque africaine de développement en 2003. Le pays est depuis longtemps une voix modératrice sur la question du Proche-Orient : Bourguiba est ainsi le premier dirigeant arabe à appeler à la reconnaissance d'Israël par les pays arabes dans un discours prononcé à Jéricho le 3 mars 1965.

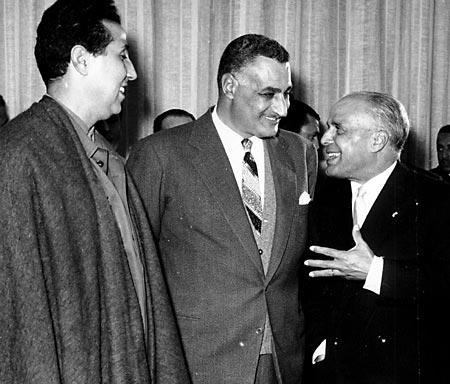
Habib Bourguiba aux côtés de Gamal Abdel Nasser et Ahmed Ben Bella en 1963.

Le pays abrite le quartier général de la Ligue arabe de 1979 à 1990 ainsi que celui de l'OLP de 1982 à 1993, jusqu'à ce que son comité exécutif s'installe dans les Territoires occupés, bien que son département politique reste à Tunis. Le pays joue également un rôle modérateur dans les négociations de paix au Proche-Orient : la Tunisie est le premier pays arabe à recevoir une délégation israélienne en 1993, dans le cadre du processus de paix, et maintient une représentation en Israël jusqu'au début de la seconde intifada en 2000.

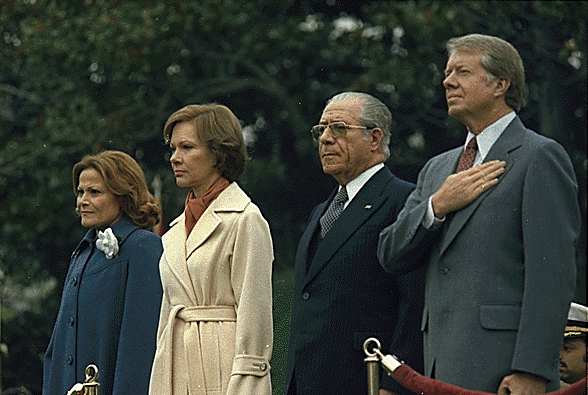
Accueil du Premier ministre Hédi Nouira par le président Jimmy Carter en 1978.

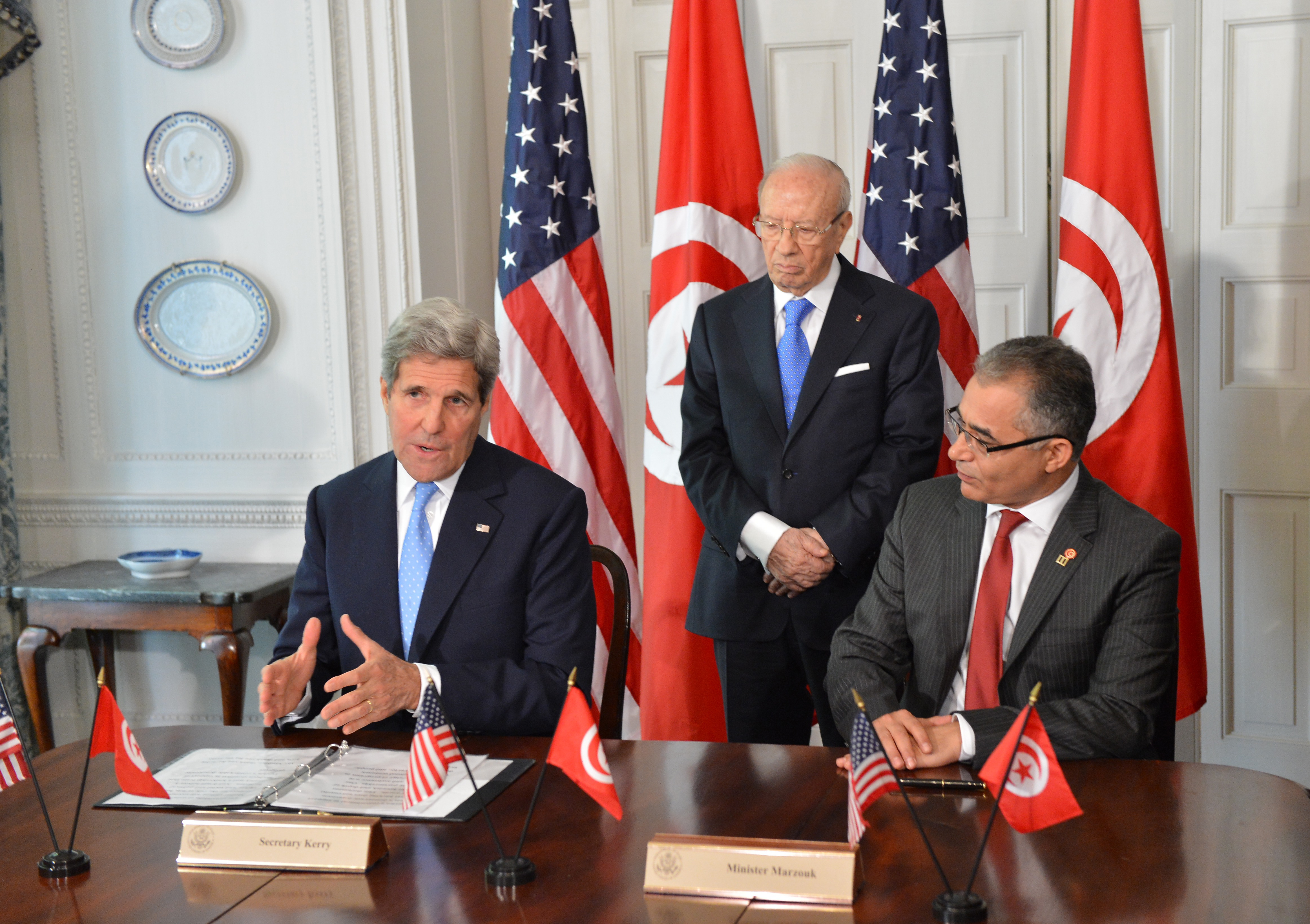
John Kerry, Béji Caïd Essebsi et Mohsen Marzouk, le 20 mai 2015.

Coincée entre l'Algérie et la Libye, la Tunisie a toujours cherché à maintenir de bonnes relations avec ses voisins malgré des tensions occasionnelles. La Tunisie et l'Algérie ont résolu un long litige frontalier en 1993 et ont coopéré dans la construction du gazoduc transméditerranéen menant vers l'Italie. La Tunisie a par ailleurs récemment signé un accord avec l'Algérie pour démarquer la frontière maritime entre les deux pays.
Vis-à-vis de son autre voisin, les relations sont plus difficiles à partir de l'annulation par la Tunisie d'un accord visant à la formation d'une union tuniso-libyenne en 1974. Les relations diplomatiques sont rompues entre 1976 et 1977 puis se détériorent à nouveau en 1980 lorsque des rebelles appuyés par la Libye tentent de prendre la ville de Gafsa. En 1982, la Cour internationale de justice tranche le différend relatif à la partition du plateau continental frontalier (riche en pétrole) en faveur de la Libye. L'expulsion par la Libye de nombreux travailleurs tunisiens en 1985 et les menaces militaires américaines conduisent la Tunisie à restreindre leurs relations qui sont à nouveau normalisées dès 1987. Tout en soutenant les sanctions de l'ONU imposées à la Libye, à la suite de bombardements aériens américains, la Tunisie prend soin de maintenir de bonnes relations avec son voisin. Elle soutient ainsi la levée de ces sanctions en 2003, la Libye redevenant ainsi l'un de ses partenaires commerciaux majeurs. Néanmoins, les deux pays ont encore un contentieux maritime sur leur frontière commune.
La Tunisie revendique également sa dimension méditerranéenne. Elle participe ainsi au Forum méditerranéen, dont elle organise l'édition 2005, et devient le premier pays du bassin méditerranéen à signer, le 17 juillet 1995, un accord d'association avec l'Union européenne dans le but de renforcer son ancrage à l'Europe.
L'action politique de la Tunisie dépasse pourtant les frontières régionales. Lors d'un discours prononcé devant l'Assemblée générale des Nations unies en 1999, le président Ben Ali appelle à la création d'un Fonds mondial de solidarité (en s'inspirant du Fonds de solidarité nationale) visant à contribuer à la lutte contre la pauvreté dans les zones les plus déshéritées dans le monde. L'Assemblée générale adopte à l'unanimité, le 20 décembre 2002, une résolution portant création de ce fonds et instaurant les modalités pratiques requises pour sa mise en place.

### Défense
La défense extérieure de la Tunisie est exercée par l'armée. Fondée le 30 juin 1956, elle compte un personnel régulier de 35 500 personnes dont 27 000 dans l'Armée de terre. Elle participe surtout à des activités civiles de développement et de lutte contre les catastrophes naturelles et à des opérations militaires de maintien de la paix sous couvert des Nations unies.

## Justice
Le droit tunisien reste largement inspiré par le droit français, tant dans son contenu que dans ses grandes divisions (public et privé) et ses structures.
La Constitution garantit les principes fondamentaux suivants :
- l'indépendance de la justice (art. 117 de la Constitution de 2022) ;
- le droit à un procès équitable et à la défense (art. 124 de la Constitution)
- l'égalité des citoyens et citoyennes devant la loi et la garantie des libertés et droits individuels et collectifs[202].

Sous les régimes de Habib Bourguiba et Zine el-Abidine Ben Ali, la justice tunisienne demeure influencée par le pouvoir exécutif. Ainsi, en tant que chef du Conseil supérieur de la magistrature, le président nomme par décret les magistrats, les révoque ou les transfère sur proposition dudit conseil. Certains principes fondamentaux du droit, comme le principe de la présomption d'innocence (art. 12 de la Constitution de 1959) et la non-rétroactivité de la loi (art. 13 de la Constitution de 1959), sont garantis, tout comme l'inviolabilité de domicile, la liberté de mouvement et les libertés d'opinion, d'expression, de publication, de réunion et d'association, mais ces droits peuvent être toutefois limités par des dispositions légales ou la sécurité d'État (art. 8-10). Le système juridictionnel est alors précisé par la loi portant sur l'organisation judiciaire de 1967, les règles de compétence (attribution, compétence territoriale et compétence d'exception) étant établies dans d'autres textes dont le Code de procédure pénale du 24 juillet 1968.

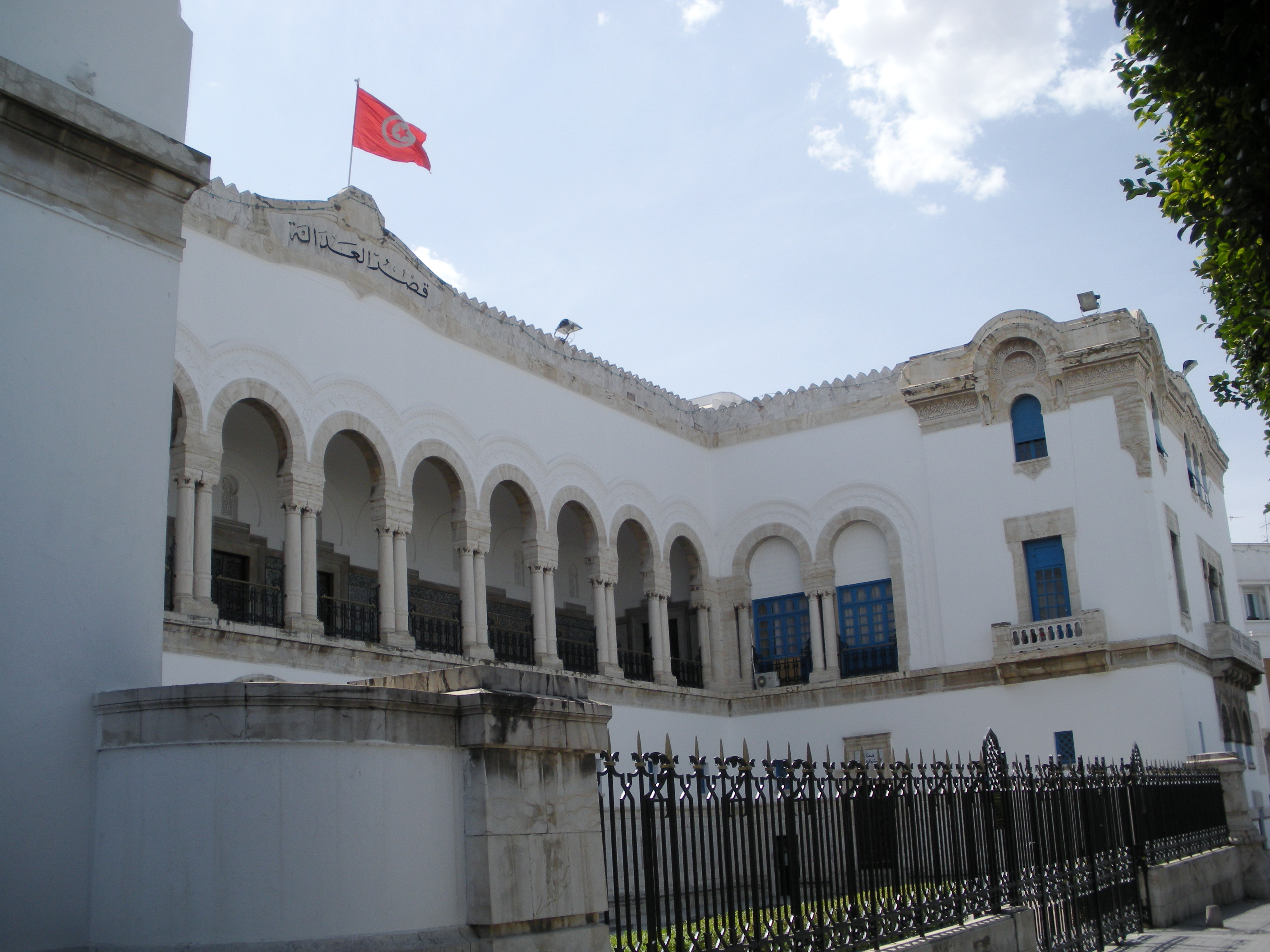
Palais de justice de Tunis.

Le système judiciaire est composé de trois grands ensembles :
- les juridictions judiciaires composées de la Cour de cassation, de tribunaux de second degré et de tribunaux de première instance ;
- les juridictions administratives composées du Tribunal administratif, de tribunaux administratifs d'appel et de tribunaux administratifs de première instance.
- les juridictions financières composées de la Cour des comptes avec ses différentes instances.

Les tribunaux militaires sont compétents en matière de crimes militaires. Quant au Conseil supérieur de la magistrature, il se compose pour deux tiers de magistrats en majorité élus et qui élisent un président parmi leurs membres. Une Cour constitutionnelle contrôle sur demande la constitutionnalité des lois, des traités internationaux et du règlement intérieur de l'Assemblée des représentants du peuple.
En février 2011, le nombre de condamnés à mort est de 130 dont quatre femmes. La dernière exécution d'une sentence de peine de mort remonte à octobre 1991. Le 24 juillet 2015, le parlement adopte une loi rétablissant la peine de mort contre des actes terroristes.

## Économie

Évolution du PIB par habitant de 1950 à 2018.

En 2010, le produit intérieur brut (PIB) de la Tunisie atteint 57,17 milliards de dinars (39,58 milliards de dollars) soit une hausse de 7 % par rapport à 2009. En 1960, celui-ci ne se montait qu'à 847 millions de dollars, passant à 1,581 milliard en 1970, 8,634 milliards en 1980, 12,875 milliards en 1990 et 21,254 milliards en 1999. Quant à la population active, elle atteint 3,769 millions de personnes en 2010 mais la population active occupée totalise 3,277 millions de personnes, dont près de 30 % de femmes, ce qui représente tout de même plus du double du niveau de 1980.
D'après un rapport de la Banque mondiale paru en 2014, une grande partie des réglementations adoptées par le gouvernement sous la présidence de Zine el-Abidine Ben Ali visait à favoriser un cercle d'entrepreneurs proche du pouvoir. Après la chute de son régime, une commission d'enquête est mise en place et dresse une liste de 114 personnes, dont Ben Ali, ses apparentés et ses gendres, ayant bénéficié de cette corruption institutionnalisée. Les biens saisis comprennent quelque 550 propriétés, 48 bateaux et yachts, 40 portefeuilles d'actions et d'obligations, 367 comptes en banques et environ 400 entreprises. Les experts de la commission évaluent à 13 milliards de dollars la valeur de l'ensemble, soit plus d'un quart du PIB de la Tunisie en 2011.
Après la révolution de 2011 qui renverse Ben Ali, le maintien de politiques d'austérité (gel du recrutement dans la fonction publique, baisse des subventions) et de réformes structurelles libérales (privatisations, indépendance de la banque centrale, ouverture du marché…), bien que modérées, réduisent le pouvoir de régulation sociale de l'État, favorisant l'augmentation des inégalités. Ainsi, les 10 % de Tunisiens les plus riches détiennent 40 % du revenu national. Le système fiscal est particulièrement pointé du doigt : souvent décrit comme très inégalitaire, il taxe surtout les bas revenus, l'évasion fiscale étant très importante.
Les attentats islamistes qui ont touché le tourisme, qui représente près de 7 % du PIB durant les années 2010, portent un coup à l'économie tunisienne. Avec une croissance économique quasi nulle, le pays est proche de la récession et connaît une dérive de sa dette, qui passe de 66,9 % du PIB en 2017 à 79,3 % en 2023. La plupart des prêts auprès des institutions financières internationales servent à rembourser la dette (plus de 80 % d'entre eux entre 2011 et 2016).
En 2024, la Tunisie est classée en 81e position pour l'indice mondial de l'innovation.

### Historique

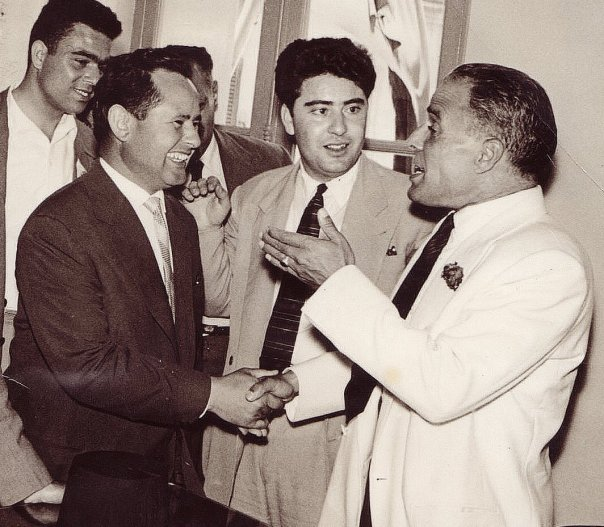
Habib Bourguiba en compagnie d'Ahmed Ben Salah, secrétaire général de l'UGTT.

À la proclamation de l'indépendance en 1956, le pays ne dispose pas des atouts de ses voisins maghrébins : terres agricoles moins productives, infrastructure portuaire moins développée, marché intérieur étriqué, épargne faible et écornée par l'émigration des populations d'origine européenne et relations avec les milieux d'affaires français réduits, chômage élevé et équipement industriel embryonnaire. La priorité établie par le nouveau président Habib Bourguiba est alors de libérer l'économie nationale du contrôle français qui avait favorisé l'agriculture et l'extraction minérale, mais avait, en grande partie, négligé l'industrie,, la Tunisie étant alors le pays le moins industrialisé du Maghreb. Dans ce contexte, l'importance croissante de l'Union générale tunisienne du travail (UGTT) dans les choix économiques par l'action de son secrétaire général, Ahmed Ben Salah, mène le pays vers l'adoption de mesures collectivistes dans l'économie. L'expérience coopérative dure jusqu'en septembre 1969 lorsque Bourguiba suspend Ben Salah de ses fonctions à la suite de la parution d'un rapport confidentiel de la Banque mondiale sur le déficit des entreprises publiques et aux pressions de l'aile pragmatique du parti. Avec l'arrivée d'Hédi Nouira, pragmatique gouverneur de la Banque centrale hostile au collectivisme, au ministère de l'Économie puis au Premier ministère, la Tunisie se réoriente vers l'économie de marché et la propriété privée. Durant la décennie des années 1970, la Tunisie connaît une expansion du secteur privé et un développement rapide de l'emploi manufacturier. Cette timide ouverture permet la création de nouveaux emplois et, par conséquent, le développement d'une meilleure mobilité sociale de la jeunesse nouvellement instruite et la croissance d'une classe moyenne.

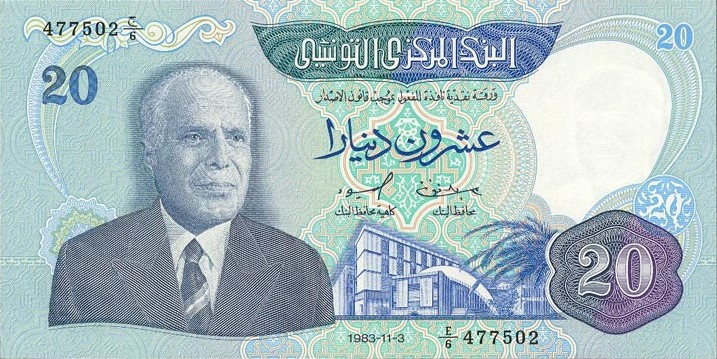
Billet de 20 dinars tunisiens (1983).

En 1986, la Tunisie connaît sa première année de croissance négative depuis son indépendance. Les agitations sociales augmentent de façon dramatique pendant cette période et l'UGTT, qui critique ouvertement la politique économique adoptée par le gouvernement, organise des grèves et des manifestations contre l'augmentation du chômage et la politique salariale,. Le gouvernement se met alors d'accord avec le Fonds monétaire international sur la mise en place d'un programme de reprise économique sur 18 mois. L'objectif principal du plan est d'accroître l'efficacité et de promouvoir les mécanismes du marché. En même temps, il est conçu pour surmonter les conséquences sociales et politiques de ses mesures. Les dépenses publiques sont concentrées aux secteurs de la santé, de l'éducation, du logement et des services. Le gouvernement ne lance cependant pas de véritables programmes avant 1987.

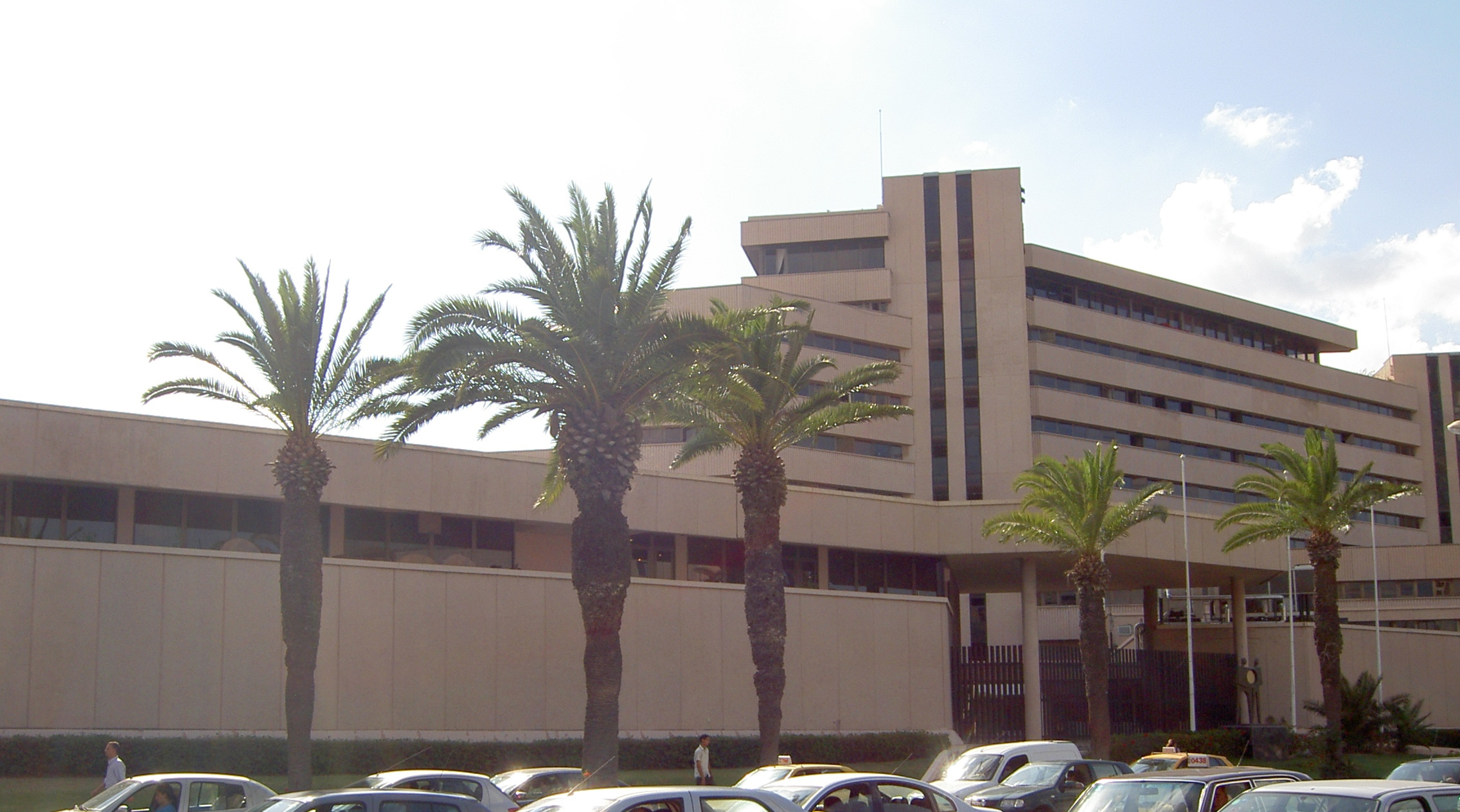
Siège de la Banque centrale de Tunisie.

La privatisation se traduit dans un premier temps par la vente de petites et moyennes entreprises avec un bon historique bancaire à des acheteurs tunisiens présélectionnés. Depuis le lancement du nouveau programme de privatisation en 1987, le gouvernement a totalement ou partiellement privatisé 203 entreprises, dont de grands établissements publics tel Tunisie Télécom, pour une recette globale de 5 557 millions de dinars. De plus, la non préparation de plusieurs secteurs à l'ouverture a conduit au maintien d'un niveau de chômage élevé et variant selon les sources de 13 % à 20 %. Pourtant, le chômage ne touche pas que les populations les plus vulnérables : le taux de chômage des diplômés de l'enseignement supérieur est ainsi en augmentation depuis plusieurs années. Alors qu'il était de 4 % en 1997 et de 0,7 % en 1984, il atteint 20 % contre une moyenne nationale de 14 %, voire près de 60 % dans certaines filières selon une enquête de la Banque mondiale. En 1959, le pays prend ses premiers contacts avec la Communauté économique européenne. En juillet 1966, le président Bourguiba effectue une tournée en Europe et aboutit au lancement de négociations qui conduisent à la signature d'un premier accord commercial le 28 juillet 1969 à Tunis.
À partir des années 1970, positionnée sur des secteurs où sa compétitivité s'est érodée, tels que le textile, la Tunisie se lance dans le moins-disant social pour maintenir ses positions, en pratiquant un régime d'incitations fiscales dont des investisseurs ont su tirer profit en accroissant la précarité de leurs salariés. Le tourisme entame également une course au rabais, au détriment de la qualité. Sous la présidence de Zine el-Abidine Ben Ali, les banques publiques ont pour consigne de ne pas exiger le remboursement de leurs créances afin de maintenir à flot ce secteur et de préserver les intérêts des clans proches du pouvoir, propriétaires des hôtels. La libéralisation de l'économie est engagée dans les années 1980. souvent en faveur des réseaux proches du gouvernement : « Les privatisations ont été un lieu unique de prédation des « clans », mais aussi de distribution d'avantages et de rentes pour la bourgeoisie traditionnelle », souligne le Réseau euro-méditerranéen des droits de l'homme en 2011,.
Un accord d'association est finalement signé avec l'Union européenne le 17 juillet 1995 et entre en vigueur le 1er mars 1998 pour engendrer dès 1996 le démantèlement progressif des barrières douanières jusqu'au 1er janvier 2008.

### Agriculture

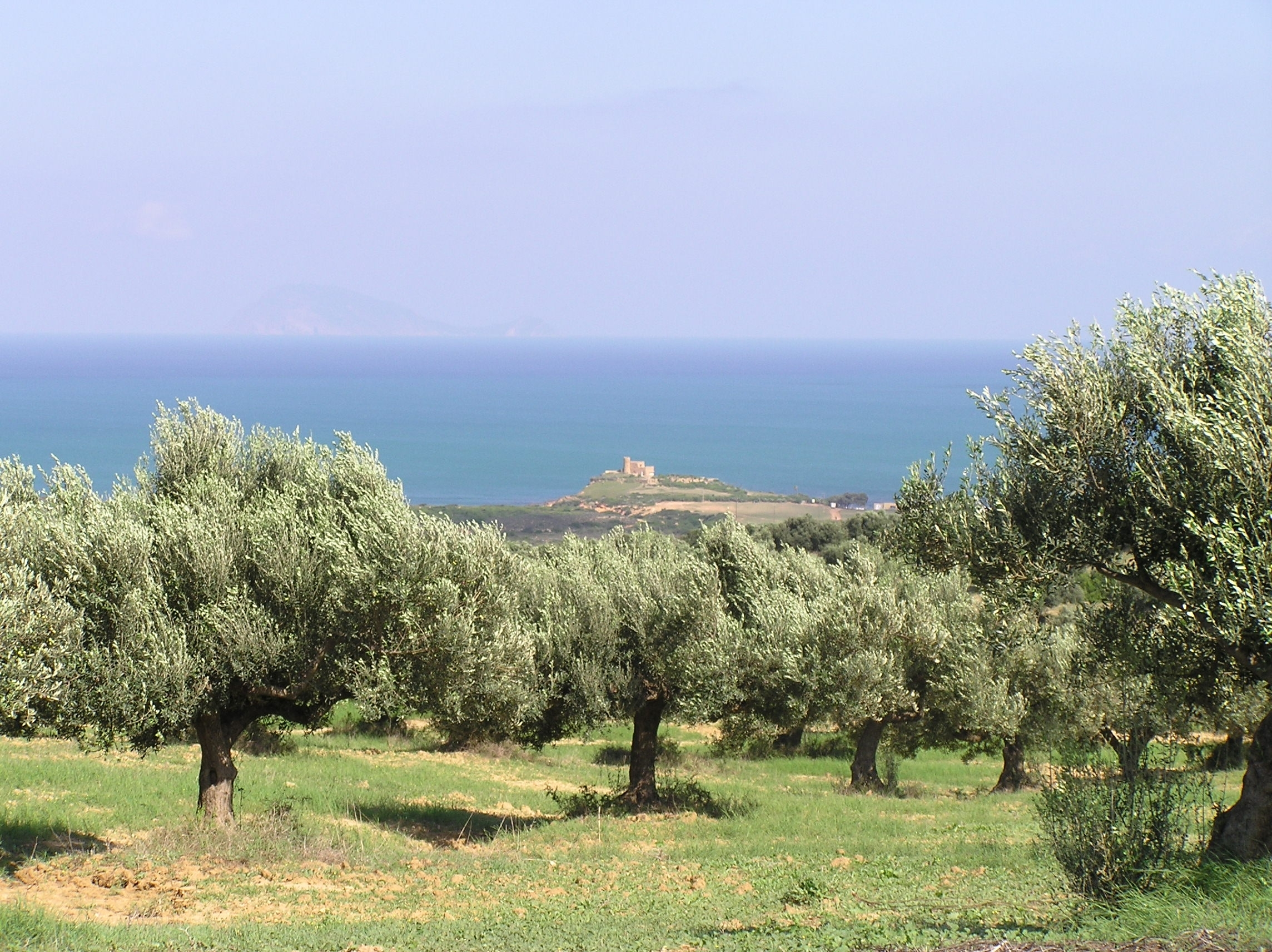
Champ d'oliviers dans la région du cap Bon.

Depuis l'indépendance de la Tunisie, l'agriculture a enregistré des taux de croissance importants et a permis au pays d'atteindre un niveau de sécurité alimentaire suffisant. En dépit du développement des autres secteurs de l'économie nationale, l'agriculture conserve une importance sociale et économique : elle assure environ 12,3 % du PIB et emploie 16,3 % de la main-d'œuvre en 2006. Les principales productions agricoles sont les céréales (blé et orge), les olives (2e producteur et 3e exportateur mondial d'huile d'olive depuis 2007), les dattes, les agrumes et les produits de la mer.
Si la gestion de l'agriculture appartient encore à des établissements publics, tels l'Office des céréales ou l'Office national de l'huile, le secteur agricole est de plus en plus pris en charge par des groupes privés souvent présents dans l'industrie agroalimentaire tel le groupe Poulina, le premier groupe privé du pays.

### Industrie
En matière industrielle, la Tunisie est le premier exportateur d'Afrique en valeur absolue : elle est ainsi passée devant l'Afrique du Sud en 1999. Les secteurs du textile et de l'agroalimentaire représentent 50 % de la production et 60 % de l'emploi de l'industrie manufacturière. Mais, après avoir cru à un rythme annuel de 2,1 % (entre 2000 et 2005), l'industrie tunisienne fait aujourd'hui face à la concurrence étrangère. Toutefois, les exportations de produits mécaniques et électriques se sont multipliées par cinq entre 1995 et 2005. Quatrième fournisseur de l'Union européenne en produits textiles, elle était jusqu'en 2002 le premier fournisseur de la France avant d'être surclassée par la Chine en 2003.

### Services

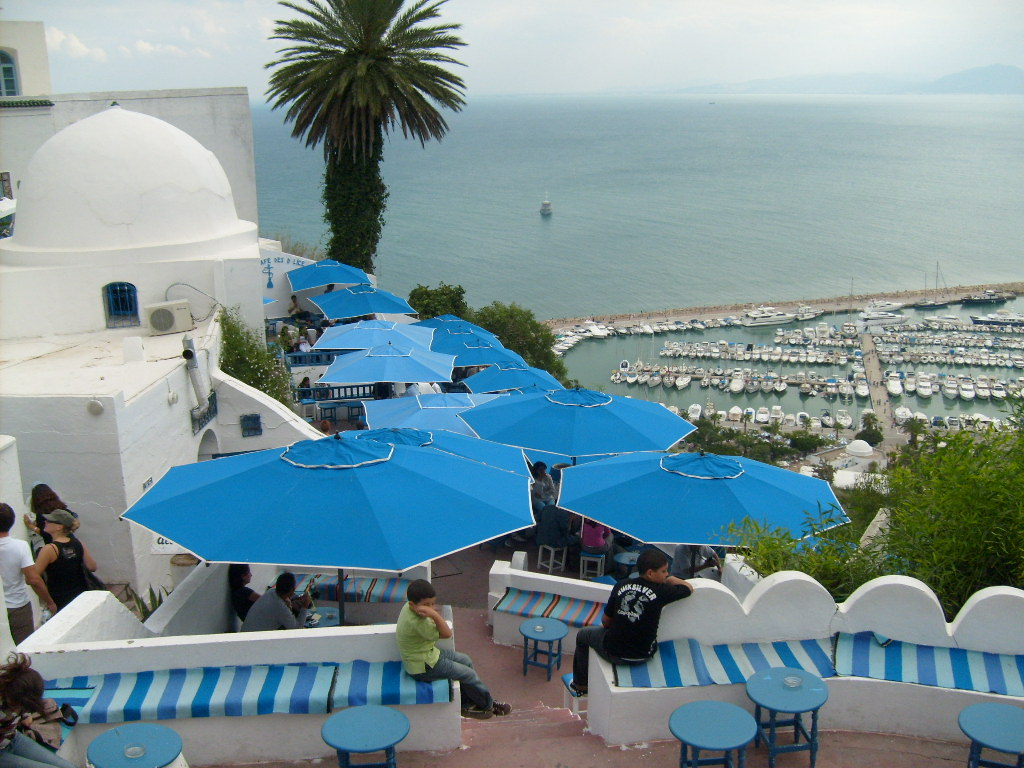
Café Sidi Chabâane de Sidi Bou Saïd.

Dans le secteur des services, le développement du tourisme remonte aux années 1960 grâce à l'action conjuguée de l'État et de groupes privés. Le secteur touristique représente 6,5 % du PIB et fournit 340 000 emplois dont 85 000 emplois directs, soit 11,5 % de la population active occupée avec une forte part d'emploi saisonnier. Outre le tourisme balnéaire majoritaire, le tourisme saharien (Douz et Tozeur attirant chaque année plus de 250 000 touristes durant toute l'année) est en fort développement. Plus récemment, le tourisme vert, la thalassothérapie et le tourisme médical sont apparus et croissent très rapidement. En janvier 2024, le gouvernement manifeste le souhait de promouvoir l'investissement dans le tourisme durable, alors bénéficiant d'un regain de popularité chez les visiteurs.
Dès le début du millénaire, le WWF exhorte les professionnels du tourisme réunis à Berlin à développer dans les pays de la Méditerranée un tourisme durable, en estimant qu'au cours des vingt prochaines années, un groupe de pays méditerranéens comme le Maroc, la Tunisie, la Grèce, la Turquie et la Croatie subiraient une montée du tourisme étranger, totalisant environ 350 millions de visiteurs par an. Il appelle alors l'industrie du tourisme à adopter et encourager des pratiques plus responsables afin de renverser la vapeur en défendant des programmes de développement écologiques.
Le secteur du commerce et de la distribution, qui emploie plus de 500 000 personnes et participe à 10,7 % du PIB national, se divise en deux catégories. Ainsi, le secteur se caractérise encore par la prédominance du commerce traditionnel avec 88 % (2006) du chiffre d'affaires, l'essentiel des transactions commerciales étant réalisé par de petits commerçants. La distribution moderne, qui compte pour 12 % du chiffre d'affaires global et regroupe des enseignes nationales et internationales, n'est apparue que lorsque le marché s'est libéralisé en 1999.

### Infrastructures

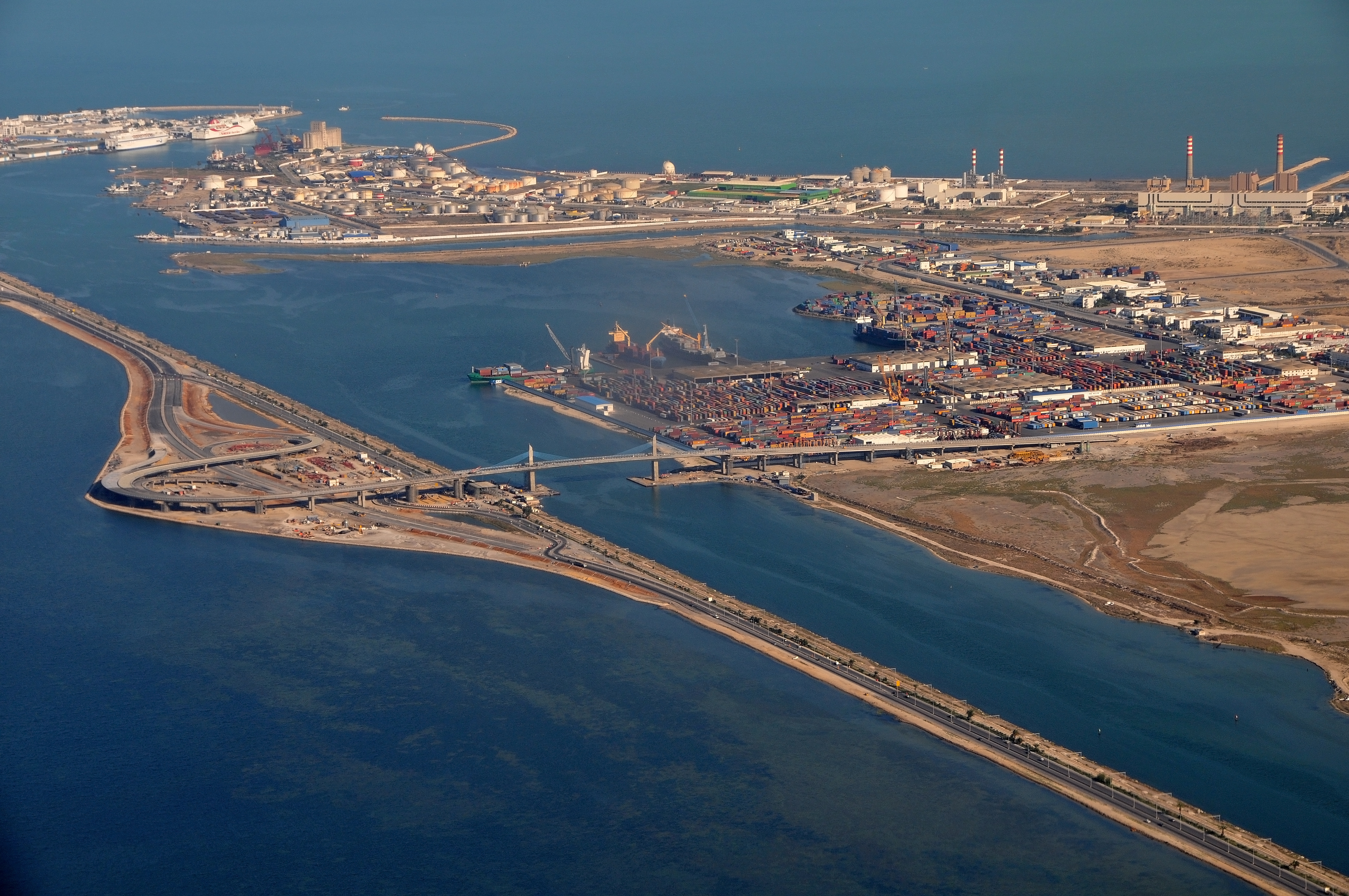
Vue aérienne du port de Radès.

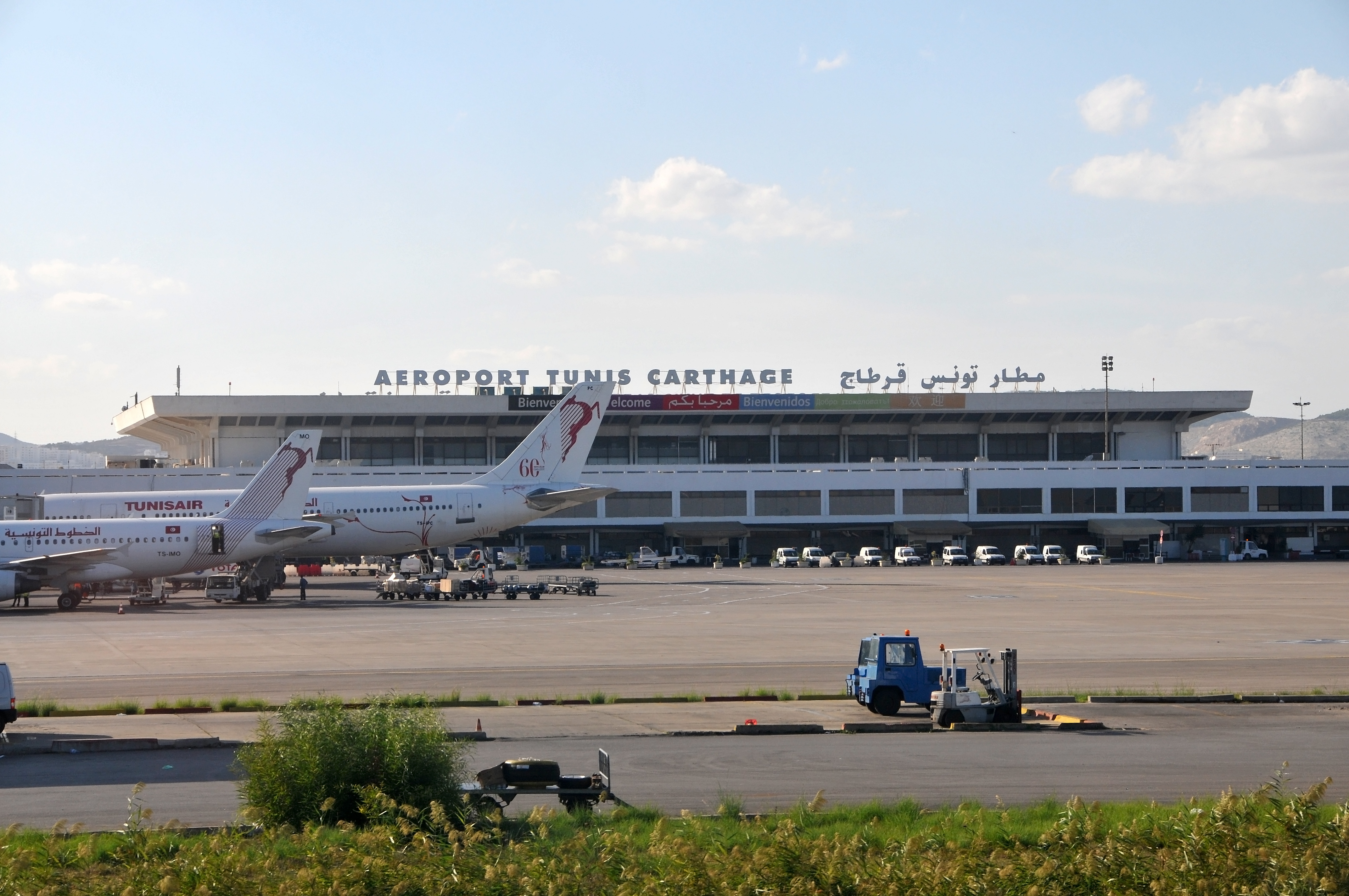
Terminal de l'aéroport de Tunis.

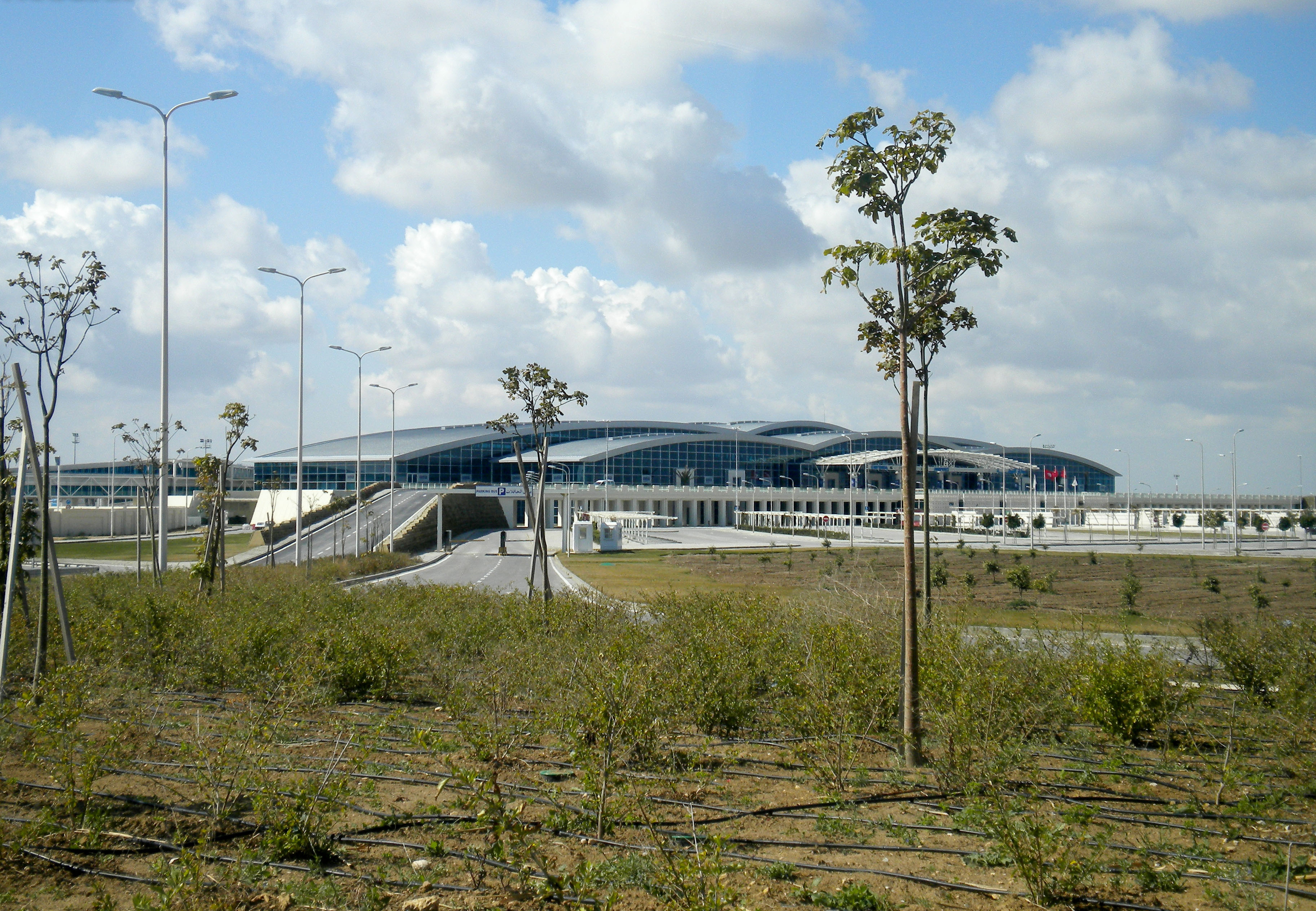
Terminal de l'aéroport d'Enfidha.

En matière de transport, la Tunisie compte aujourd'hui sept ports de commerce (Radès, Sfax, Bizerte, Gabès, Sousse, Zarzis et La Goulette) tandis qu'un port en eaux profondes va être réalisé à Enfida. Placés sous la gestion de l'Office de la marine marchande et des ports, ils assurent à eux seuls 96 % du commerce extérieur tunisien. Avec ses 550 000 passagers et ses 415 000 croisiéristes enregistrés en 2004, le port de La Goulette est l'une des destinations les plus appréciées dans l'ouest du bassin méditerranéen. La Compagnie tunisienne de navigation, société publique, est le principal armateur du pays et assure des lignes régulières reliant les deux rives de la mer Méditerranée (vers Marseille, Gênes, Livourne et Barcelone).
Le pays compte également 32 aéroports dont huit aéroports internationaux (Tunis-Carthage, Monastir-Habib Bourguiba, Djerba-Zarzis, Enfidha-Hammamet, Tozeur-Nefta, Sfax-Thyna, Tabarka-Aïn Draham et Gafsa-Ksar). En 2005, 39,2 % du trafic s'effectue par l'aéroport international de Tunis-Carthage.
Le transport ferroviaire assure plus du tiers des déplacements nationaux à travers un réseau national de 2 167 km de voies ferrées. Le réseau est exploité par la Société nationale des chemins de fer tunisiens (SNCFT) ainsi que par la Société des transports de Tunis spécialisée dans le transport urbain dans la région de Tunis.
Le réseau routier s'étend pour sa part sur 19 300 km dont 12 655 km de routes goudronnées ainsi que de trois autoroutes reliant Tunis à Sfax au sud, Bizerte au nord et Oued Zarga à l'ouest. Au sein de ce réseau, la |vitesse est limitée à 50 km/h en agglomération (relevée à 70 km/h sur les voies urbaines à séparateur central), 90 km/h sur route hors agglomération et 110 km/h sur autoroute. Le secteur du transport routier domine les transports terrestres de voyageurs et de marchandises. Il est néanmoins contrôlé par les sociétés étrangères à cause du petit nombre d'entreprises tunisiennes.
Les infrastructures de télécommunications sont largement développées : le réseau téléphonique compte 1 863 140 abonnements fixes et 16 400 000 abonnements mobiles en 2023 ; 72 % de la population utilise Internet. L'opérateur public, Tunisie Télécom, domine le marché de la téléphonie fixe avec 69,5 % des abonnements en décembre 2024 contre 16,8 % pour Ooredoo et 13,7 % pour Orange Tunisie alors que Ooredoo domine le marché de la téléphonie mobile avec 42,8 % des abonnements contre 30,4 % pour Tunisie Télécom et 26,6 % pour Orange Tunisie.
L'Agence tunisienne d'Internet gère le réseau Web sur le plan national qui compte douze fournisseurs d'accès (sept publics et cinq privés). Par ailleurs, 281 publinets (accès publics à Internet) sont répartis sur l'ensemble du territoire.

### Énergie
Les ressources naturelles de la Tunisie sont modestes si on les compare à celles de ses voisines : l'Algérie et la Libye. Le secteur de l'industrie est le premier consommateur d'énergie, avec une part de 36 % de la consommation globale, suivi par le secteur du transport avec 30 % de la consommation totale.

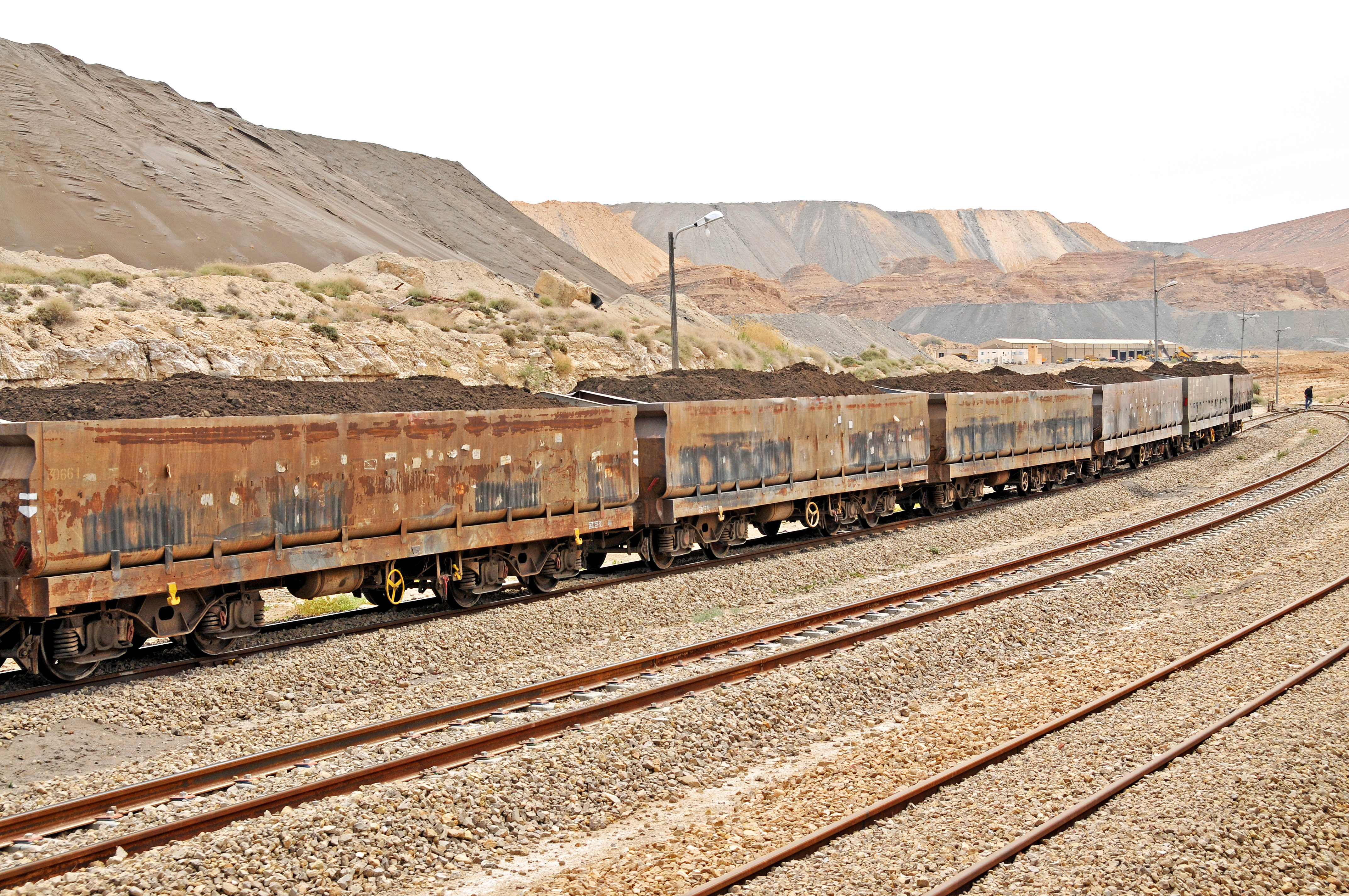
Train de phosphates près de Métlaoui.

Le phosphate est extrait par la Compagnie des phosphates de Gafsa dans plusieurs gisements situés dans le centre du pays et en particulier dans la région de Gafsa. 15 % du phosphate produit sont vendus à l'état brut et 85 % sont transformés par le Groupe chimique tunisien. En 1999, la Tunisie était le cinquième producteur mondial de phosphate avec 5,5 % du total mondial.
Selon les estimations, la Tunisie possède des réserves prouvées de pétrole brut estimées à 425 millions de barils en janvier 2015. La majorité est située dans le golfe de Gabès et le bassin de Ghadamès dans le sud du pays. Le pays produit près de 55 000 barils de pétrole brut par jour en 2015, dont la majorité provient de seulement six concessions (Adam, Ashtart, Didon, El Borma, Miskar et Oued Zar) ne parvient pas à couvrir la demande locale, qui se monte à 86 000 barils par jour en 2013. Le secteur est dominé par une société publique, l'Entreprise tunisienne d'activités pétrolières dont la mission est de gérer les activités d'exploration et de production de pétrole mais aussi de gaz naturel pour le compte du gouvernement.

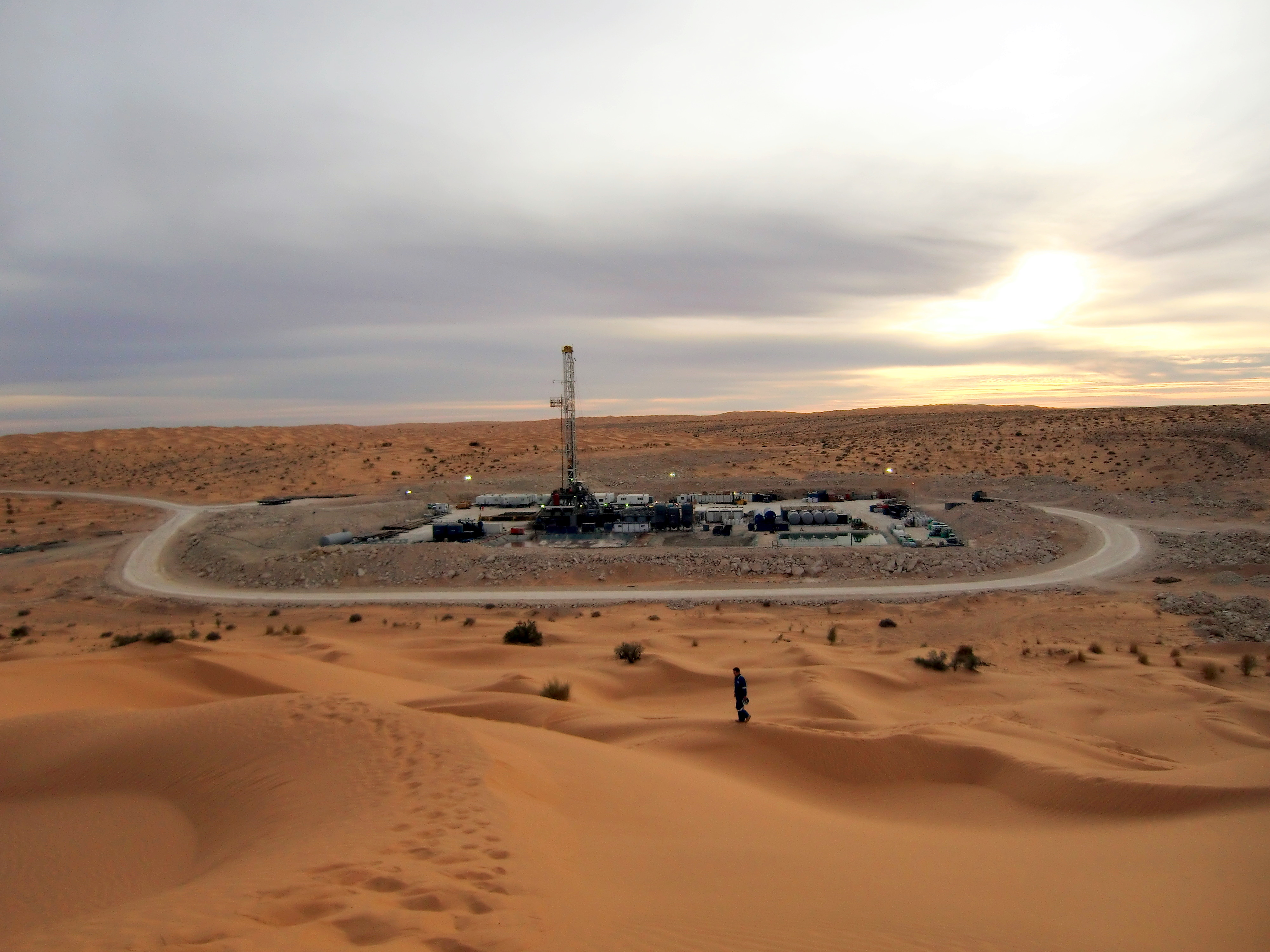
Puits Fella-1 du champ gazier de Nawara.

Face aux limites de sa production pétrolière, le pays se tourne de plus en plus vers le gaz naturel pour couvrir sa demande en énergie. Le pays dispose de réserves prouvées de 65,13 milliards de pieds cubes en 2014 dont deux-tiers sont offshore. En 2013, le pays produit 1,879 milliard de pieds cubes tout en consommant 4,079 milliards de pieds cubes durant la même année. 60 % de la production provient des gisements exploités par British Gas, le plus important investisseur énergétique en Tunisie, à Miskar et Hasdrubal. Les entreprises tunisiennes constituent 19 % du marché de l'exploration et de la production du pays. L'ETAP gère les réserves nationales et agit en tant que partenaire principal dans presque toutes les activités d'exploration et de production car elle détient 51 % de toutes les concessions. Mais ce sont les entreprises américaines qui dominent avec 38 % du marché, suivi par les entreprises européennes avec 19 %, canadiennes avec 12 % et asiatiques avec 10 %.
La grande majorité de l'électricité du pays, gérée par la Société tunisienne de l'électricité et du gaz, est produite à base d'énergies fossiles (95,9 % de la capacité totale), le résidu étant produit à partir d'énergie hydroélectrique et éolienne. Le pays dispose en 2012 d'une capacité totale de 16,9 milliards de kWh alors que la consommation atteint 13,31 milliards de kWh. Dans le même temps, le gouvernement cherche à développer les énergies renouvelables.

## Démographie
La démographie de la Tunisie se caractérise par l'homogénéité de la population en matière de composantes culturelles ou religieuses. Ainsi, sur un fond phénicien et bien que le pays ait été influencé par diverses cultures et civilisations au cours de son histoire, ce sont les Arabes qui marquent le plus l'identité tunisienne : l'écrasante majorité des Tunisiens sont arabophones et musulmans.
Beaucoup de musulmans et de juifs arrivent d'Andalousie à la fin du XVe siècle. Les premiers Arabes orientaux, venus à partir du VIIe siècle avec les conquêtes musulmanes, contribuent à l'islamisation de la majeure partie de l'Ifriqiya. À cette occasion se créent quelques villes nouvelles dont Kairouan et Mahdia. C'est à partir du XIe siècle, avec l'arrivée des tribus hilaliennes chassées d'Égypte, que l'arabisation linguistique et culturelle devient déterminante.
Certains groupes, descendants des Berbères, ont cependant su conserver leur langue et leurs coutumes, souvent en raison de leur enclavement géographique. En effet, de nos jours, ils habitent souvent les régions de montagnes (Matmata, Tataouine, Gafsa ou Sbeïtla). Toutefois, les berbérophones, qui représentent un important pourcentage au Maroc et en Algérie, restent peu nombreux en Tunisie.
On considère que la quasi-totalité des Tunisiens est de confession musulmane sunnite, principalement de rite malikite, bien qu'il n'existe aucun recensement couvrant l'intégralité du territoire. De la forte population juive qui a existé durant deux mille ans, il n'en reste plus qu'une infime partie, vivant principalement dans la région de Tunis et à Djerba, car la majorité des Juifs tunisiens ont émigré vers Israël ou la France. Il existe également une petite population chrétienne. Les quelques tribus nomades, minoritaires, sont pour la plupart intégrées et sédentarisées.
La Tunisie a dépassé le cap des dix millions d'habitants en 2005, ce qui correspond à un triplement de sa population depuis 1956 (3 448 000 habitants) et à un doublement depuis le début des années 1970. Néanmoins, la croissance démographique ralentit, le pays accélérant sa transition démographique dans les années 1990. Ainsi la Tunisie possède la population la plus âgée d'Afrique. En 2012, l'indice de fécondité est estimé à 2,2 enfants par femme.
La Tunisie est aussi un pays qui connaît un taux important d'émigration : le nombre de Tunisiens résidant à l'étranger est évalué en 2012 à 1 223 213 personnes, dont 84,5 % résident en Europe. La Tunisie est par ailleurs l'un des principaux points de départ des migrants préparant la traversée de la Méditerranée pour rejoindre l'Europe. Selon le ministre de l'Intérieur, près de 23 000 migrants irréguliers sont présents dans le pays en 2024.
| Année | Population (en millions) | Homme (%) | Femme (%) | 0-4 ans (%) | 5-14 ans (%) | 15-59 ans (%) | 60 ans et plus (%) | Milieu communal (%) | Milieu non communal (%) |
| ----- | ------------------------ | --------- | --------- | ----------- | ------------ | ------------- | ------------------ | ------------------- | ----------------------- |
| 1966  | 4,533                    | 51        | 49        | 18,6        | 27,9         | 48            | 5,5                | 40,1                | 59,9                    |
| 1975  | 5,588                    | 50,8      | 49,2      | 16          | 27,8         | 50,4          | 5,8                | 47,5                | 52,5                    |
| 1984  | 6,966                    | 50,9      | 49,1      | 14,6        | 25,1         | 53,6          | 6,7                | 52,8                | 47,2                    |
| 1994  | 8,785                    | 50,6      | 49,4      | 11          | 23,8         | 56,9          | 8,3                | 61                  | 39                      |
| 2004  | 9,911                    | 50,1      | 49,9      | 8,1         | 18,6         | 64            | 9,3                | 64,9                | 35,1                    |
| 2014  | 10,983                   | 49,8      | 50,2      | 9,2         | 15,1         | 64,3          | 11,4               | 67,7                | 32,3                    |

## Culture
La culture de la Tunisie se diversifie par un héritage historique multimillénaire et une position géographique en plein centre du bassin méditerranéen, berceau des civilisations les plus prestigieuses et des principales religions monothéistes. La Tunisie a en effet été un carrefour de civilisations et sa culture reflète les traces des cultures libyque, punique, latine, arabe, musulmane, ottomane, et européenne, ainsi que l'influence des dynasties successives qui ont régné sur le pays.

### Religion

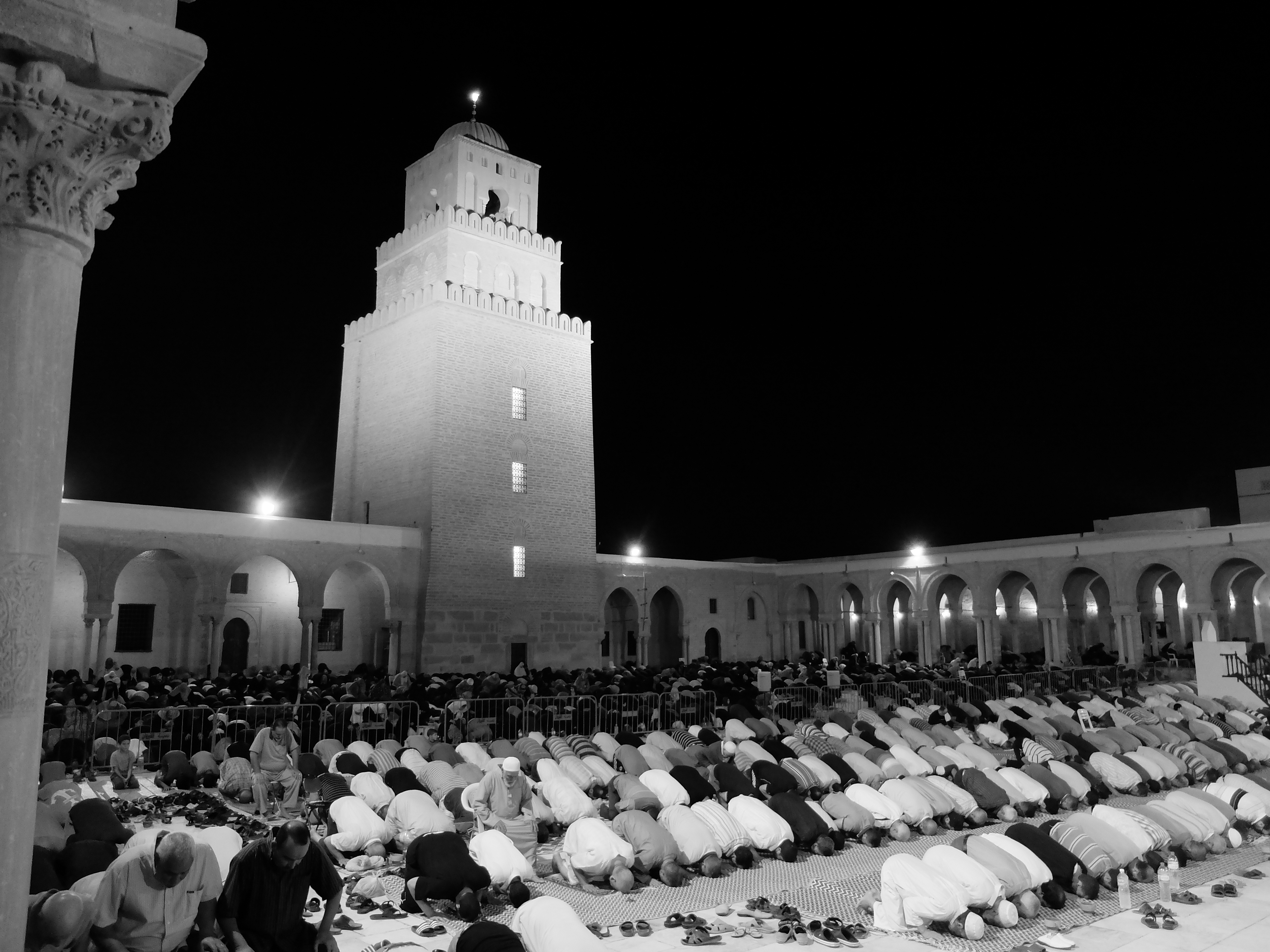
Prière nocturne à la grande mosquée de Kairouan.

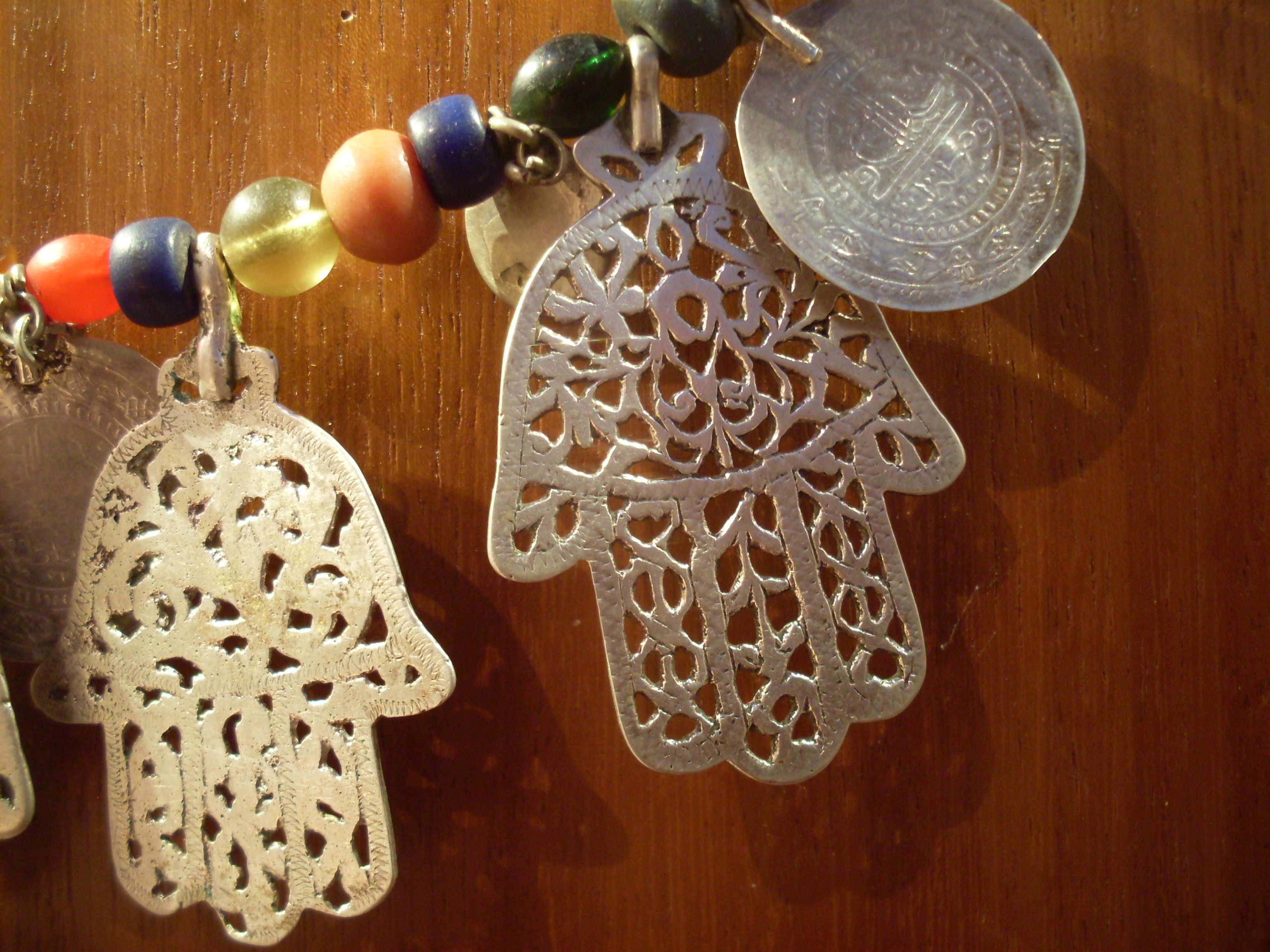
Khamsas au musée du patrimoine traditionnel de Djerba.

L'islam est la religion principale et officielle de la Tunisie. La grande majorité des musulmans tunisiens sont sunnites de rite malikite, le reste étant hanafite ou ibadites. Les Tunisiens conservent paradoxalement quelques croyances comme le mauvais œil. Par ailleurs, le soufisme tient une grande place dans le pays qui est parsemé de constructions blanches que sont les zaouïas. Ce sont les tombeaux de saints qui sont censés posséder un privilège dans l'au-delà qui leur permet d'être un lien entre l'homme et Dieu. De nos jours, certains Tunisiens continuent à les fréquenter et à leur demander des faveurs.
Les fêtes religieuses musulmanes (Aïd al-Adha, Aïd el-Fitr, Mouled, etc.) sont considérées comme des jours fériés mais le vendredi n'est pas chômé comme en Algérie.

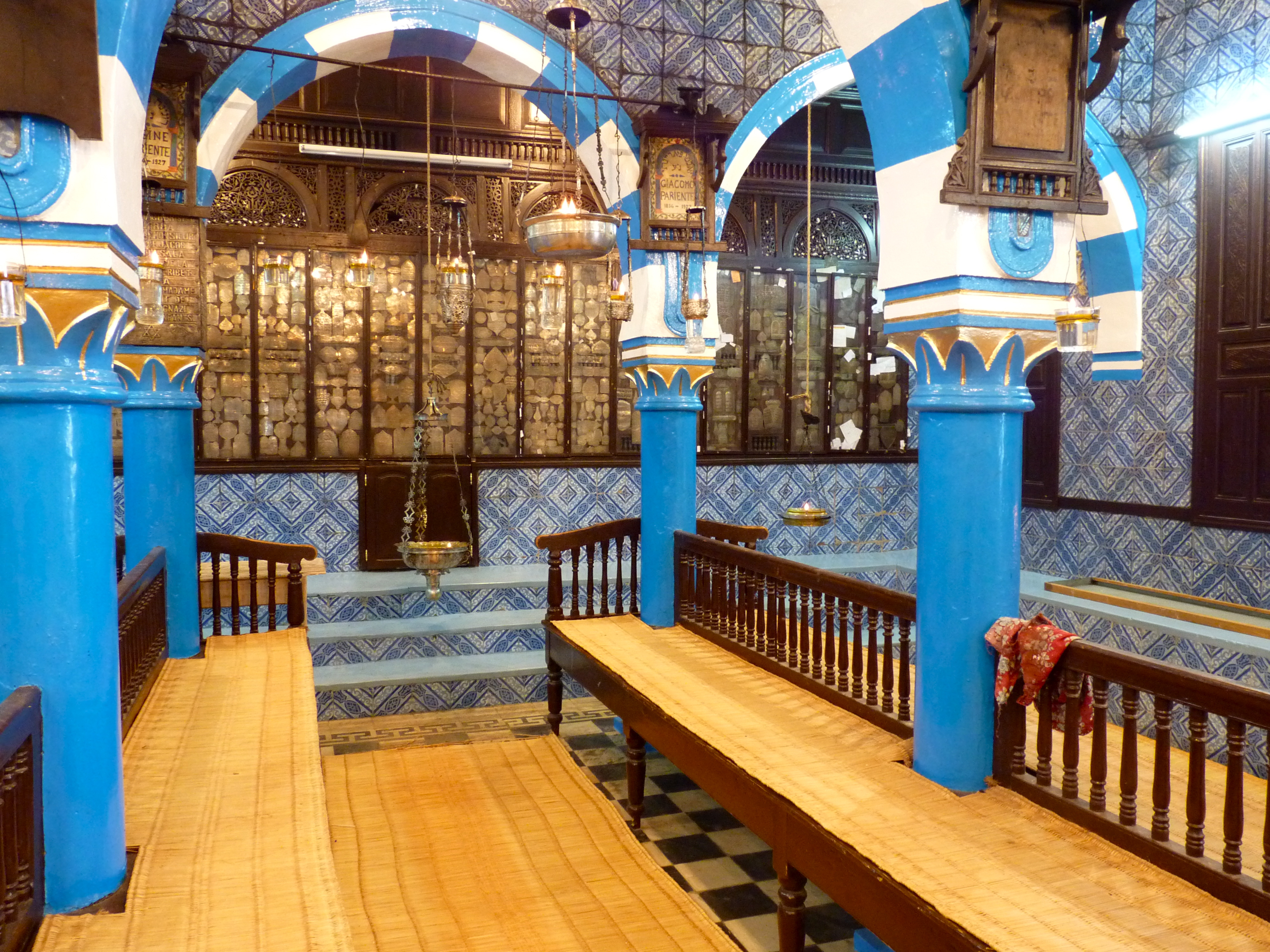
Intérieur de la synagogue de la Ghriba (Djerba).

Le christianisme et le judaïsme sont devenus très minoritaires en Tunisie mais le pays se caractérise par sa tolérance et son ouverture aux autres cultures qui ont fait son identité, notamment sur l'île de Djerba,. La synagogue de la Ghriba est l'une des plus anciennes synagogues au monde et la plus ancienne utilisée sans interruption. Beaucoup de Juifs d'origine tunisienne la considèrent comme un lieu de pèlerinage. Chaque année, des célébrations sont organisées à raison de son ancienneté et la légende selon laquelle elle aurait été construite en utilisant des pierres du temple de Salomon.
La Constitution de 1959 prévoit ainsi l'exercice libre de la foi tant qu'elle ne porte pas atteinte à l'ordre public. Les gouvernements des présidents Bourguiba et Ben Ali respectent généralement ce droit mais ne permettent pas l'établissement de partis politiques basés sur la religion, interdisent le prosélytisme non-musulman, la polygamie et limitent le port du hidjab, notamment dans les administrations et les écoles publiques. Les minorités religieuses connaissent néanmoins deux discriminations : le président de la République tunisienne ne peut être d'une autre confession que celle musulmane (article 40 de la Constitution) et le prosélytisme non-musulman est interdit car il est considéré comme une atteinte à l'ordre public,.
La Constitution de 2014 exige de l'État qu'il garantisse la liberté de croyance et de conscience et le libre exercice du culte, protège le sacré, garantisse la neutralité des lieux de culte, diffuse les valeurs de modération et de tolérance, proscrive l'accusation d'apostasie et s'oppose à l'incitation à la haine et à la violence.

### Langues

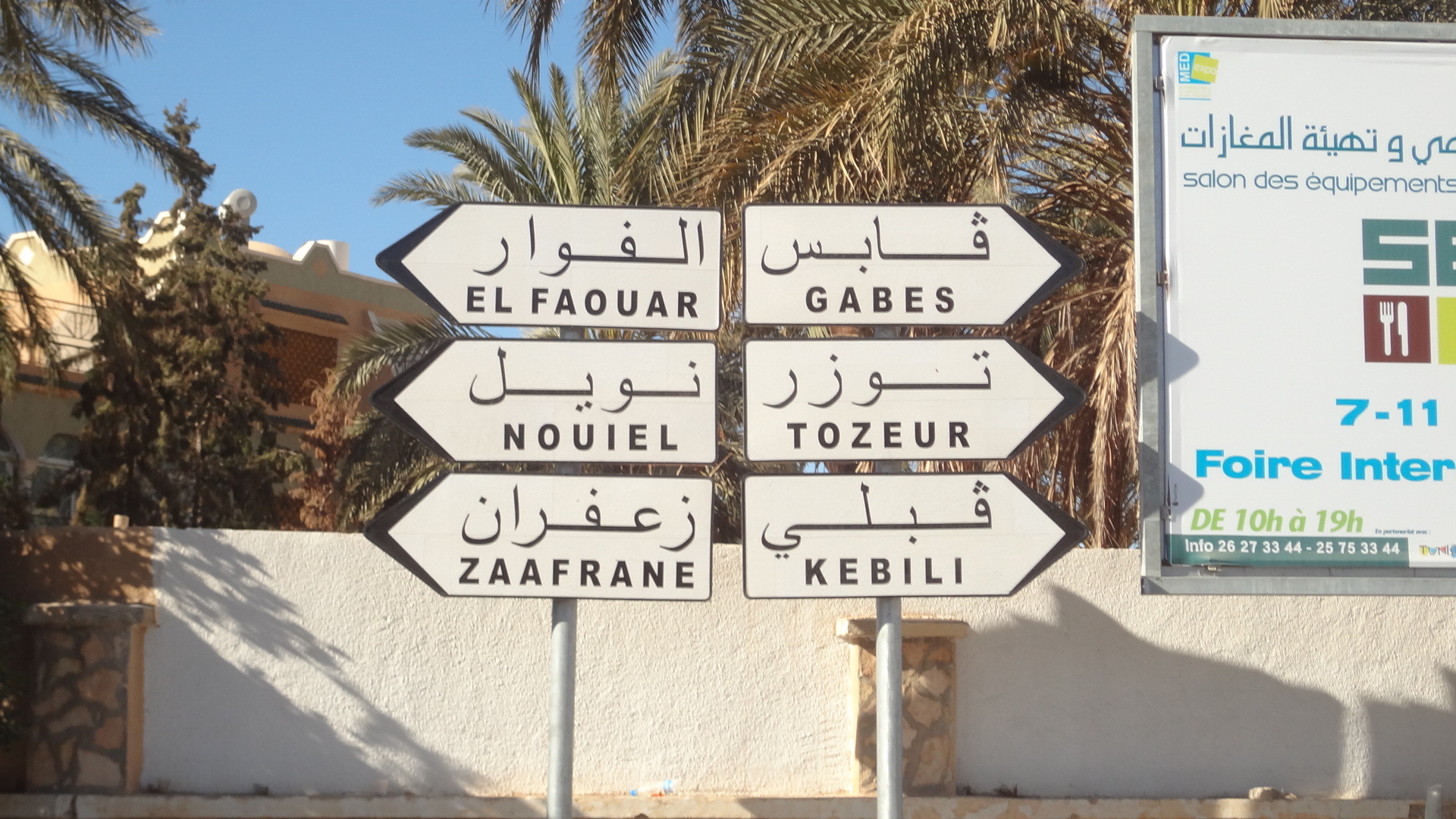
Signalisation routière en arabe et français.

La Tunisie est l'État du Maghreb le plus homogène sur le plan linguistique car la quasi-totalité de la population parle l'arabe tunisien et comprend l'arabe littéral, qui est la langue officielle du pays, ainsi que le français. L'arabe tunisien est considéré comme un dialecte dérivé de l'arabe classique — ou plus exactement un ensemble de dialectes — pour lesquels il n'existe aucun organisme officiel de normalisation et qui est surtout parlé dans le cadre d'un dialogue quotidien au sein de la famille. Selon des études linguistiques, il serait proche du maltais, qui n'est toutefois pas considéré comme un dialecte arabe pour des raisons sociolinguistiques. Le berbère est parlé par une minorité berbérophone, surtout dans le Sud du pays.
Durant le protectorat français de Tunisie, le français s'impose à travers les institutions nationales, particulièrement l'éducation, qui deviennent un fort vecteur de diffusion. À partir de l'indépendance, le pays s'arabise peu à peu, même si l'administration, la justice et l'enseignement restent longtemps bilingues. Le pays est membre de l'Organisation internationale de la francophonie depuis 1970. De plus, les gouvernorats de Béja, Gafsa, Médenine, Monastir, Sfax, Sousse et Tunis sont membres de l'Association internationale des régions francophones.
Les années 1990 marquent un tournant avec l'arabisation des cours de sciences jusqu'à la fin du collège, avec toutes les difficultés occasionnées par ce type de processus, afin de faciliter l'accès aux études supérieures et ce dans un contexte de réhabilitation du référent arabo-islamique dans l'espace public. En octobre 1999, les établissements commerciaux se voient contraints d'accorder deux fois plus de place aux caractères arabes qu'aux caractères latins. Dans le même temps, l'administration se voit contrainte de communiquer exclusivement en arabe mais seuls les ministères de la Défense et de la Justice et le Parlement sont totalement arabisés. Dans ce contexte, l'usage du français semble régresser malgré le nombre accru de diplômés du système d'enseignement, ce qui conduit au fait qu'une bonne pratique du français demeure un marqueur social important. Puisqu'elle reste largement pratiquée dans les milieux d'affaires, l'univers médical et le monde culturel, on peut même considérer qu'elle s'est embourgeoisée.
D'après les dernières estimations fournies par le gouvernement tunisien à l'Organisation internationale de la francophonie, le nombre de personnes ayant une certaine maîtrise du français est chiffré à 6,36 millions de personnes, soit 63,6 % de la population.

### Médias

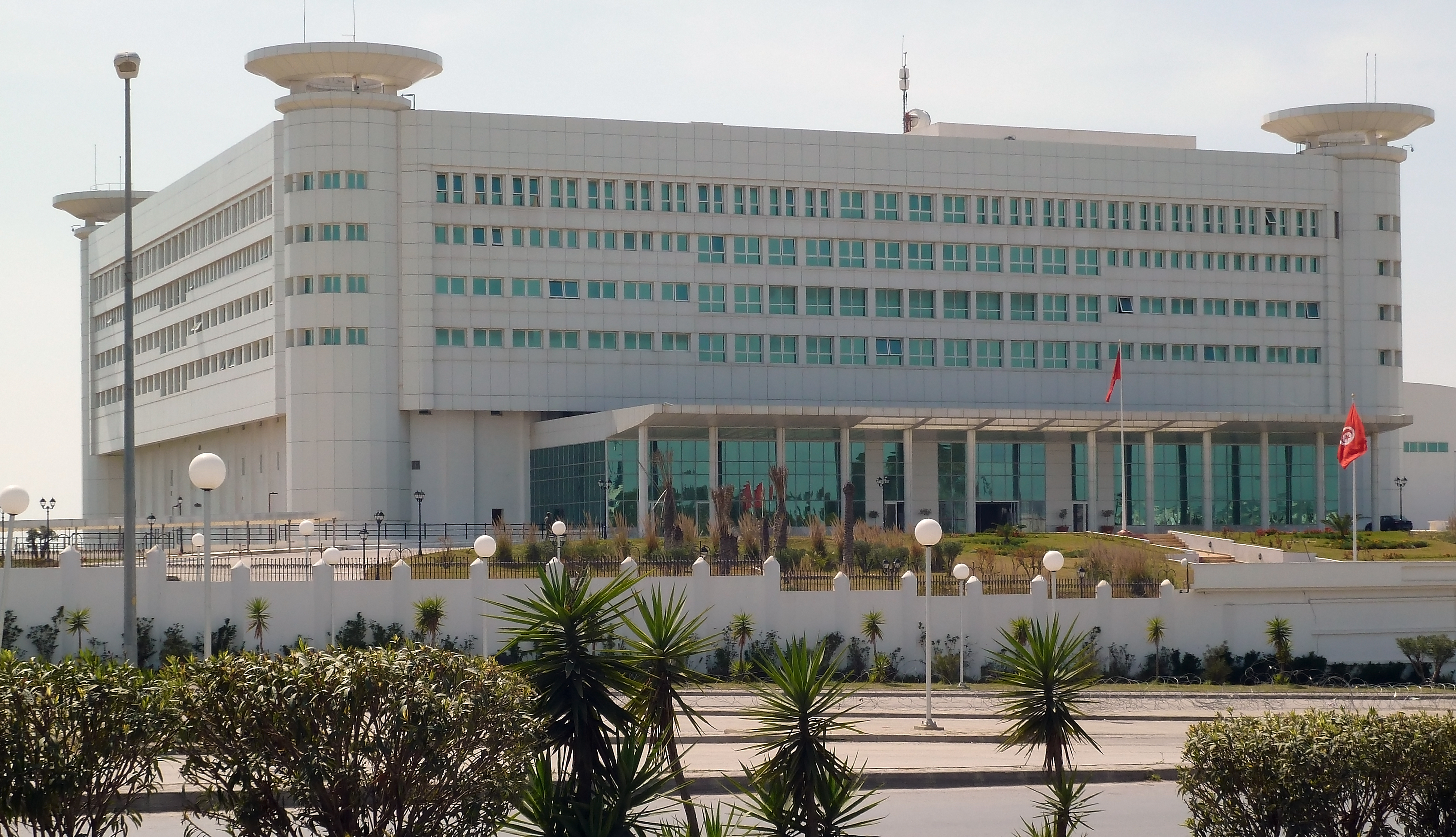
Siège de l'Établissement de la télévision tunisienne.

Le paysage audiovisuel tunisien se compose de deux chaînes de télévision publiques (Télévision tunisienne 1 et Télévision tunisienne 2) ainsi que de chaînes de télévision privées nées du processus d'ouverture au secteur privé initié en 2003 et dont le nombre est renforcé après la révolution de 2011 : Zitouna TV, Al Mutawasit TV, Al Janoubiya TV, Al Qalam TV, Hannibal TV, El Hiwar El Tounsi, Nessma, Tunisna TV, Attessia TV ou encore TWT.

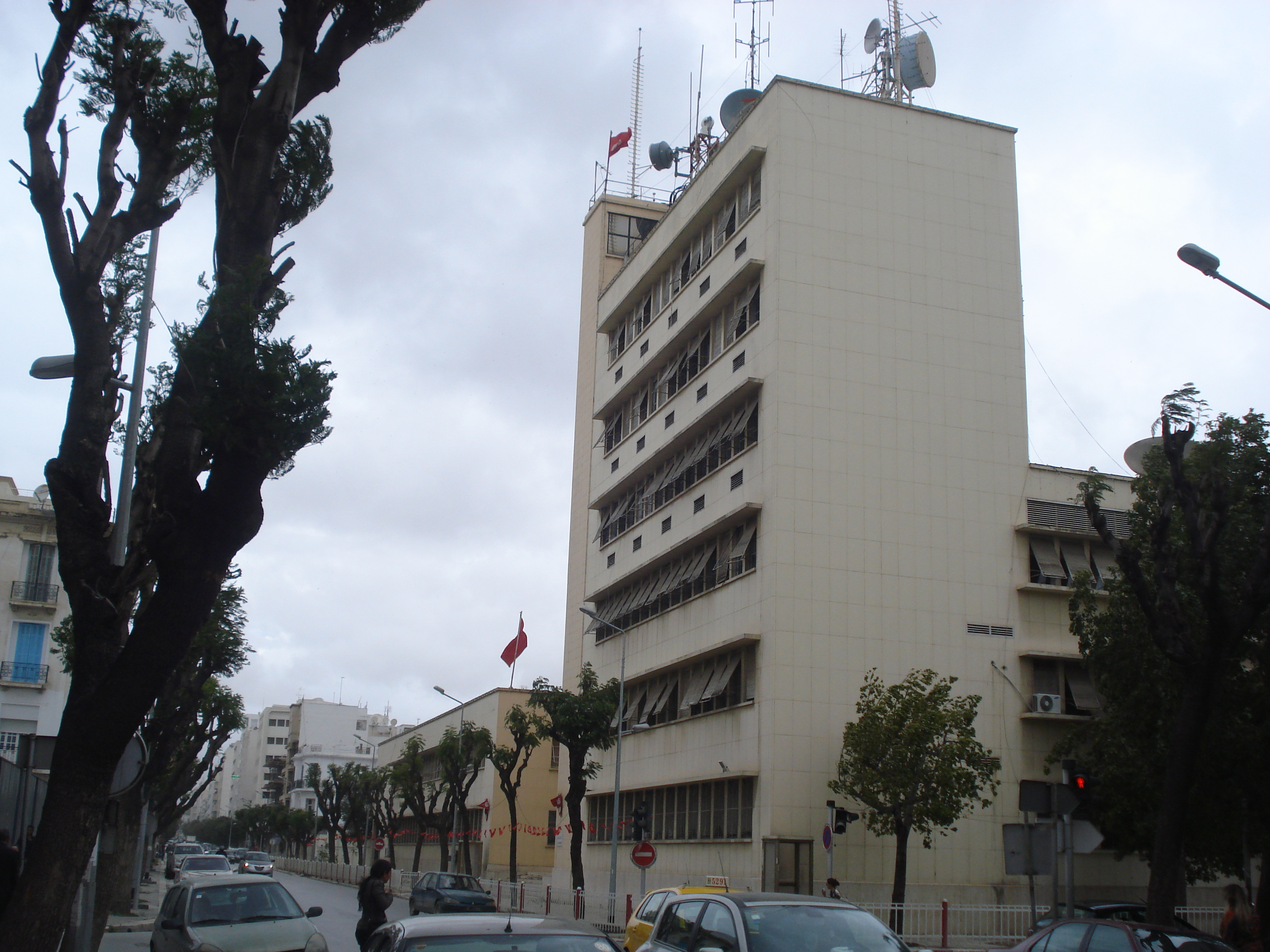
Siège de la radio tunisienne à Tunis.

Il existe également de nombreuses stations de radio publiques, qu'elles soient nationales (Radio Tunis, Radio Tunisie Culture, Radio Jeunes et RTCI) ou régionales (Radio Gafsa, Radio Le Kef, Radio Monastir, Radio Sfax et Radio Tataouine), de même que privées (Radio 6, Cap FM, Chaambi FM, Express FM, IFM, Jawhara FM, Radio Kalima, Radio Al Karama, Kif FM, Mosaïque FM, Oasis FM, Oxygène FM, Sabra FM, Shems FM, Sawt Al Manajem, Ulysse FM).
La presse écrite connaît, sous les régimes autoritaires des présidents Habib Bourguiba puis Zine el-Abidine Ben Ali, des périodes de libéralisation puis de censure. La révolution constitue un tournant, avec l'autorisation donnée à près de 200 nouveaux journaux et revues de paraître. Les partis politiques ont le droit de publier leurs propres journaux mais ceux des partis d'opposition n'ont longtemps eu qu'un tirage très limité.

### Éducation

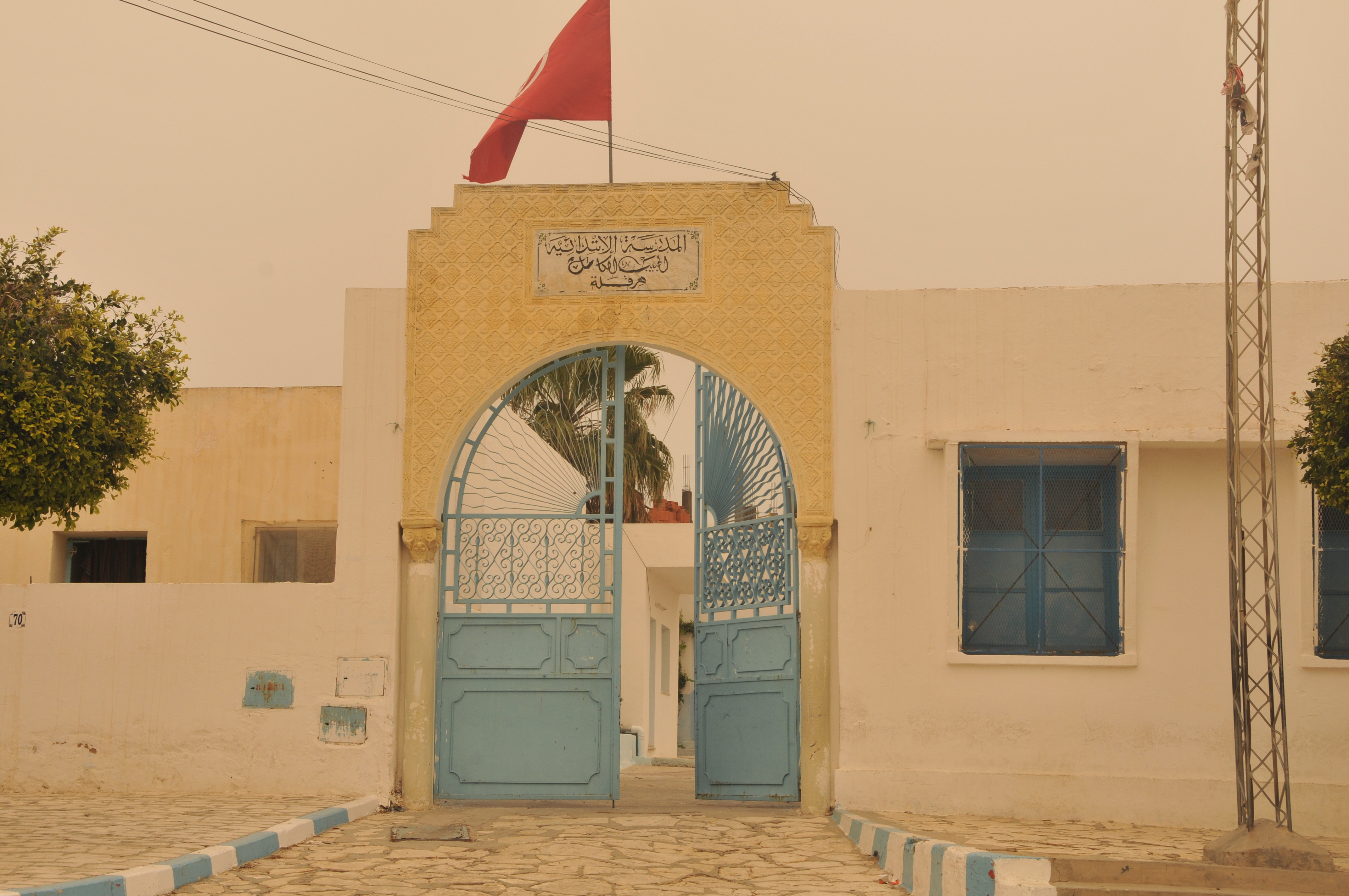
École primaire à Hergla.

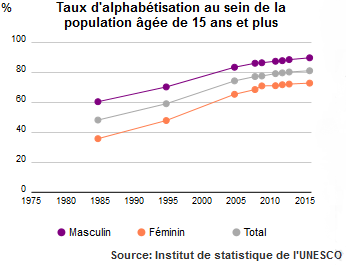
Taux d'alphabétisation des adultes (1985-2015) selon l'Institut de statistique de l'Unesco.

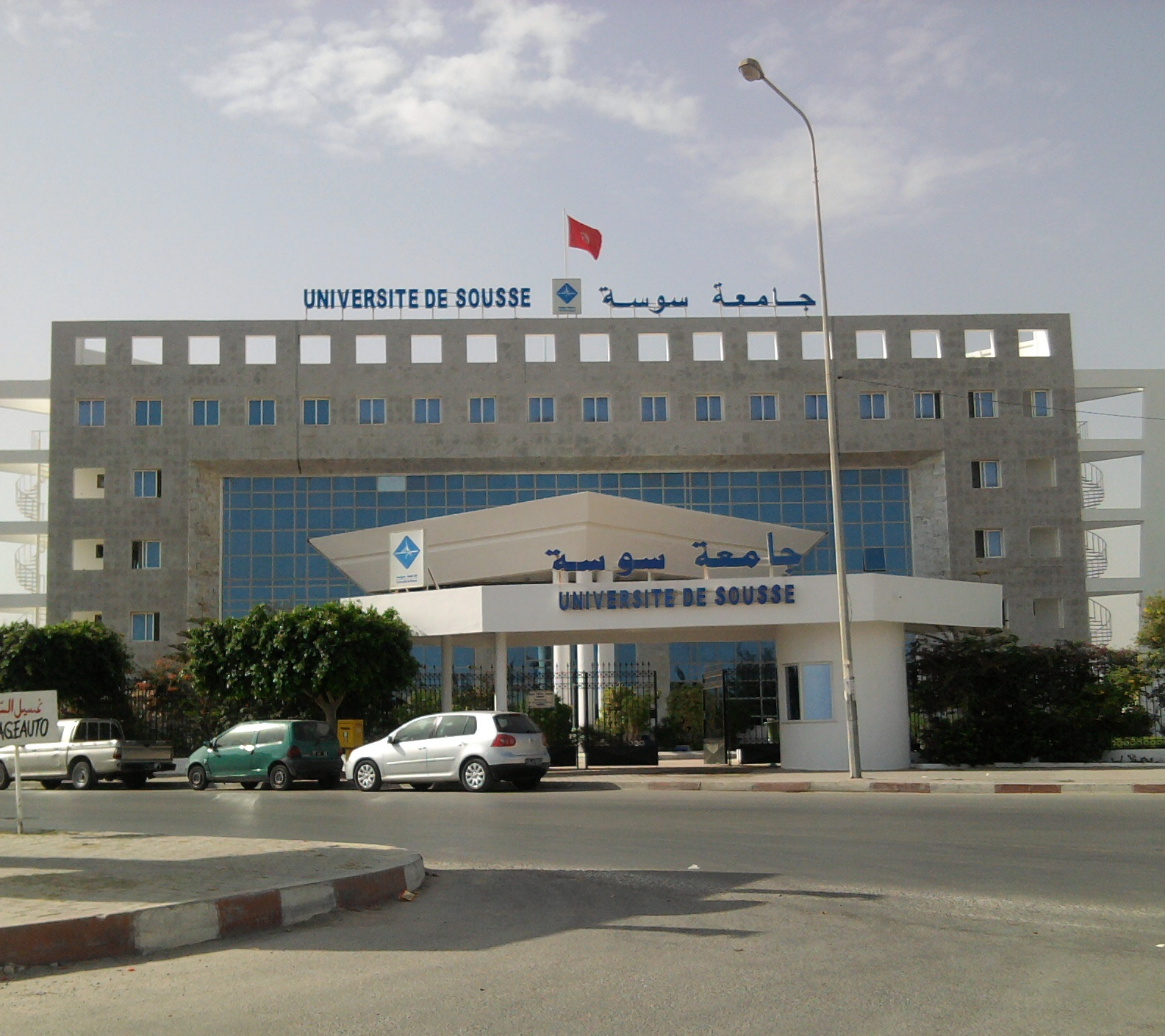
Université de Sousse.

L'éducation préscolaire non obligatoire, qui s'adresse aux enfants de trois à six ans, est dispensée dans les jardins d'enfants.
L'enseignement de base est obligatoire et gratuit, de six à seize ans, et se répartit sur deux cycles : le premier cycle, d'une durée de six ans, est dispensé à l'école primaire alors que le deuxième cycle, d'une durée de trois ans, se déroule au collège,.
Ce parcours est sanctionné par le diplôme de fin d'études de l'enseignement de base permettant aux diplômés d'accéder à l'enseignement secondaire (toujours gratuit) dispensé au lycée durant quatre ans à partir de la réforme de 1995. Il comprend un tronc commun d'une année (trois jusqu'en 1991) au terme duquel les élèves sont orientés vers un deuxième cycle de trois ans comprenant sept filières (lettres, mathématiques, sciences expérimentales, sciences techniques, sciences de l'informatique, économie-gestion et sport) et sanctionné par le baccalauréat permettant l'accès à l'enseignement supérieur. Celui-ci compte notamment 179 établissements rattachés aux treize universités — dont cinq à Tunis, une à Sousse, une à Sfax, une à Kairouan, une à Gabès, une à Gafsa, une à Monastir et une à Jendouba — mais aussi 24 instituts supérieurs des études technologiques (ISET).
La formation professionnelle est assurée par un ensemble d'opérateurs publics parmi lesquels figure l'Agence tunisienne de la formation professionnelle qui assure une tutelle pédagogique de l'ensemble des opérateurs publics et privés. Les diplômes délivrés après une formation initiale sont de trois niveaux : le certificat d'aptitude professionnelle (CAP) qui sanctionne un cycle de formation d'une durée minimale d'une année après l'enseignement de base, le brevet de technicien professionnel (BTP) qui sanctionne un cycle de formation d'une durée minimale d'une année après la fin du premier cycle de l'enseignement secondaire ou après l'obtention du CAP et le brevet de technicien supérieur qui sanctionne un cycle de formation d'une durée minimale de deux années après le baccalauréat ou après l'obtention du BTP.
Alors que 21 % du budget national est consacré en 2008 à l'éducation nationale, le nombre d'élèves inscrits dans les niveaux primaire et secondaire se monte à 2,1 millions en 2008 contre 2,4 millions en 2000 et 1,7 million en 1987 ; 370 000 étudiants sont inscrits dans le même temps dans l'enseignement supérieur, soit 27 % de la classe d'âge concernée. En 2005, le taux d'alphabétisation est de 76,2 % et le taux de scolarisation des enfants de 12 à 17 ans, égal pour les garçons et les filles, est de 66 %.
En 2015, le ministère de l'Éducation décide d'intégrer une solution numérique pour les élèves qui a pour but de perfectionner la qualité de l'apprentissage.

### Santé
En 2013, les dépenses de santé représentent 7,1 % du PIB du pays. En 2010, on compte 1,22 médecins pour 1 000 habitants.
L'espérance de vie à la naissance est de 75,9 ans en 2015, soit respectivement 73,8 ans pour les hommes et 78,1 ans pour les femmes. La mortalité infantile est de 22,35 morts pour 1 000 naissances en 2015.
En 2020, en raison de la pandémie de Covid-19, l'inquiétude s'étend au corps médical. En 2021, la Tunisie franchit le seuil des 10 000 décès, le deuxième en Afrique avec un taux de mortalité élevé.

### Arts

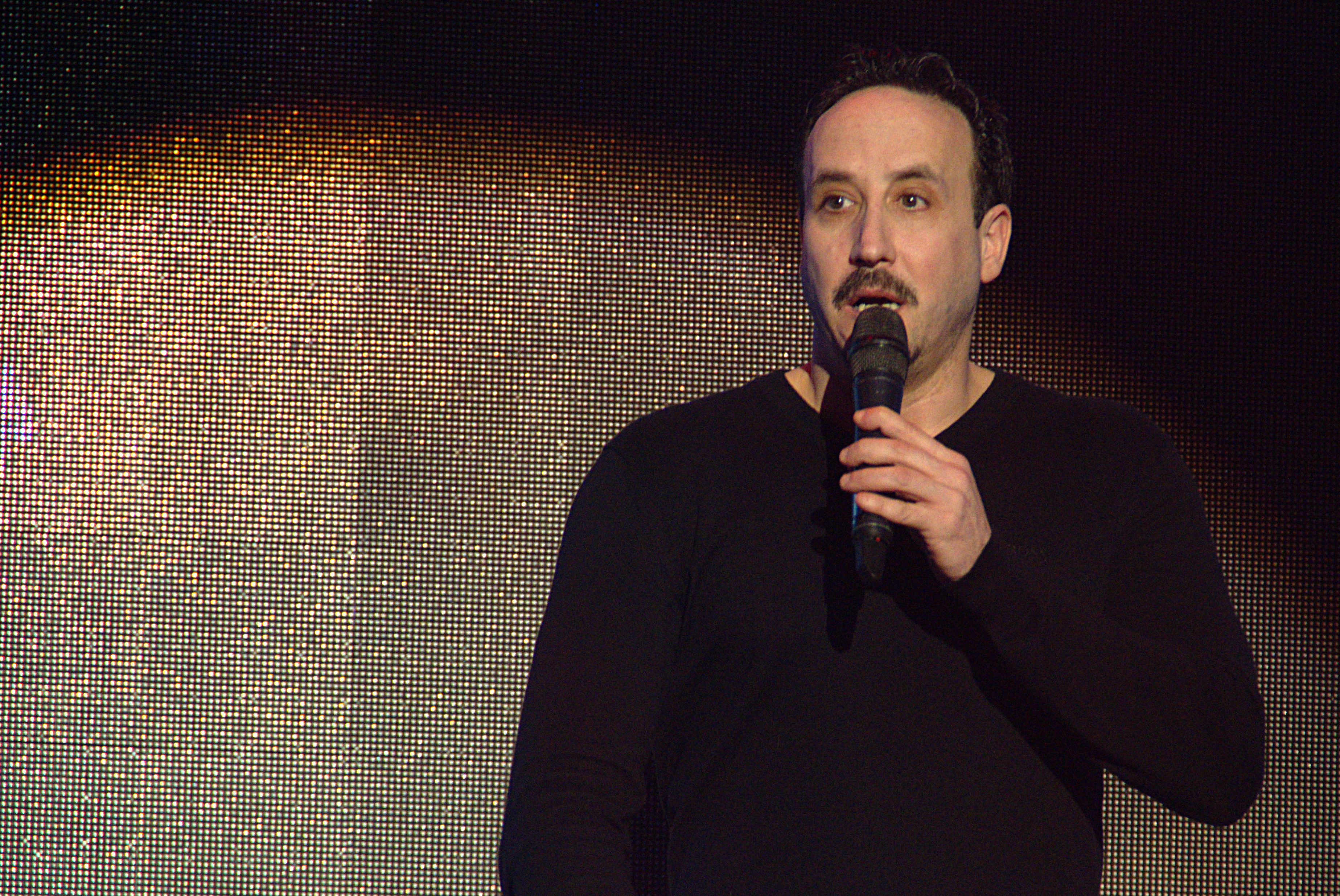
Nejib Belkadhi lors de la cérémonie des Tunisia Web Awards en 2015.

Les productions du cinéma tunisien restent rares et confidentielles même si certaines rencontrent un certain succès hors de Tunisie. Parmi les plus connues, on peut citer Un été à La Goulette (1996) et Halfaouine, l'enfant des terrasses (1990) de Férid Boughedir. Ce dernier, sans doute le plus grand succès du cinéma tunisien, met en scène un enfant dans le Tunis des années 1960. Nouri Bouzid porte quant à lui sur la réalité tunisienne un regard sans complaisance. Dans L'Homme de cendres (1986), il traite de la pédophilie, de la prostitution et des relations entre les communautés musulmane et juive. Dans Bezness (1991), c'est le tourisme sexuel qui se trouve dans sa ligne de mire.
Dans Les Ambassadeurs (1975), Naceur Ktari met en scène des émigrés maghrébins en France qui y sont confrontés au racisme. Les Silences du palais (1994) de Moufida Tlatli a quant à lui été primé par plusieurs jurys internationaux. Premier film arabe réalisé par une femme, on y découvre la vie dans une maison aristocratique de Tunis à travers les yeux d'une jeune fille. En 2007, le paysage cinématographique tunisien voit la sortie de plusieurs films recevant un certain succès auprès du public tels que Making of de Bouzid ou VHS Kahloucha de Nejib Belkadhi.

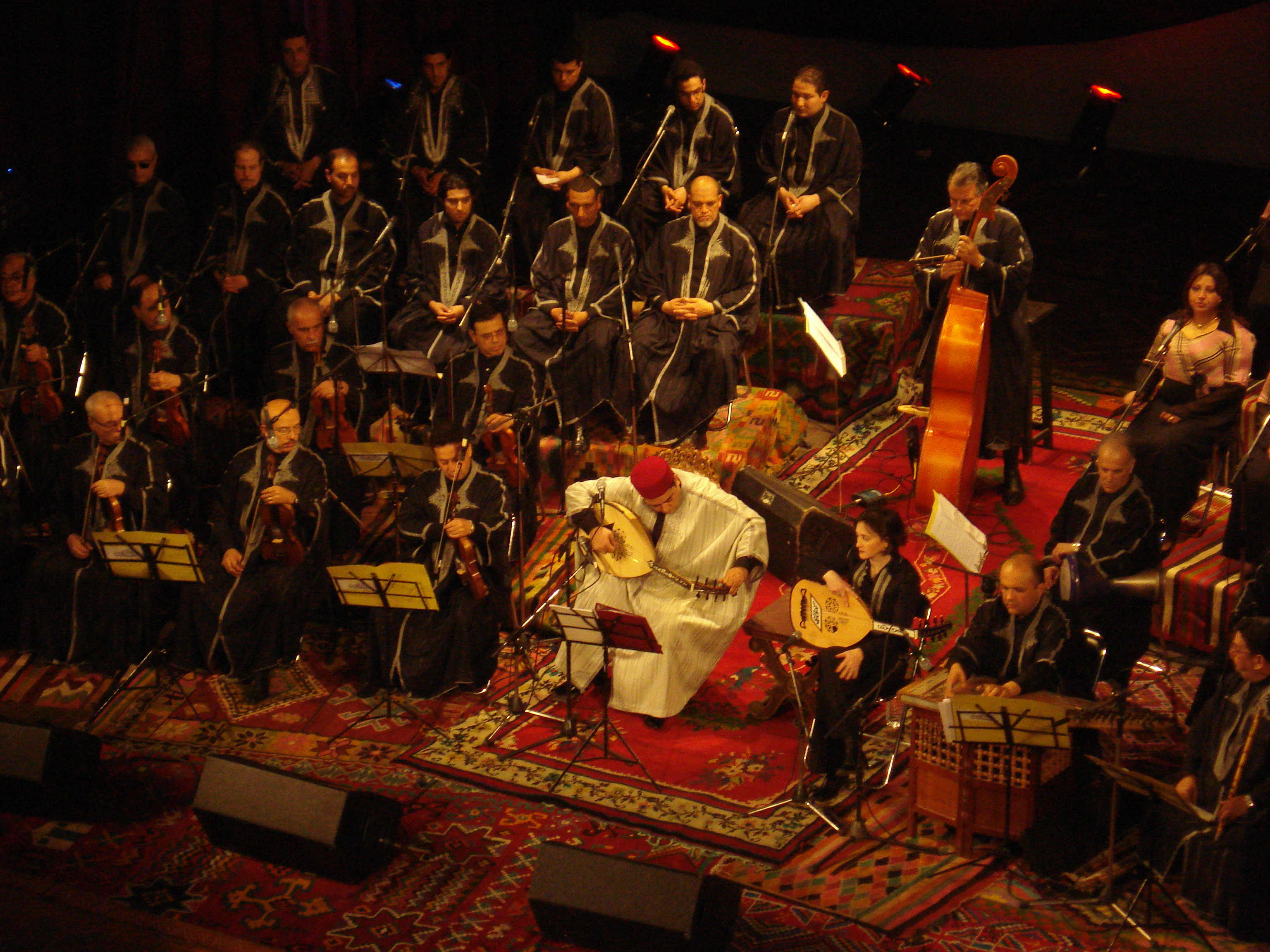
Orchestre de La Rachidia au Théâtre municipal de Tunis.

La musique tunisienne est, quant à elle, relativement diversifiée. Principalement influencée par les cultures arabo-andalouse, arabe et occidentale, elle est le résultat d'un métissage culturel. Son courant musical classique et le plus réputé est le malouf. Toutefois, les chants traditionnels continuent de rencontrer un certain succès. Côté instruments, les régions urbaines et rurales se différencient quelque peu.
En milieu urbain, ce sont les instruments à cordes (rebec, oud et qanûn) et les percussions (darbouka) qui dominent alors que, en milieu rural, le chant bédouin, en plus des percussions, est accompagné d'instruments à vent comme le mezoued et la gasba. Parmi les grands chanteurs et chanteuses tunisiens, on peut citer Saliha, Khemaïs Tarnane, Ali Riahi, Hédi Jouini, Latifa Arfaoui, Mohamed Jamoussi, Cheikh El Afrit, Lotfi Bouchnak ou encore Dhekra Mohamed. Chez les musiciens, on peut également citer Salah El Mahdi, Ridha Kalaï, Ali Sriti, Anouar Brahem, Jasser Haj Youssef ou encore Youssef Slama.
Dans le même temps, une majorité de la population est attirée par des musiques d'origine arabe (égyptienne, libanaise ou encore syrienne). La musique occidentale actuelle remporte également un succès important avec l'émergence de nombreux groupes et de festivals de rock, de hip-hop, de reggae et de jazz.
Le théâtre tunisien s'est surtout développé entre la fin du XIXe et le début du XXe siècle durant le protectorat français. Fondé à cette époque, le Théâtre municipal de Tunis a accueilli en plus d'un siècle d'existence de grands noms de la scène tunisienne et internationale. Le 7 novembre 1962, Habib Bourguiba consacre son discours au théâtre qu'il considère comme « un puissant moyen de diffusion de la culture ainsi qu'un moyen d'éducation populaire des plus efficaces ». Toutefois, le théâtre tunisien n'a jamais connu un réel développement. En 1970, sous l'impulsion de l'acteur Aly Ben Ayed, Caligula d'Albert Camus est traduit en arabe et les œuvres Mourad III ou Le Temps du Bouraq de Habib Boularès maintiennent le ton de la violence sanglante. Même si, de plus en plus, les spectacles dits de boulevard sont restreints au profit d'un genre de spectacle plus sophistiqué, Moncef Souissi et Ezzedine Madani ont créé un théâtre d'expression populaire et moqueur en tunisien. Le courant dit du Nouveau Théâtre de Tunis a également repris le fil de la dérision. Nommé en 1988 à la tête du Théâtre national tunisien (TNT), Mohamed Driss lui offre une nouvelle salle, Quatrième art, en 1996 et l'ouvre aux spectacles de ballet, de cirque et de chant. Quant à El Teatro, le premier théâtre privé de Tunisie, il offre des représentations théâtrales, des spectacles de danse, des concerts de jazz, des galas de musique arabe, des expositions d'art et des récitals de poésie.

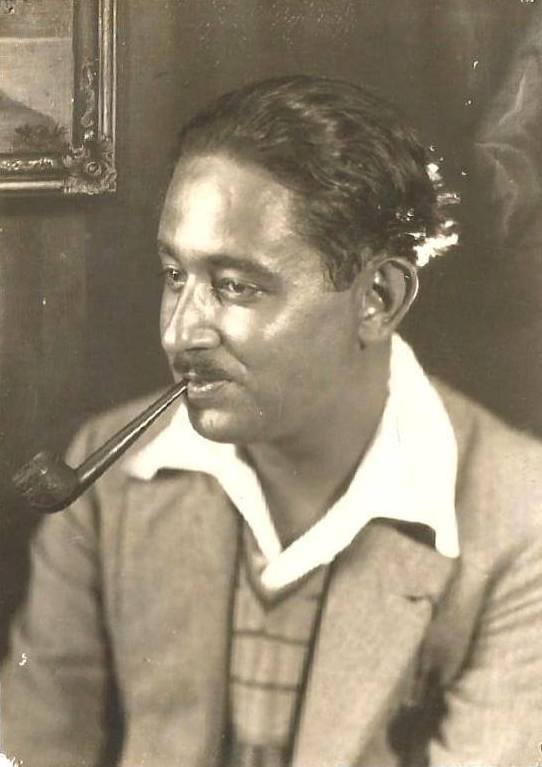
Portrait du peintre Yahia Turki.

La naissance d'une peinture tunisienne contemporaine est fortement liée à l'École de Tunis mise en place par un groupe d'artistes de Tunisie unis par la volonté d'incorporer des thèmes proprement tunisiens et rejetant l'influence orientaliste de la peinture coloniale. Après la peinture expressionniste d'Amara Debbache, Jellal Ben Abdallah et Aly Ben Salem se font reconnaître, l'un pour ses miniatures de style byzantin, l'autre pour son rattachement à l'impressionnisme. La vie quotidienne devient par ailleurs l'inspiration de Zoubeir Turki et d'Abdelaziz Gorgi. L'abstraction saisit également l'imagination des peintres comme Edgard Naccache, Nello Lévy et Hédi Turki. Après l'indépendance en 1956, le mouvement pictural tunisien entre dans une dynamique d'édification nationale, des artistes se mettant au service de l'État. Des artistes ont ainsi pu accéder à une reconnaissance internationale tels que Hatem El Mekki, peintre abstrait, dont la facture rappelle celle d'Alberto Giacometti. La jeune peinture emboîte davantage le pas à ce qui se passe ailleurs dans le monde : Sadok Gmech puise son inspiration dans le patrimoine national alors que Moncef Ben Amor se tourne vers le fantastique. Dans un autre registre, Youssef Rekik réutilise la technique de la peinture sur verre et Nja Mahdaoui retrouve la calligraphie dans sa dimension mystique.
Enfin, la littérature tunisienne existe sous deux formes : en langue arabe et en langue française. La littérature arabophone remonte au VIIe siècle avec l'arrivée de la civilisation arabe dans la région. Elle est plus importante en volume comme en valeur que la littérature en langue française qui suit l'implantation du protectorat en 1881. Malgré la longue histoire de la littérature tunisienne, la production nationale reste pourtant maigre : la bibliographie nationale a recensé 1 249 livres non scolaires publiés en 2002 dont 885 titres en arabe. Parmi les grands auteurs tunisiens, on peut citer Abou el Kacem Chebbi, Moncef Ghachem et Mahmoud Messadi.

### Traditions

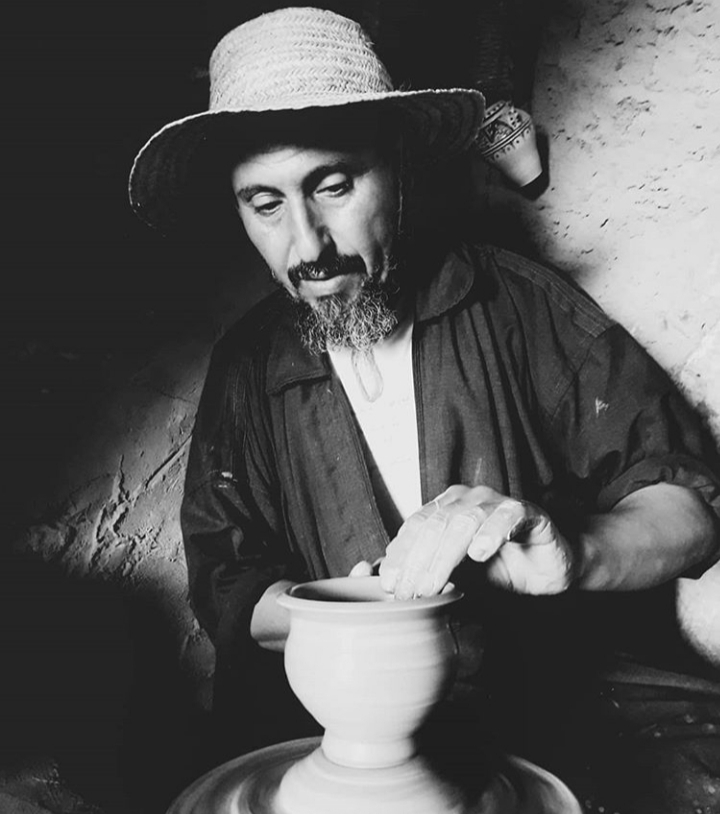
Potier dans son atelier à Guellala.

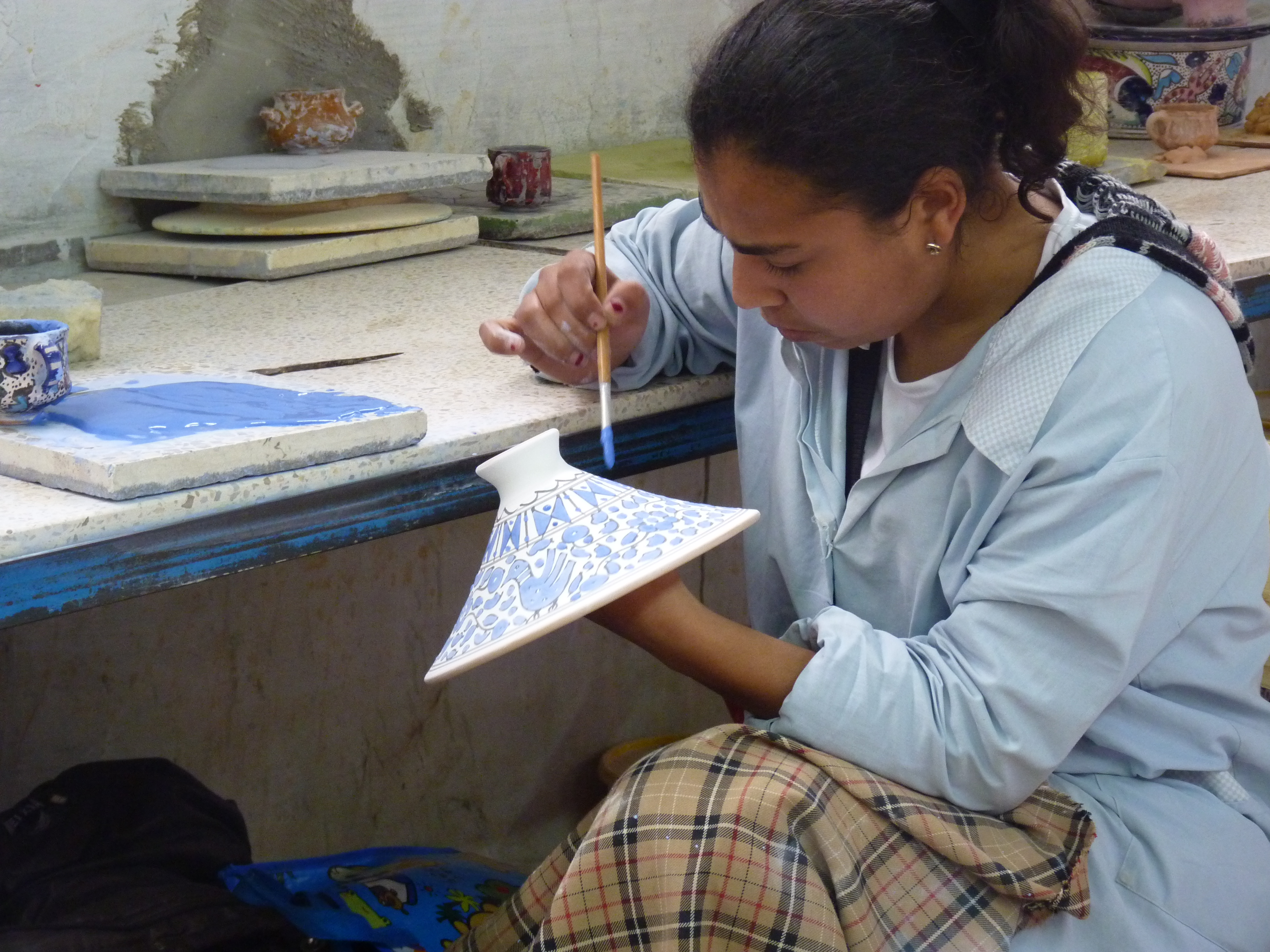
Femme en train de peindre une céramique.

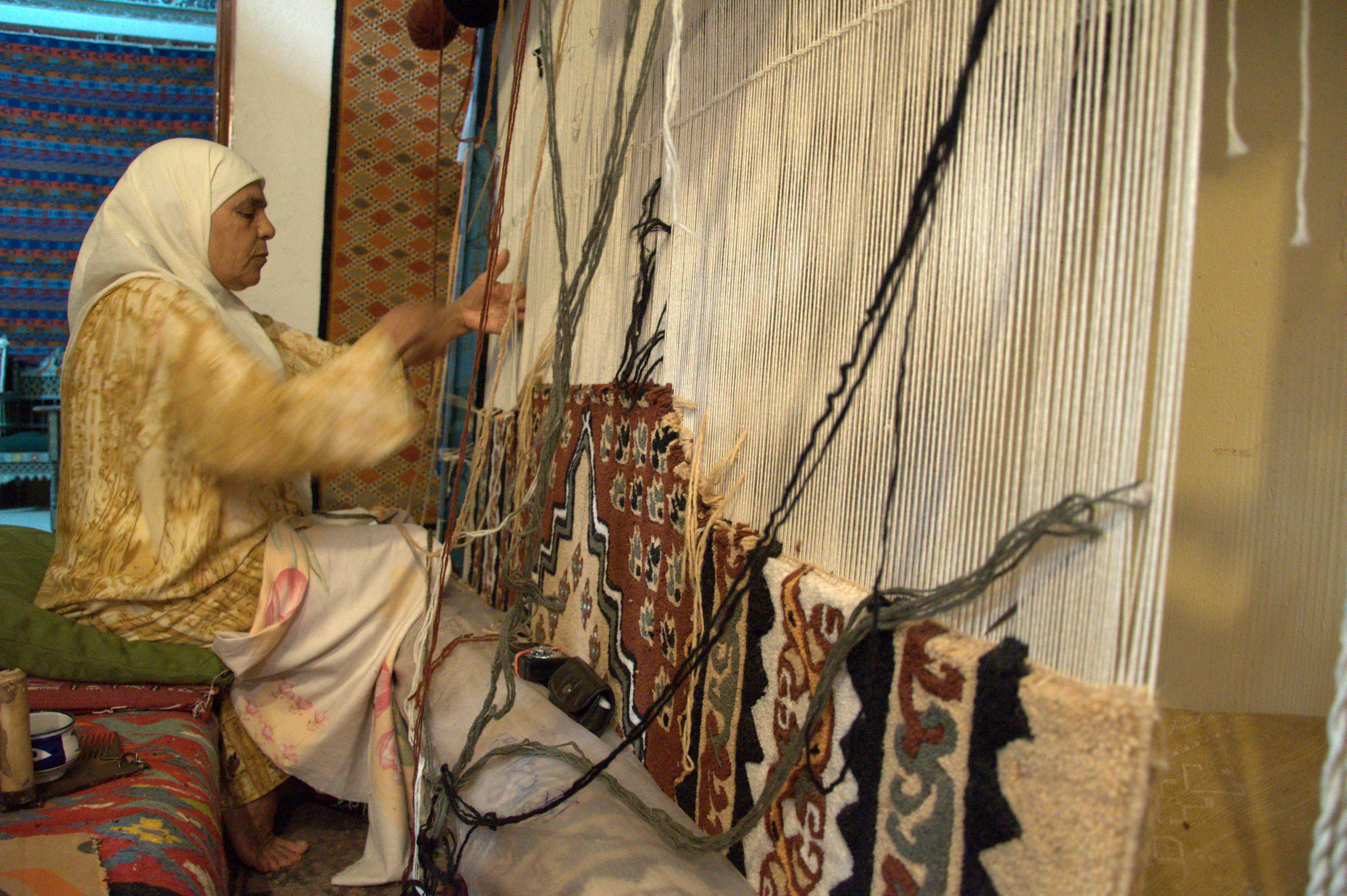
Tisserande de tapis traditionnel à Kairouan.

La Tunisie est réputée pour ses nombreux produits artisanaux dont les diverses régions du pays font leur spécificité.
La poterie tunisienne est principalement issue de Guellala, ville se situant dans le sud de l'île de Djerba, dont les habitants sont à majorité berbères et dont la profession principale est le travail de l'argile. D'autres centres potiers sur le littoral tunisien existent, notamment à Tunis, Nabeul, Moknine, etc. Mais si la poterie poreuse s'identifie à Guellala, celle émaillée (jaune, verte ou brune) est la marque de fabrique de Nabeul.
La ferronnerie remonte pour sa part à l'époque andalouse lorsque l'on décorait les portes cloutées, ornement devenu caractéristique du fer forgé tunisien. Bleues par tradition, destinées à embellir les maisons et à préserver l'intimité des habitants, ces grilles rappellent les moucharabiehs de la tradition arabo-andalouse, panneaux de bois sculpté qui permettaient aux femmes de regarder dans la rue sans être vues.
La ville de Kairouan constitue quant à elle le centre national de production de tapis. La Tunisie possède enfin une riche tradition de mosaïques remontant à la période antique.
Le costume traditionnel est la tenue par excellence des mariages et autres cérémonies. Au niveau national, c'est la jebba qui s'est imposée comme habit traditionnel. Les babouches masculines sont en général de la couleur naturelle du cuir, celles des femmes étant dans leur majorité brodées de fils de soie, de coton, d'or et d'argent avec des motifs floraux ou des croissants. Dans des régions du Nord et du Sud, les femmes portent traditionnellement la melia ou le houli.
Importé par les Andalous au XVIe siècle, le jasmin (Jasminum grandiflorum) est devenu la fleur emblématique de la Tunisie. Dès la tombée de la nuit, les vendeurs confectionnent de petits bouquets et les vendent aux passants dans la rue ou aux automobilistes arrêtés aux carrefours. Par ailleurs, le jasmin fait l'objet d'un langage spécifique. Ainsi, un homme qui en porte à l'oreille gauche indique qu'il est célibataire. De plus, offrir du jasmin blanc est une preuve d'amour alors qu'offrir du jasmin d'hiver, sans odeur, est signe d'insolence.

### Festivals

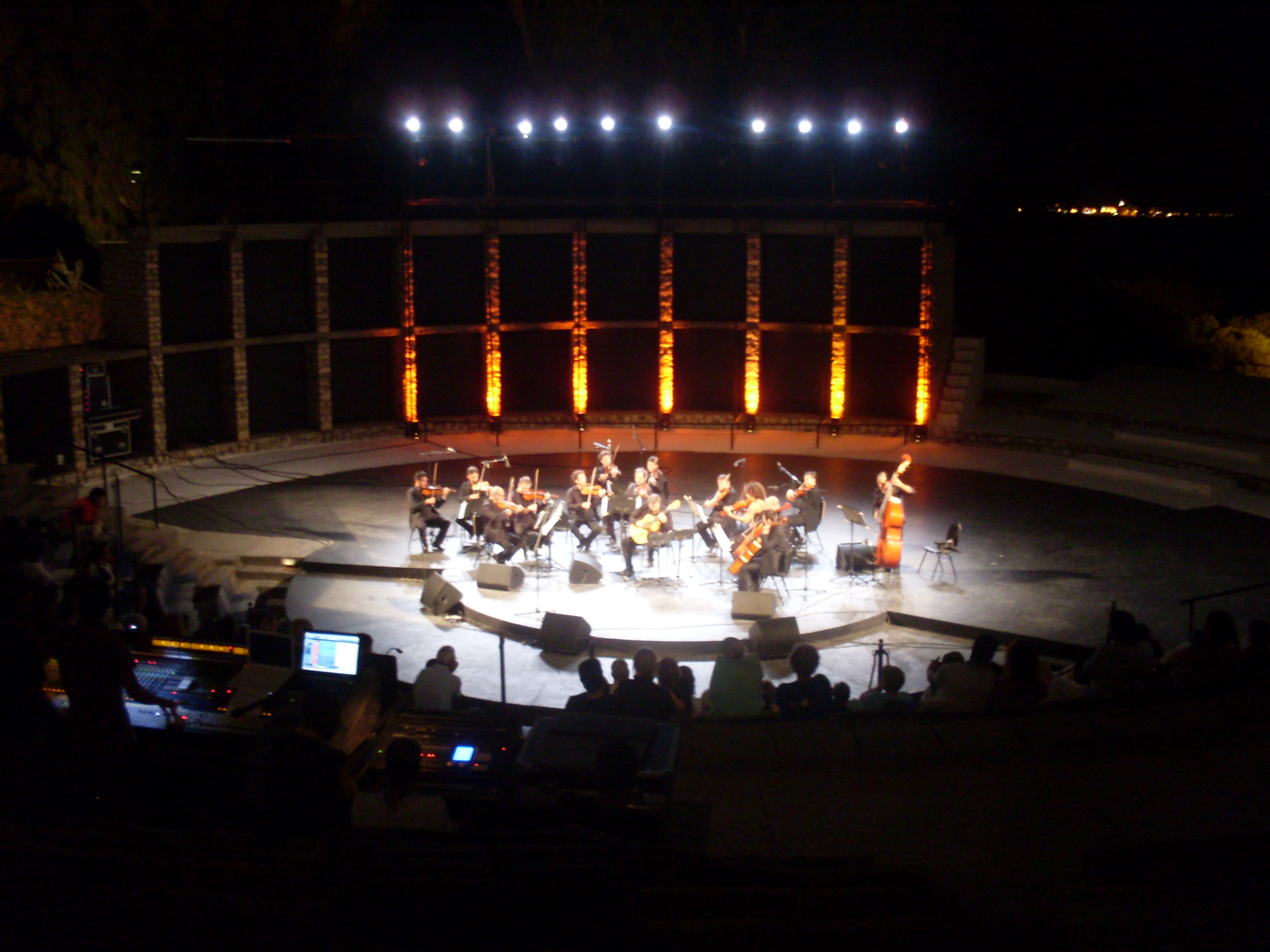
Festival international d'Hammamet.

Des centaines de festivals internationaux, nationaux, régionaux ou locaux ponctuent l'agenda annuel. Les festivals de musique et de théâtre dominent largement la scène culturelle nationale.
Durant l'été ont lieu annuellement le Festival international de Carthage (juillet), le Festival international des arts plastiques de Mahrès (fin juillet-début août) et le Festival international d'Hammamet. Ce sont durant les mois d'octobre-novembre qu'ont par la suite lieu les Journées cinématographiques de Carthage alternées tous les ans aux Journées théâtrales de Carthage. Enfin, l'année est terminée par le Festival international du Sahara qui met à l'honneur la tradition culturelle du désert tunisien.
D'autres festivals mettent également à l'honneur la musique tunisienne traditionnelle, comme le Festival de la musique traditionnelle, ou encore le jazz tunisien, comme Jazz à Carthage et le Tabarka Jazz Festival.
Dans la ville de Sousse, le carnaval d'Aoussou est un événement festif et culturel annuel qui se déroule chaque 24 juillet. C'est un défilé composé de chars symboliques, de fanfares et de troupes folkloriques de Tunisie et d'ailleurs qui a lieu près de la plage de Boujaafar, à la veille du début d'Aoussou, terme désignant la canicule du mois d'août selon le calendrier berbère. Oumouk tangou est une ancienne tradition tunisienne d'invocation de la pluie qui semble héritée de la tradition punique, et relève de l'ancien culte de la déesse punique Tanit (Tinit, Tannou ou Tangou).

### Gastronomie

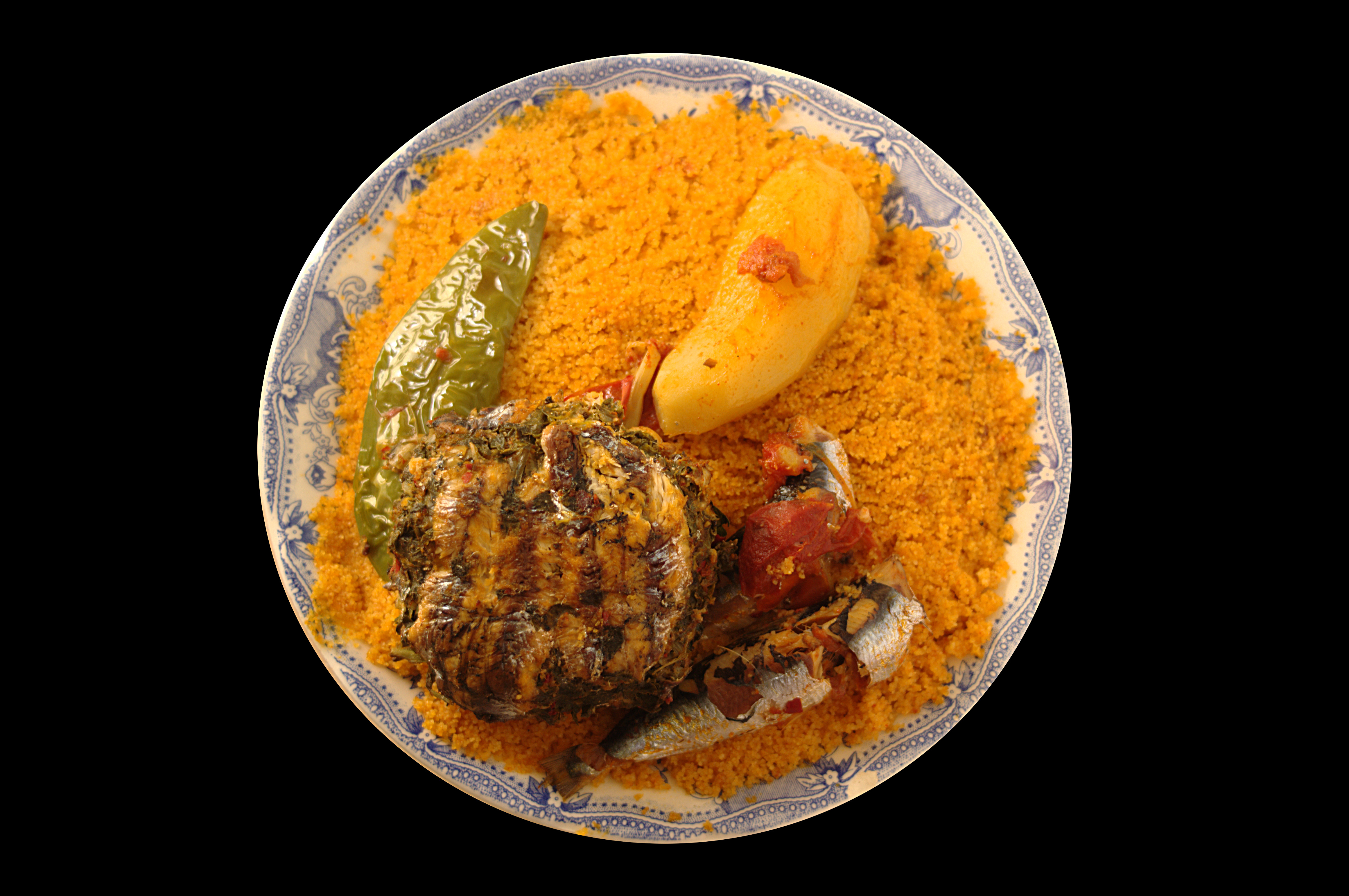
Couscous à la sardine.

La cuisine tunisienne est un héritage des diverses populations qui s'y sont succédé et mélangées en Tunisie. Elle se distingue par l'utilisation importante d'épices et d'herbes aromatiques, notamment le piment, le safran, le gingembre, le cumin, la coriandre, le poivre, le curcuma ou le carvi. Les plats se basent essentiellement sur les produits locaux : poissons, viandes de mouton et bœuf, blé dur et tendre ou encore une palette très large de fruits et légumes. La base de l'alimentation est la semoule, d'où le couscous, et les pâtes.
Ces dernières sont sans doute le plat le plus consommé, en 2017, la Tunisie se plaçant au deuxième rang mondial après l'Italie avec 16 kg par habitant et par an, en particulier les spaghettis et macaronis servis généralement avec de la sauce tomate plus ou moins pimentée et épicée, accompagnée de viande qui selon l'envie et les régions est de l'agneau, du bœuf, du poisson, du lapin voire du poulet, même si le plat traditionnel reste le couscous. Le pain, notamment le traditionnel pain tabouna (constitué essentiellement de semoule de blé et non de farine) est également un aliment apprécié de beaucoup de Tunisiens. Le fricassé est une sorte de sandwich constitué d'une pâte cuite dans l'huile, remplie de miettes de thon, d'harissa avec parfois des olives, des câpres et des rondelles d'œufs durs ; il est vendu dans beaucoup d'échoppes de restauration rapide, tout comme le fameux casse-croûte tunisien contenant les mêmes ingrédients. Un autre plat fort apprécié est la brik à l'œuf, traditionnellement avec des garnitures à base de thon, pomme de terre, persil, œuf et fromage. Le borghol est une soupe à base de blé concassé et de petites fèves séchées, parfumé de cumin, d'ail, d'harissa et d'huile d'olive. La ojja, la chakchouka et les divers ragoûts se mangent traditionnellement en y trempant son pain.

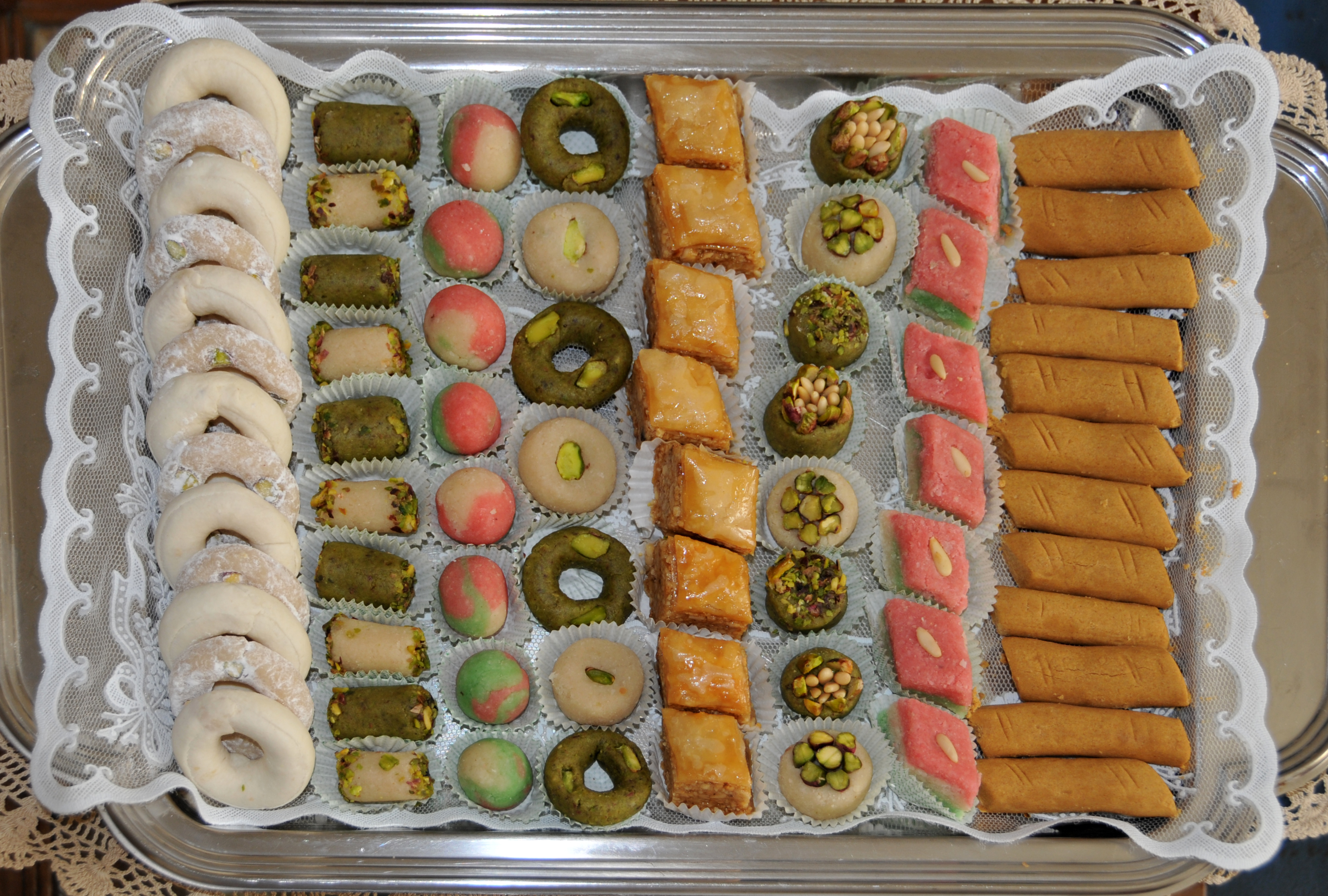
Assortiment de gâteaux traditionnels.

La cuisine tunisienne se différencie quelque peu de ses voisines nord-africaines. Le tajine tunisien, contrairement à la version marocaine, consiste en une sorte de quiche à base d'œuf, viande (ou poulet), pomme de terre et persil. Le couscous, lui, se caractérise par une combinaison entre les légumes (pommes de terre, tomate, carotte, courge, pois chiche, fève, chou, navet et piment), la viande (surtout celle d'agneau) ou le poisson et la semoule de blé dur. La mloukhiya, contrairement à la version égyptienne, nécessite une préparation et une très longue cuisson ; on l'accompagne plutôt de viandes rouges (comme le bœuf ou l'agneau) aux viandes blanches (comme le lapin) et on la prépare à l'occasion du nouvel an musulman. Le Mouled est, quant à lui, l'occasion de préparer une crème pâtissière à base de pignons de pin, l'assidat zgougou.
La pâtisserie tunisienne est diversifiée : parmi les pâtisseries traditionnelles, qualifiées de « pâtisseries orientales » dans les pays occidentaux, les plus connues sont le makroud de Kairouan, la zlabia au miel et les gâteaux à base d'amandes, de fruits secs, de pignons de pin et de pistaches, dont notamment le baklawa servi lors des fêtes et des mariages.

### Sport

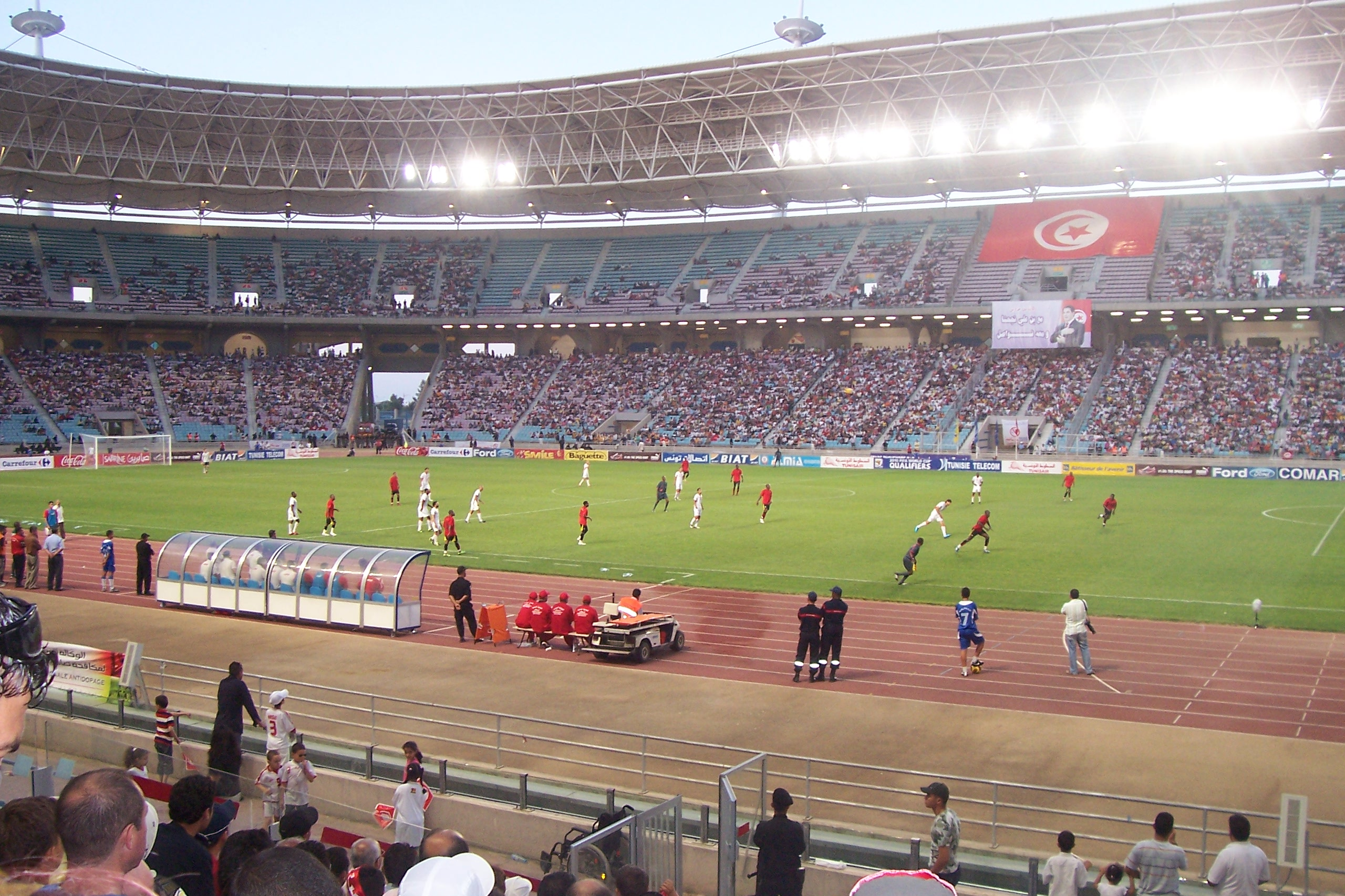
Stade olympique de Radès.

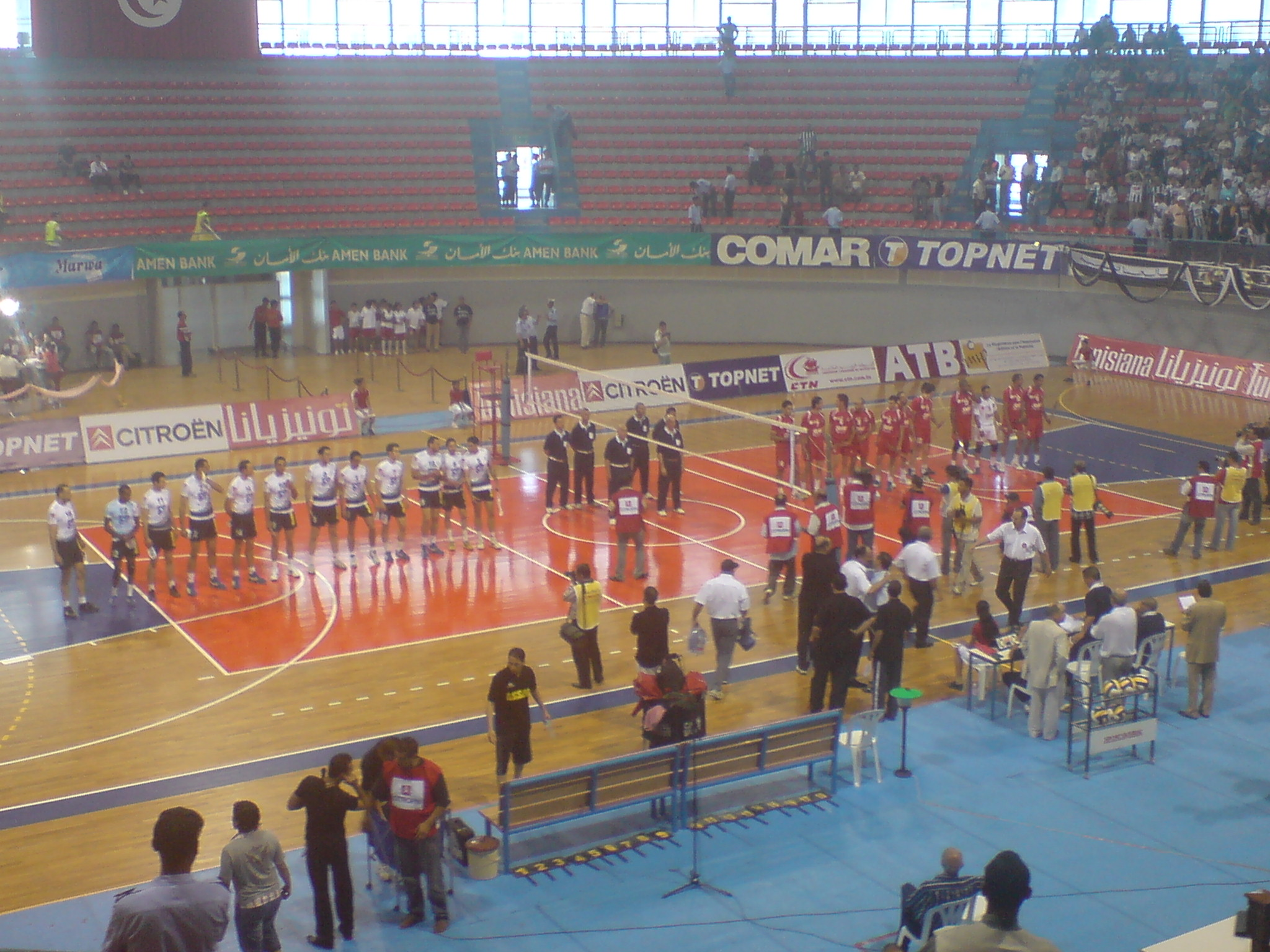
Finale de la coupe de Tunisie masculine de volley-ball 2008.

Le sport en Tunisie est marqué par la domination du football, tant sur le plan de la couverture médiatique que du succès populaire avec 27 733 licenciés contre 13 992 pour le taekwondo, second sport le plus pratiqué dans le pays. Toutefois, des sports comme le volley-ball ou le handball figurent également parmi les sports les plus représentés même si des sports moins connus sont plus pratiqués par les Tunisiens, notamment les arts martiaux (taekwondo, judo et karaté), l'athlétisme voire le tennis. D'autres grands sports comme le cyclisme sont en revanche moins représentés, faute d'infrastructures, d'équipements et d'intérêt médiatique suffisants.
L'Espérance sportive de Tunis est le club de football le plus titré du championnat national, avec 29 titres à son actif, et le plus titré de la coupe de Tunisie avec quinze titres à son actif ; c'est le premier club à participer à une compétition continentale en 1971 : la coupe des clubs champions africains. Le Club athlétique bizertin devient en 1988 le premier club tunisien à avoir remporté un trophée continental : la coupe d'Afrique des vainqueurs de coupe. Le Club africain est le premier club tunisien à avoir remporté la coupe d'Afrique des clubs champions en 1992. L'Étoile sportive du Sahel est le premier club tunisien à remporter la Ligue des champions de la CAF dans sa nouvelle édition le 9 novembre 2007. Le Club sportif sfaxien a aussi remporté des manifestations continentales et régionales ; il est le premier club à remporter deux fois de suite la coupe de la CAF en 2007 et 2008. Le derby de la capitale entre le Club africain et l'Espérance sportive de Tunis reste l'événement footballistique phare de l'année en rassemblant à deux reprises par saison plus de 60 000 spectateurs et donnant lieu à un show (dakhla en tunisien) de la part des supporters des deux équipes. Il existe d'autres classiques entre les quatre grandes équipes, l'Espérance sportive de Tunis, l'Étoile sportive du Sahel, le Club sportif sfaxien et le Club africain.
L'année sportive tunisienne est rythmée par les grandes compétitions que sont les championnats (football, handball, volley-ball et basket-ball) et les coupes (football, handball, volley-ball et basket-ball) des sports les plus populaires. En cyclisme, discipline moins suivie, sont organisés les championnats de Tunisie de cyclisme et, de façon irrégulière, le Tour de Tunisie.
Mais le pays organise également des compétitions internationales. Ainsi, la première édition de la Coupe du monde de football des moins de 20 ans s'y tient en 1977 tout comme les phases finales des coupes d'Afrique des nations de football en 1965, 1994 et 2004, dernière édition remportée par la sélection nationale. Plus récemment, le championnat du monde masculin de handball 2005 s'est également tenu en Tunisie. Le championnat d'Afrique des nations masculin de handball 2020 se déroulera en Tunisie.

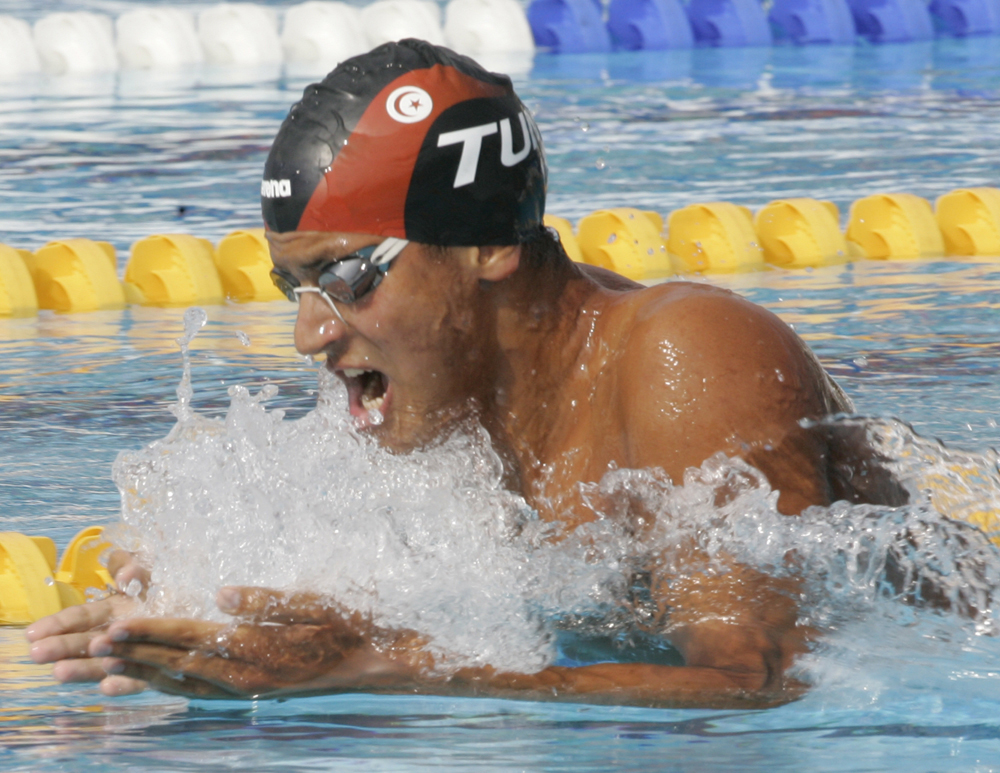
Oussama Mellouli, champion olympique et du monde du 1500 mètres nage libre.

En mai 2007, le pays compte 1 673 clubs sportifs dont les principaux sont actifs dans le football (250) et le taekwondo (206). Viennent ensuite le karaté et ses dérivés (166), le handisport (140), le handball (85), l'athlétisme (80), le judo (66), le kung fu (60), le kick-boxing (59), le basket-ball (48), la pétanque (47), le tennis de table (45), le volley-ball (40), la boxe (37), la natation (31) et le tennis (30).
Parmi les sportifs les plus connus, Mohammed Gammoudi s'illustre en athlétisme, ce qui lui permet de remporter quatre médailles aux Jeux olympiques, ce qui en fait le sportif tunisien le plus médaillé de l'histoire du pays. La Tunisie a également vu émerger des champions dans des sports individuels tels que Anis Lounifi (champion du monde de judo), Oussama Mellouli (champion du monde et olympique de natation) ou encore Ons Jabeur qui parvient à se classer deuxième joueuse mondiale par la WTA.
En ce qui concerne les sports collectifs, les équipes nationales ont remporté une coupe d'Afrique des nations de football, dix championnats d'Afrique masculin de handball, dix championnats d'Afrique masculin de volley-ball et trois championnats d'Afrique masculins de basket-ball.

## Fêtes et jours fériés
| Date (calendrier grégorien) | Nom français                                                              | Nom local                                              | Commémoration                                                                |
| --------------------------- | ------------------------------------------------------------------------- | ------------------------------------------------------ | ---------------------------------------------------------------------------- |
| 1er janvier                 | Nouvel an                                                                 | رأس العام ou رأس السنة الإدارية ou رأس السنة الميلادية |                                                                              |
| 20 mars                     | Fête de l'Indépendance                                                    | عيد الإستقلال                                          | Avènement de l'indépendance (1956)                                           |
| 9 avril                     | Journée des Martyrs                                                       | عيد الشهداء                                            | Répression de manifestations nationalistes par les troupes françaises (1938) |
| 1er mai                     | Fête du Travail                                                           | عيد الشغل                                              |                                                                              |
| 25 juillet                  | Fête de la République                                                     | عيد الجمهورية                                          | Proclamation de la république (1957)                                         |
| 13 août                     | Fête de la Femme et de la Famille                                         | عيد المرأة                                             | Promulgation du Code du statut personnel (1956)                              |
| 15 octobre                  | Fête de l'Évacuation                                                      | عيد الجلاء                                             | Départ des dernières troupes françaises de la base de Bizerte (1963)         |
| 17 décembre                 | Fête de la Révolution                                                     | عيد الثورة                                             | Déclenchement de la révolution tunisienne (2010)                             |
| Date (calendrier musulman)  | Nom français                                                              | Nom local                                              | Commémoration                                                                |
| 1er mouharram               | Ras el-Am el-Hijri (Nouvel an de l'hégire)                                | رأس العام الهجري ou رأس السنة الهجرية                  | Nouvel an                                                                    |
| 12 rabia al awal            | Mouled                                                                    | المولد النبوي                                          | Anniversaire de la naissance de Mahomet                                      |
| 1er chawwal                 | Aïd el-Fitr ou Aïd el-Saghir (Fête de la rupture du jeûne ou Petite fête) | العيد الصغير ou عيد الفطر                              | Fin du mois de ramadan,                                                      |
| 10 dhou al-hijja            | Aïd al-Adha (Grande fête ou Fête du sacrifice)                            | العيد الكبير ou عيد الأضحى                             | Sacrifice d'Abraham                                                          |